# Géographie des Hautes-Alpes
Pour un article plus général, voir Hautes-Alpes.
La géographie des Hautes-Alpes est celle d'un pays de haute et moyenne montagne présentant à la fois des caractéristiques alpines avec ses hauts sommets enneigés couronnés de glaciers et des conditions climatiques méditerranéennes dans sa partie méridionale avec notamment un ensoleillement très élevé et des périodes de sécheresse estivale prolongées. Avec la barre des Écrins qui culmine à 4 101 mètres) le département était considéré comme le toit de la France jusqu'à l'annexion de la Savoie qui a incorporé le massif du mont Blanc. Les Hautes-Alpes est le département dont l'altitude moyenne est la plus élevée de France : on y trouve la ville la plus élevée de France (Briançon) et le village le plus haut d'Europe (Saint-Véran). Un tiers de sa superficie est situé au-dessus de 2 000 mètres d'altitude, et un dixième au-dessus de 2 500 mètres.
D'une superficie de 5 690 km2 il est caractérisé par une géographie et une géologie particulièrement complexes. De manière générale l'altitude va en s'élevant en allant de l'ouest vers l'est. Dans sa partie nord on retrouve l'organisation relativement ordonnée des reliefs des Alpes du Nord avec successivement les Préalpes (Pays du Buëch et massif du Dévoluy), le sillon alpin (Champsaur), un massif cristallin central (Écrins), la zone intra-alpine (Briançonnais) et le massif cristallin interne (région située à la frontière avec l'Italie). Au sud l'architecture est complètement différente : les Préalpes prennent un direction est-ouest tandis que le massif cristallin disparait ce qui a permis le creusement de la cluse transversale de l'Embrunais par la Durance dans des nappes de charriage constituées de roches tendres. Ce fleuve a creusé une vallée qui traverse presque tout le département d'est en ouest et qui en constitue l'axe de communication principal.
Longtemps resté pauvre du fait de son caractère très montagneux, de voies de circulation naturelles limitées et d'une sécheresse relative, les Hautes-Alpes, contrairement aux départements des Alpes du nord (Isère, Savoie, Haute-Savoie), n'a pas bénéficié de la révolution industrielle. Aussi a-t-il subi un exode rural particulièrement important. À compter des années 1950 il a bénéficié à plein de l'expansion du tourisme de masse d'abord dans le domaine des sports d'hiver (ski) puis via le développement des séjours estivaux en montagne. Malgré cette nouvelle manne économique, les Hautes-Alpes reste le troisième département le moins peuplé de France (141 677 habitants en 2022) et sa densité est de 25,5 habitants par km2. Il ne compte que deux villes : la préfecture Gap (environ 40000 habitants) et la sous-préfecture Briançon (environ 10000 habitants). Dans ce département pratiquement dépourvu d'industries et peu propice à l'agriculture, le secteur tertiaire représente 83% des emplois.

## Situation

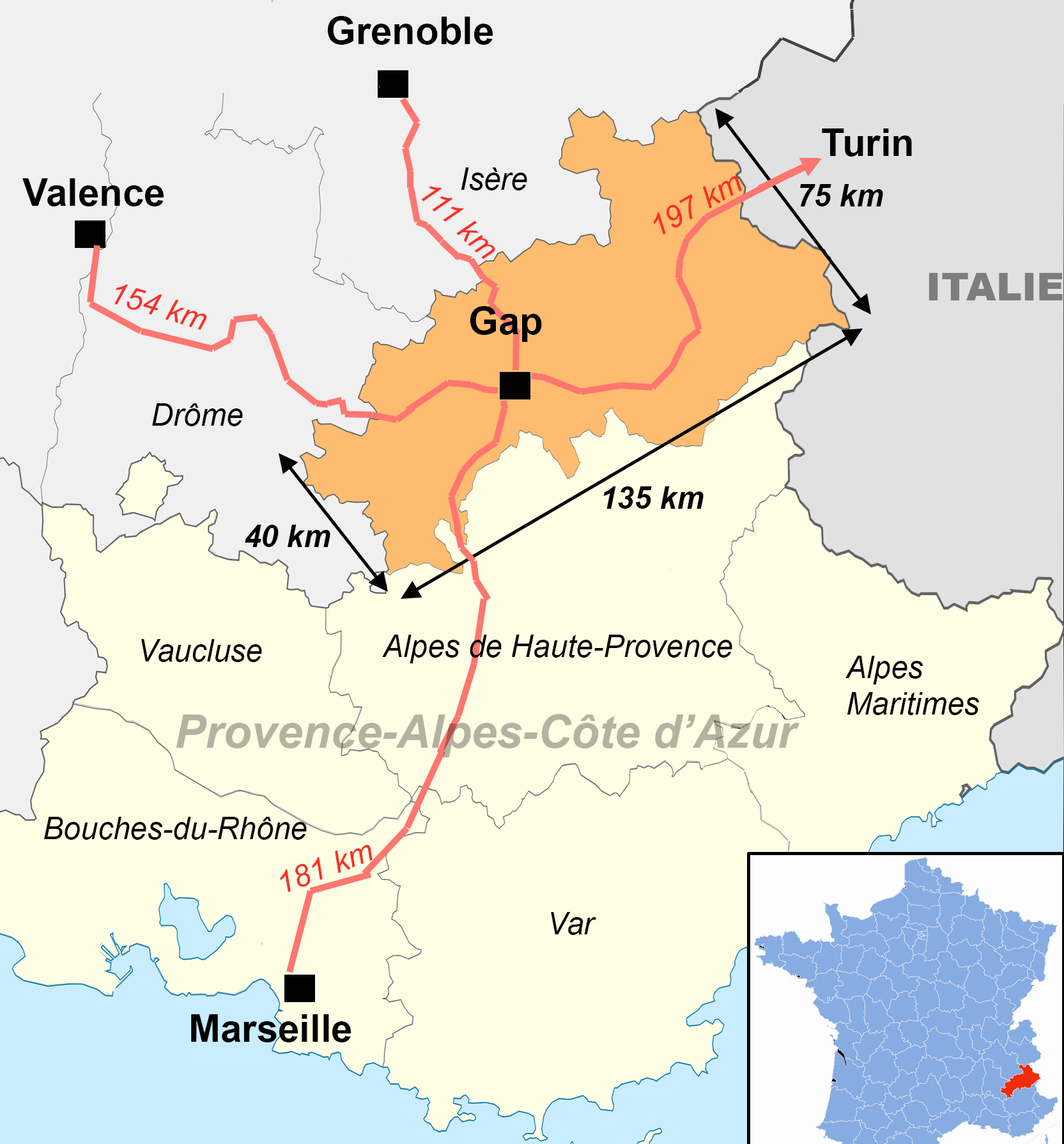
Carte de localisation des Hautes-Alpes.

Le département des Hautes-Alpes est situé dans le sud-est de la France et fait partie de la région Provence-Alpes-Côte d'Azur. Il est bordé à l'est par l'Italie, à l'ouest par le département de la Drôme, au nord par l'Isère et la Savoie et au sud par les Alpes de Haute-Provence. La superficie du département, qui est de 5 690 km2, est à peu près le centième de celle de la France métropolitaine et correspond  donc à la moyenne nationale. Le département, qui a la forme d'un S très épais couché d'environ 45° sur la droite, s'inscrit dans un quadrilatère de 135 km de long avec une largeur qui varie de 40 km au sud-ouest à 75 km au Nord-Est. Sa préfecture Gap, située à peu près au centre du département, se trouve par la route à 111 kilomètres de Grenoble (75 km à vol d'oiseau ), 180 km de Marseille (152 km à vol d'oiseau), 198 kilomètres de Valence (103 km à vol d'oiseau), (197 km de Turin (Italie) et 676 kilomètres de Paris (553 km à vol d'oiseau),.

## Géographie physique
Le département des Hautes-Alpes est un pays de moyenne et de haute montagne. En effet, un tiers de la superficie du département est située au-dessus de 2 000 mètres d'altitude, et un dixième au-dessus de 2 500 mètres. L'altitude est comprise entre 478 mètres (à Ribiers) et 4 160 mètres (Barre des Écrins). On y trouve la préfecture située à l'altitude la plus élevée de France (Gap, 720 m), la ville la plus haute de France (Briançon 1 326 mètres) et le village permanent le plus élevé d'Europe (Saint-Véran à 2 042 mètres).

### Géologie: formation du massif alpin

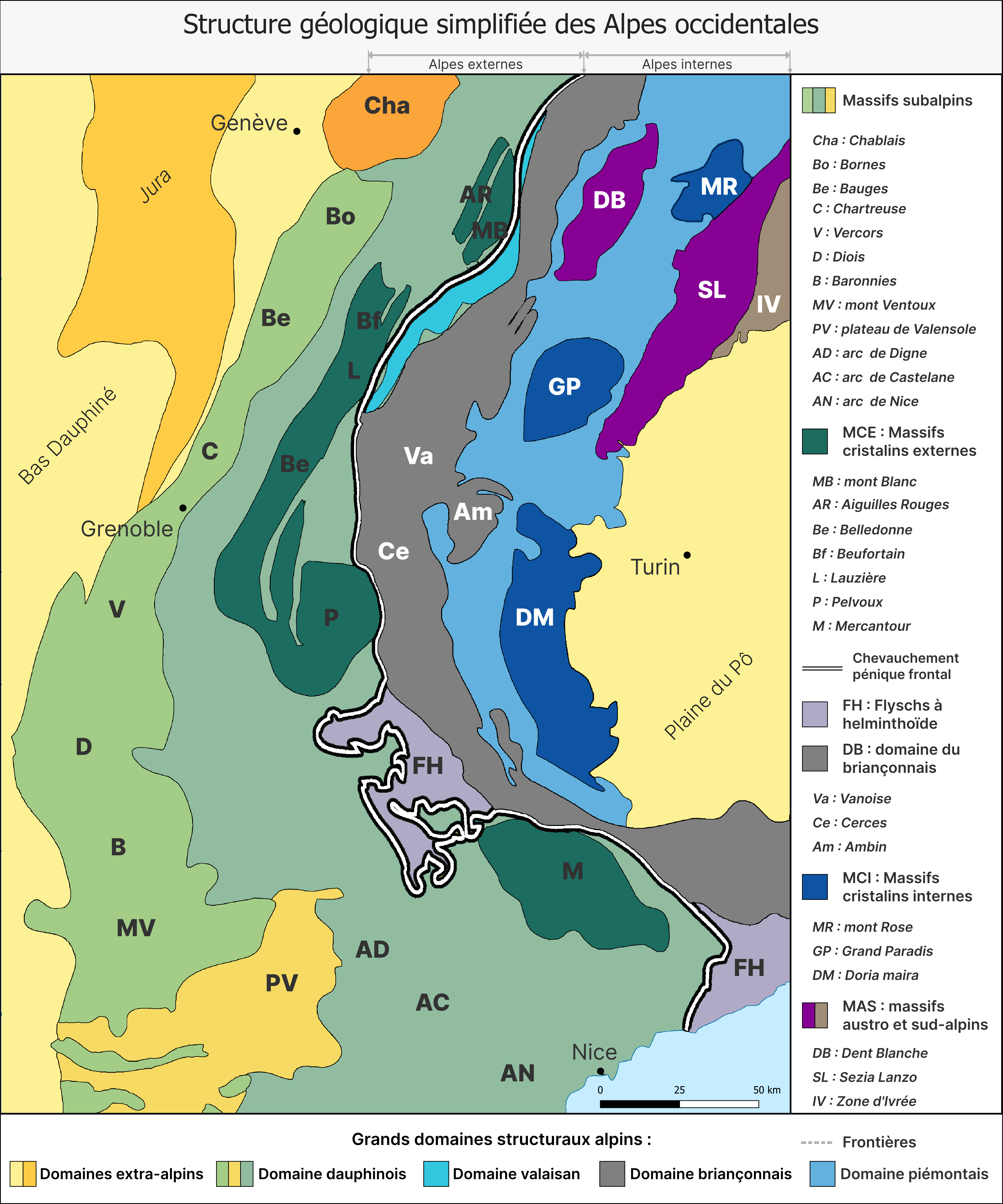
Carte géologique des Alpes occidentales.

#### Érosion de la chaine hercynienne (-300 à -200 millionsannées)
La géologie des Hautes-Alpes est héritée de l'orogenèse alpine. Pour reconstituer celle-ci il faut remonter 300 millions d'années auparavant, au  Carbonifère. À cette époque l'ensemble des terres émergées forme un continent unique, la Pangée. Un immense golfe océanique, la Téthys sépare la Laurasie au nord du Gondwana au sud. L'Europe est alors traversée par une longue chaine de montagnes, la chaine hercynienne, constituée de roches granitiques et métamorphiques. Certaines roches du massif des Écrins sont issues de cette ancienne orogenèse à l'image de plusieurs massifs anciens (Vosges, massif central, massif armoricain). Au pied de ces montagnes se créent les gisements houillers qui ont donné les dépôts anthracites du Briançonnais. Entre la fin du Paléozoïque et le début du Mésozoïque, la chaine hercynienne alpine est rabotée par l'érosion et le produit de cette érosion est dispersé sur des zones continentales par un important système fluviatile sous la forme de grès. Au Trias, il y a 250 millions d'années, la Téthys envahit périodiquement le sud de ce qui deviendra le continent européen qui se situe alors dans la zone équatoriale. Elle entraine le dépôt de dolomie, gypse et calcaire dans des environnements de sabkha qui sont à l'origine des reliefs ruiniformes de la Casse déserte dans le Queyras. Ces mêmes couches serviront plus tard de niveau de décollement grâce à leur faible résistance mécanique et contribueront au charriage des nappes,.

#### Ouverture de la Téthys alpine (-200 à -65 millionsannées)
Au début du jurassique (-200 millions d'années) les Alpes françaises forment une marge continentale correspondant à la marge nord du rift de la Téthys alpine. La sédimentation est à dominante marno-calcaire et il s'accumule jusqu'à 2 000 mètres d'épaisseur de marnes noires par endroit. Cette roche particulièrement tendre est à l'origine des paysages de "croupes d'éléphant" (bad land) visibles notamment dans la vallée de la Durance et dans le Champsaur. Sa faible résistance jouera un rôle central dans le creusement des vallées alpines.  À la fin du jurassique est marqué par le dépôt des calcaires compacts du Tithonien qui forment certaines falaises des Préalpes (Charance, Ceüse, Le Laup, montagne de Chabre, bas de la corniche du Dévoluy). Au sud-est du microcontinent briançonnais s'ouvre la Téthys alpine dans le prolongement du bassin sud de l'océan Atlantique Nord mais qui s'avère être un domaine océanique relativement peu large (seulement quelques centaines de kilomètres). Sa sédimentation à dominante argileuse donnera les schistes lustrés du Queyras après métamorphisme. Au milieu du crétacé, il y a 100 millions d'années, la rotation anti-horaire et la remontée vers le nord de la plaque africaine amorce la subduction de la Téthys alpine. Dans les zones les plus profondes les dépôts sédimentaires de calcaires marneux remplacent les marnes noires. Les calcaires sénoniens du massif du Dévoluy datent de cette période,.

#### Surrection des Alpes (-65 à -5 millionsannées)

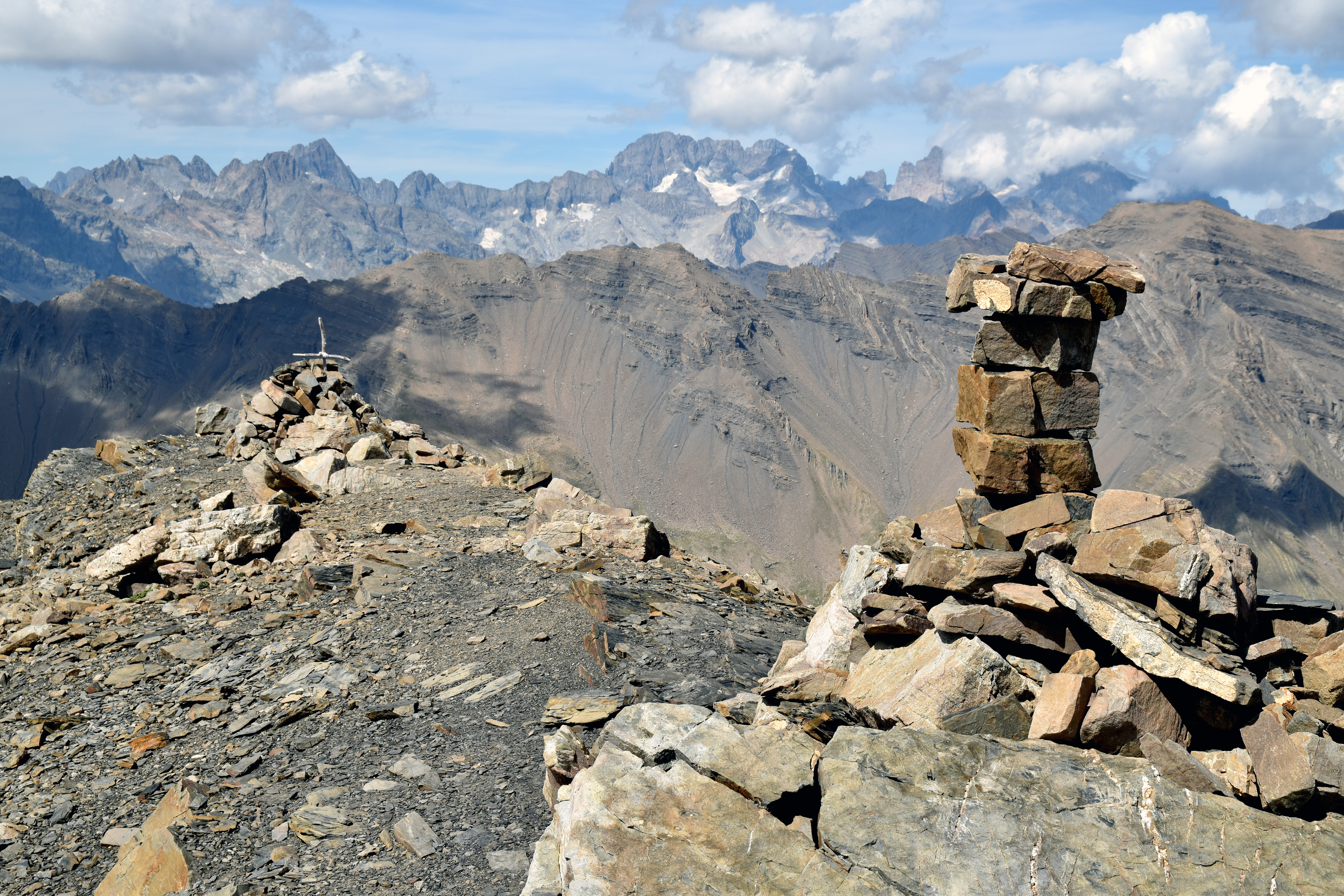
Dans les Écrins, sommet du grand Pinier (3117 m.) formé de grès du Champsaur, un flysch formé localement (non charrié) il y a 45 millions d'années.

Au début du Cénozoïque, il y 65 millions d'années, la micro-plaque apulienne se détache de la plaque africaine en contribuant à former une partie de la mer Méditerranée. Il entre en collision avec la plaque européenne. Écrasés entre ces deux blocs des morceaux du plancher de l'océan alpin remontent à la surface (on en trouve des reliques au sommet du Chenaillet au-dessus du col de Montgenèvre). Les couches de sédiments accumulées au fond de l'océan sont, quant à elles, compressées, empilées puis métamorphisées. Les couches, qui remontent à la surface, sont charriées et transportées sur de grandes distances. La collision de l'Apulie et de la plaque européenne amorce la création du massif alpin : elle entraine le soulèvement des reliefs qui débute par les zones internes du massif alpin avant de se propager aux parties externes (chaines subalpines). Les massifs cristallins externes, quant à eux, se soulèvent il y a environ 5 millions d'années. Au début du quaternaire, il y a environ 3 millions d'années, les Alpes ont acquis leur structure actuelle. À compter de cette date, les principales modifications apportées au relief découlent de l'action des glaciers durant les glaciations quaternaires et de l'érosion par les cours d'eau.

Le patchwork géologique des Ecrins
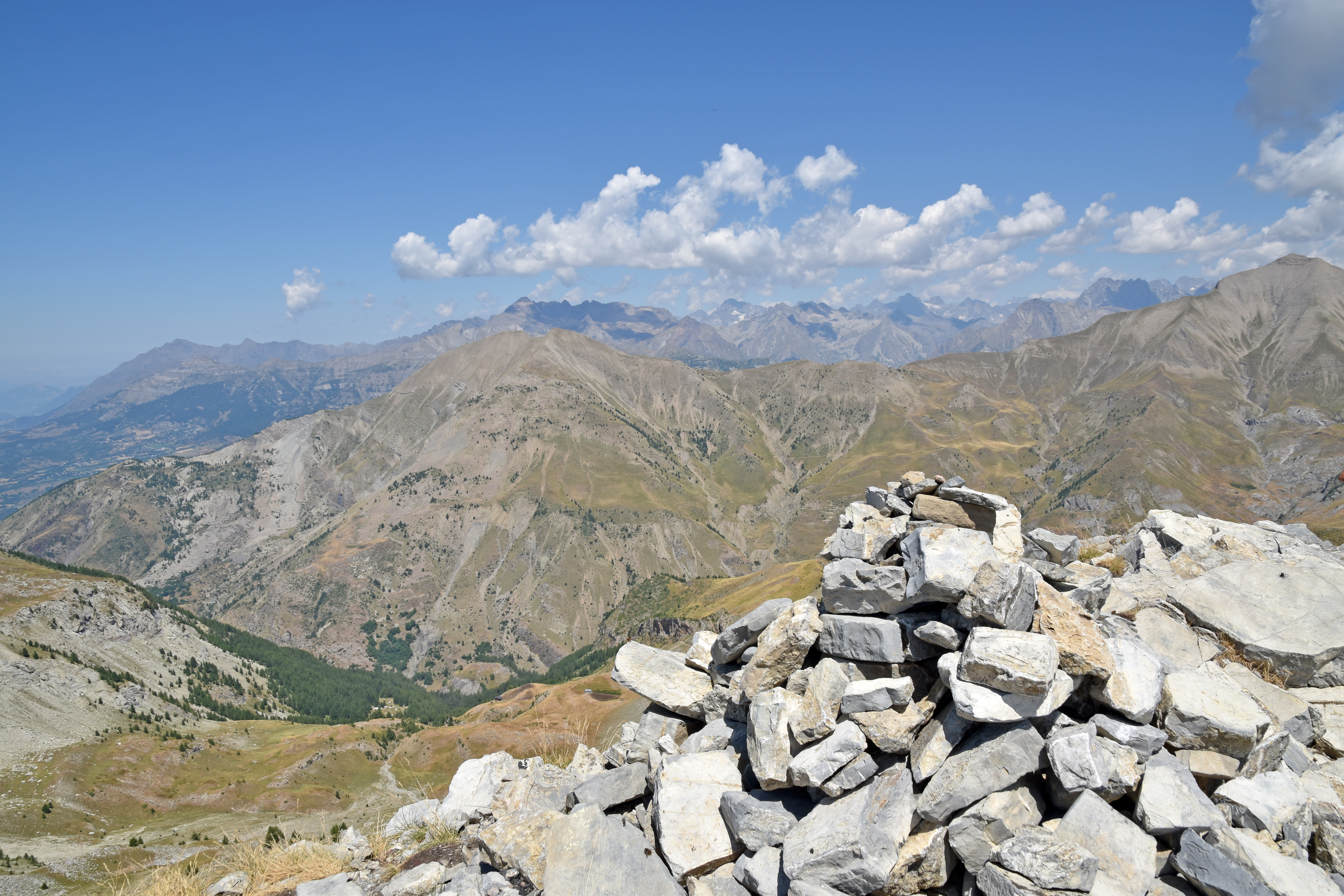
Sommet du Piolit dans les Écrins constitué de calcaire lité à intercalations de microbrèches.
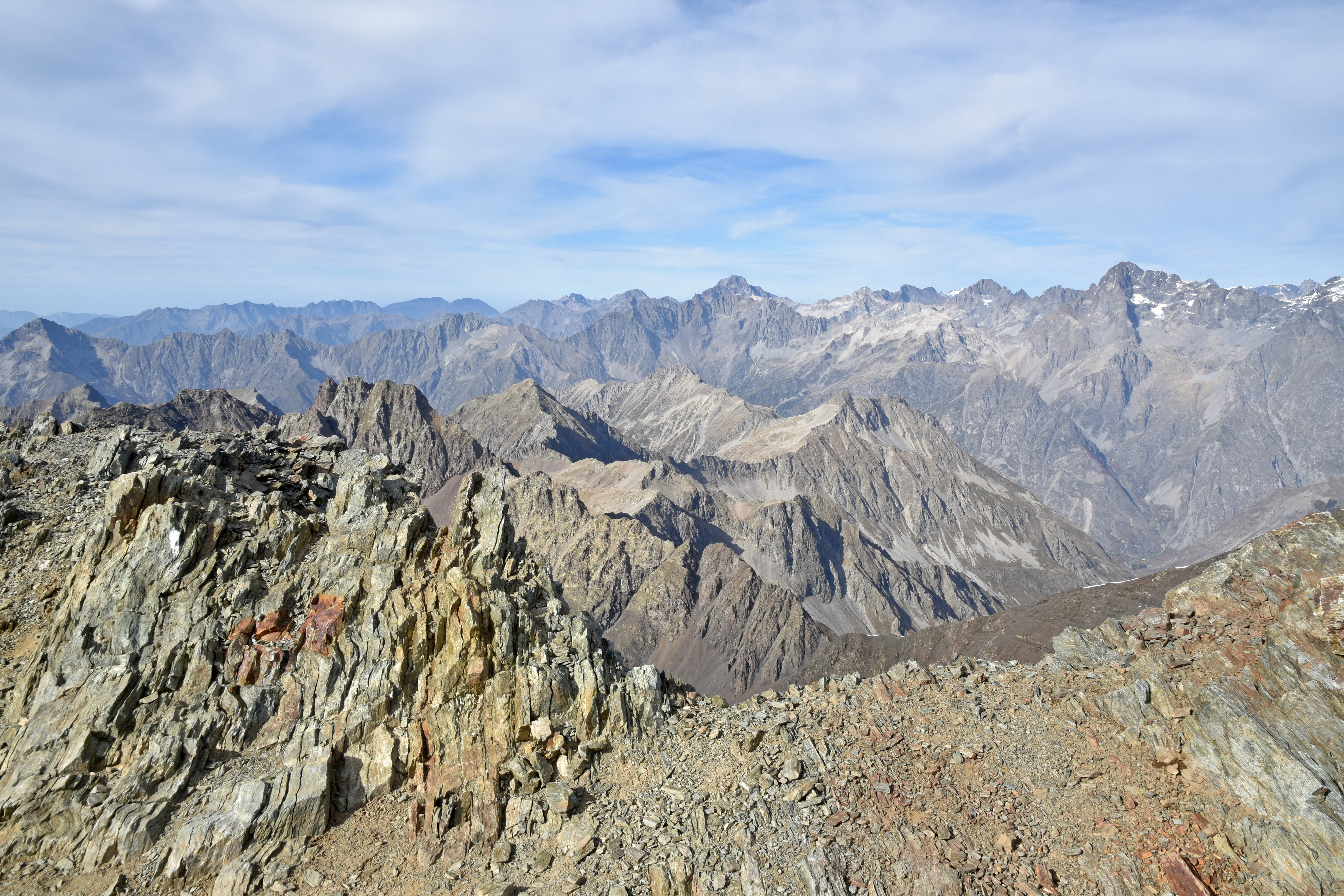
Sommet du Vieux Chaillol (3 163 m.) :  micaschistes (roche métamorphique.
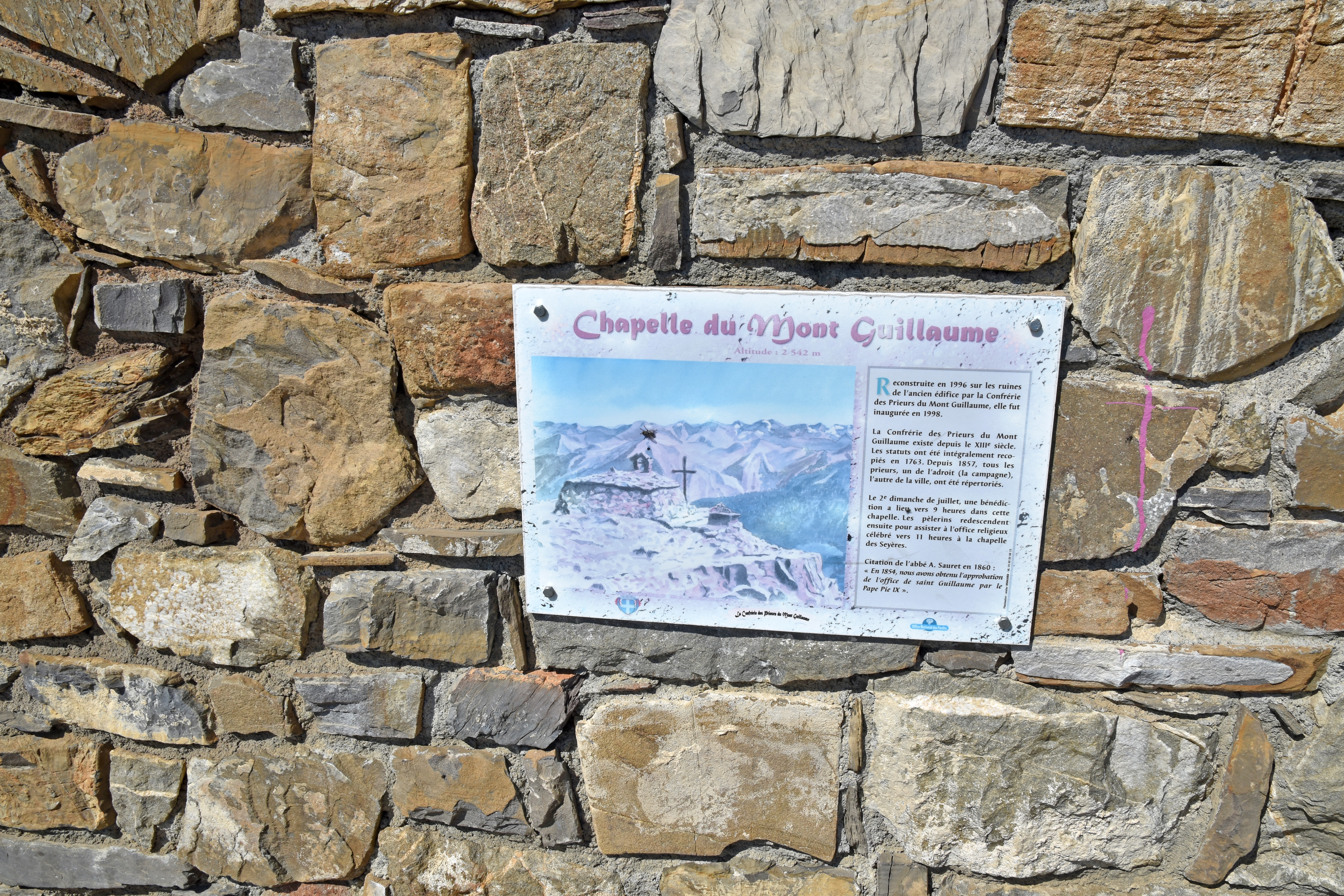
Gros plan sur le mur de la chapelle au sommet du Mont Guillaume (2 542 m.) constitué de blocs de flysch de l'Embrunais (flysch à Helminthoïdes, faciès de flysch à dominante calcaire)

#### Façonnement des paysages par les glaciers (-3 millionsannées à -15 000 ans)
Au quaternaire (à compter de - 3 millions d'années avant le présent), les glaciers vont largement remanier les paysages alpins en envahissant l'ensemble des vallées alpines durant les dernières périodes glaciaires : glaciations de  Günz (-640 000 à -540 000 ans), de Mindel, de Riss et de Würm (115 000 à 11 700 ans). Durant le dernier maximum glaciaire de cette dernière (vers -20 000 ans), le glacier qui occupe alors la vallée de la Durance descend jusqu'à Sisteron. Les glaciers, agissant comme de véritables bulldozers, creusent les vallées en leur donnant un profil en U. Ils sont particulièrement efficaces dans les terrains friables (schistes lustrés, nappes de charriage, flysch et marnes noires).
Leur action a ainsi façonné le large plateau du Champsaur, les vallées de la Clarée, de la Guisane et de la Durance ainsi que les bassins de Gap et de Laragne. Lorsqu'ils rencontrent des roches plus dures, le glacier ne déblaie que partiellement la vallée et laisse une protubérance : ce sont les verrous de Briançon, de l'Argentière, de Chateau-Queyras et de La Tour ronde. Au contraire dans les terrains particulièrement tendres, la vallée est surcreusée et une fois le glacier disparu la dépression est occupée par des lacs (Dans les Alpes du sud ces lacs sont de petite taille). Parfois la dépression est partiellement comblée par les alluvions et se transforme en zone marécageuse comme à Chorges, La Bâtie-Neuve, La Freissinouse ou complètement remblayée elle forme une plaine comme à Ceillac, Ancelle et à Cervières (plaine du Bourget).

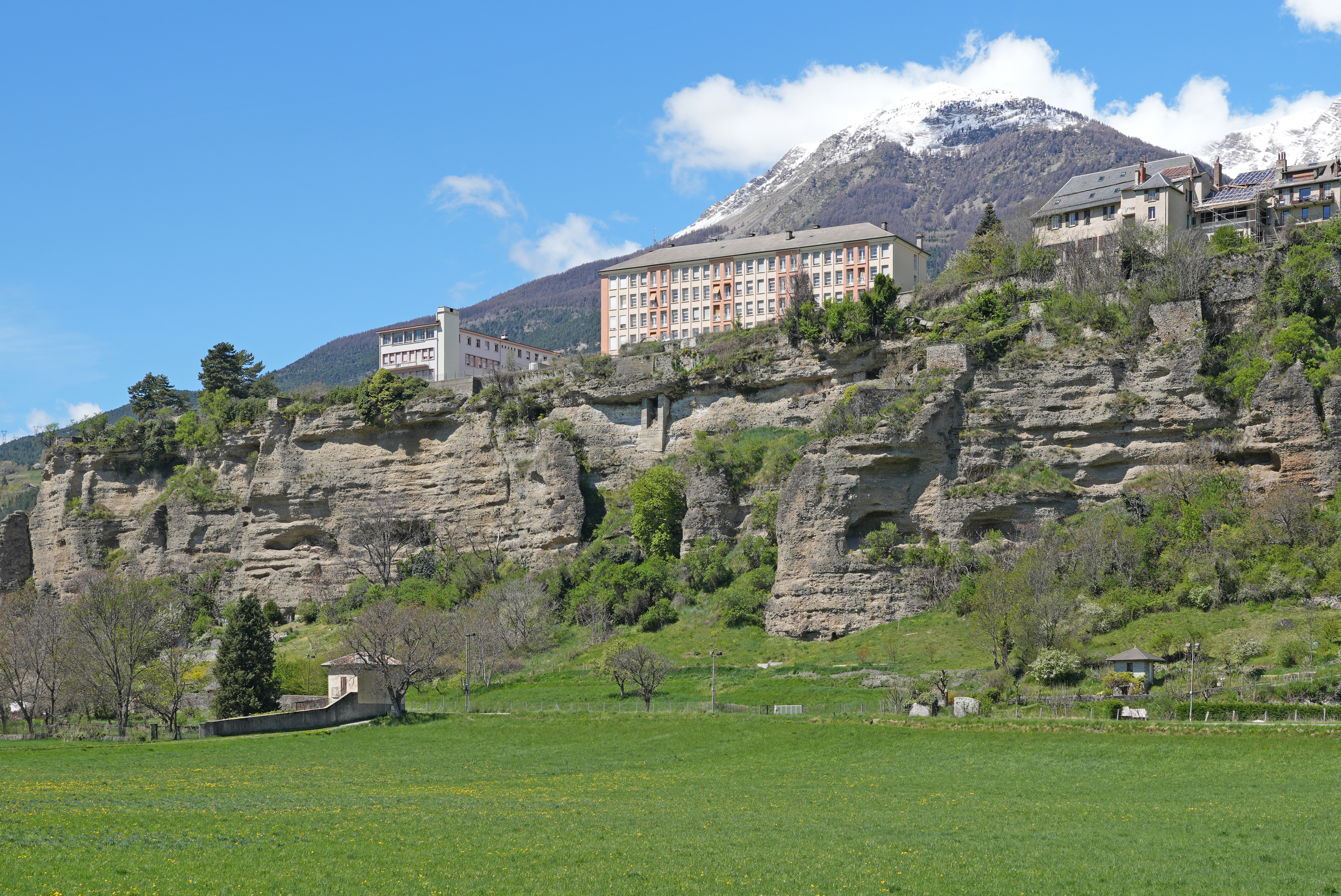
La vielle ville d'Embrun est installée sur une banquette de roches dures ayant résisté à l'action des glaciers et qui surplombe la vallée de la Durance.

L'action des glaciers dans les vallées des affluents des principaux cours d'eau n'est pas aussi efficace ce qui donne naissance aux vallées suspendues comme celles du Fournel et de la Blaise au-dessus de la Durance, du Cristallian au-dessus du Guil, du torrent d'Ancelle au-dessus du Drac. Lorsque le glacier, en élargissant la vallée, attaque des roches plus dures, il créée des banquettes sur les flancs sur lesquels les hommes se sont parfois installés. Le produit de l'action des glaciers - mélange de blocs, galets et poudre fine qui donne sa couleur blanche aux eaux sortant des glaciers - est déposé sur les parois des vallées glaciaires formant au fil des glaciations successives des terrasses emboitées comme dans le Champsaur ou dans la plaine de Laragne. Ces matériaux remaniés par l'érosion fluviales ont créé des poudingues comme ceux formant les roches de Mont-Dauphin, Chateauroux et Embrun.

#### Actions de l'érosion post-glaciaire

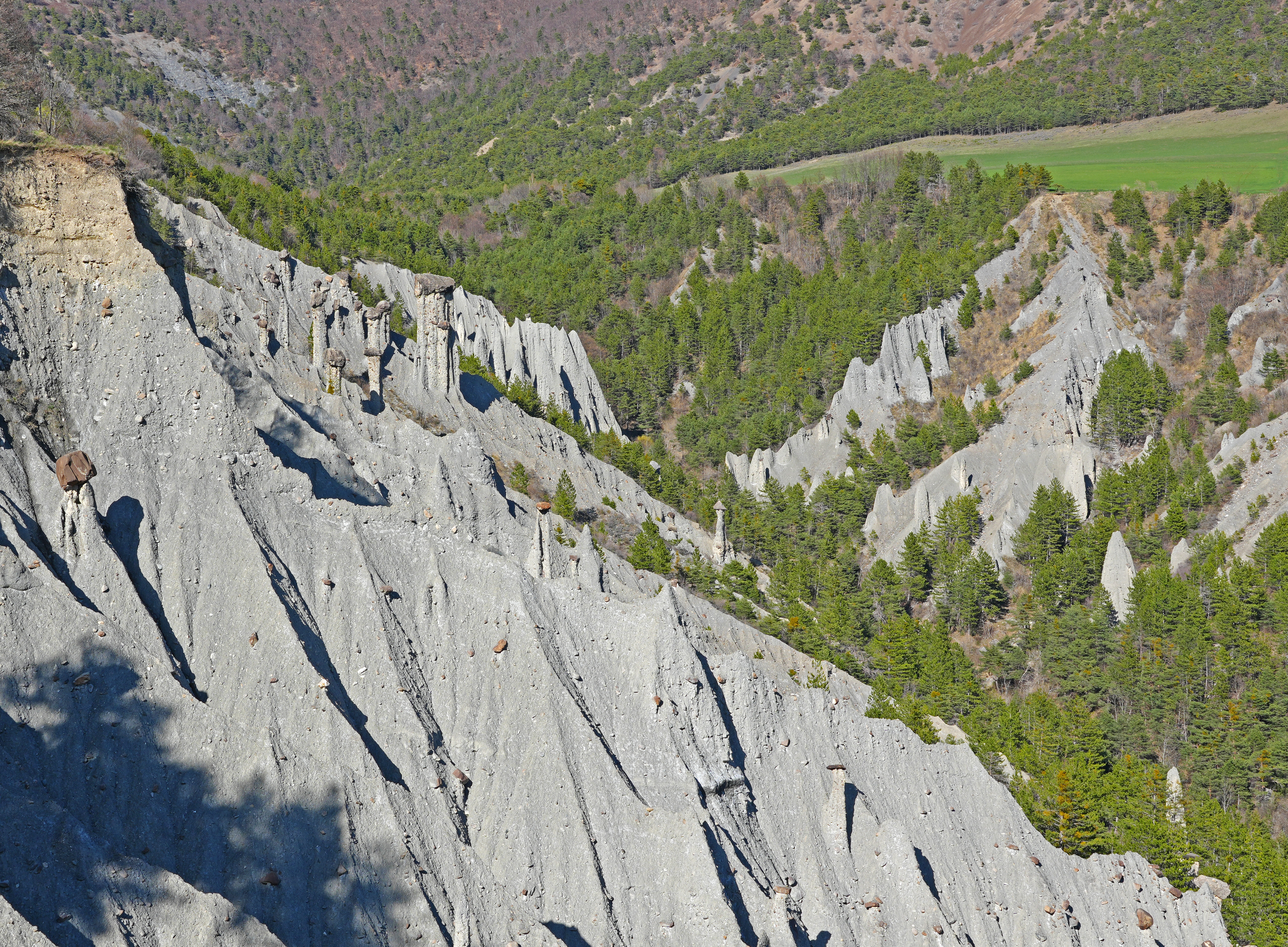
Les Demoiselles coiffées de Théus sont une formation rocheuse sculptée par l'action de l'érosion post-glaciaire.

La dernière période glaciaire (Glaciation de Würm) s'est achevée il y a environ 12 000 ans et les glaciers se sont progressivement retirés à une altitude de 3 000 mètres environ. Les rivières ont à nouveau occupé les vallées libérées par la glace mais celles-ci avaient été profondément transformées. Les cours d'eau ont progressivement rétabli un profil conforme aux lois de l'hydraulique en creusant un lit en forme de V dans les moraines laissés par les glaciers et en recouvrant les fonds de vallée et les dépressions d'alluvions. Les verrous ont été sciés comme en témoignent la gorge de la Durance au niveau du pont d'Asfeld (Briançon) ou la conduite forcée à l'Argentière. Les torrents occupant des vallées suspendues ont commencé à creuser des gorges pour rejoindre les vallées principales. Les moraines remaniées et charriées dans les lits élargis des rivière ont formés de grands cônes de déjection comme à Théus et Boscodon.

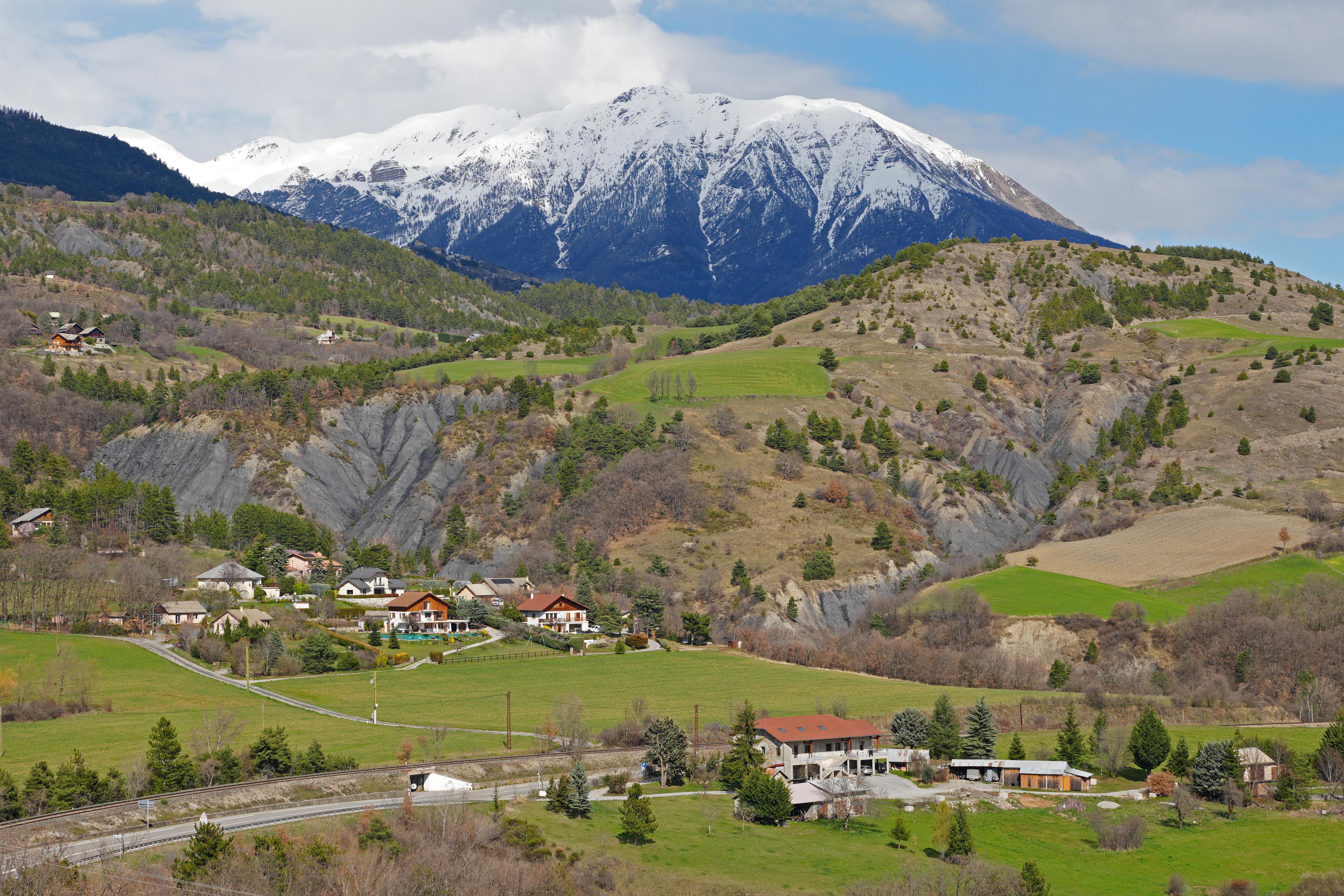
Les zones non couvertes de végétation montrent les marnes noires. Ces roches tendres ont été facilement entaillées par les glaciers qui ont pu creuser de profondes vallées comme ici près de Chorges.

Toutefois l'érosion dans les Alpes du sud a été beaucoup moins efficace que dans les Alpes du nord faute sans doute de bénéficier de précipitations aussi abondantes. Ainsi la Durance, lorsqu'elle quitte la région intra-alpine se trouve encore à une altitude de 900 mètres alors que dans les Alpes du nord l'Isère et l'Arc quittent la même région à des altitudes respectivement de 330 et 290 mètres. Le massif des Écrins est resté compact contrairement à ses homologues du nord profondément échancrés par l'action des cours d'eau. Lorsque l'érosion a été véritablement efficace c'est uniquement du au caractère particulièrement tendre des terrains comme dans le bassin briançonnais, le Queyras (schistes lustrés) ou le bassin du Guillestre (flysch). Au sud du massif des Écrins la Durance a rencontré des couches de flysch, qu'elle a pu déblayer facilement ce qui lui a permis d'atteindre les couches tendres de marne noire permettant la création de la vallée d'Embrun relativement large mais les vallées affluentes se sont très peu enfoncées. L'érosion a pu prendre de l'ampleur à compter du bassin de Gap dans lequel elle a pu facilement creuser une dépression dans les sols constitués de marnes noires créant un paysage de bad-lands ravinés. Mais son action est restée imparfaite et le paysage bosselé produit n'est pas comparable au sillon alpin des Alpes du nord aux formes rectilignes. Les massifs des Préalpes du sud contrairement à leurs homologues du nord bien individualisés, ne sont qu'un enchevêtrement de crêtes et de vallées étroites et tortueuses dans lesquelles la circulation est difficile.

### Reliefs

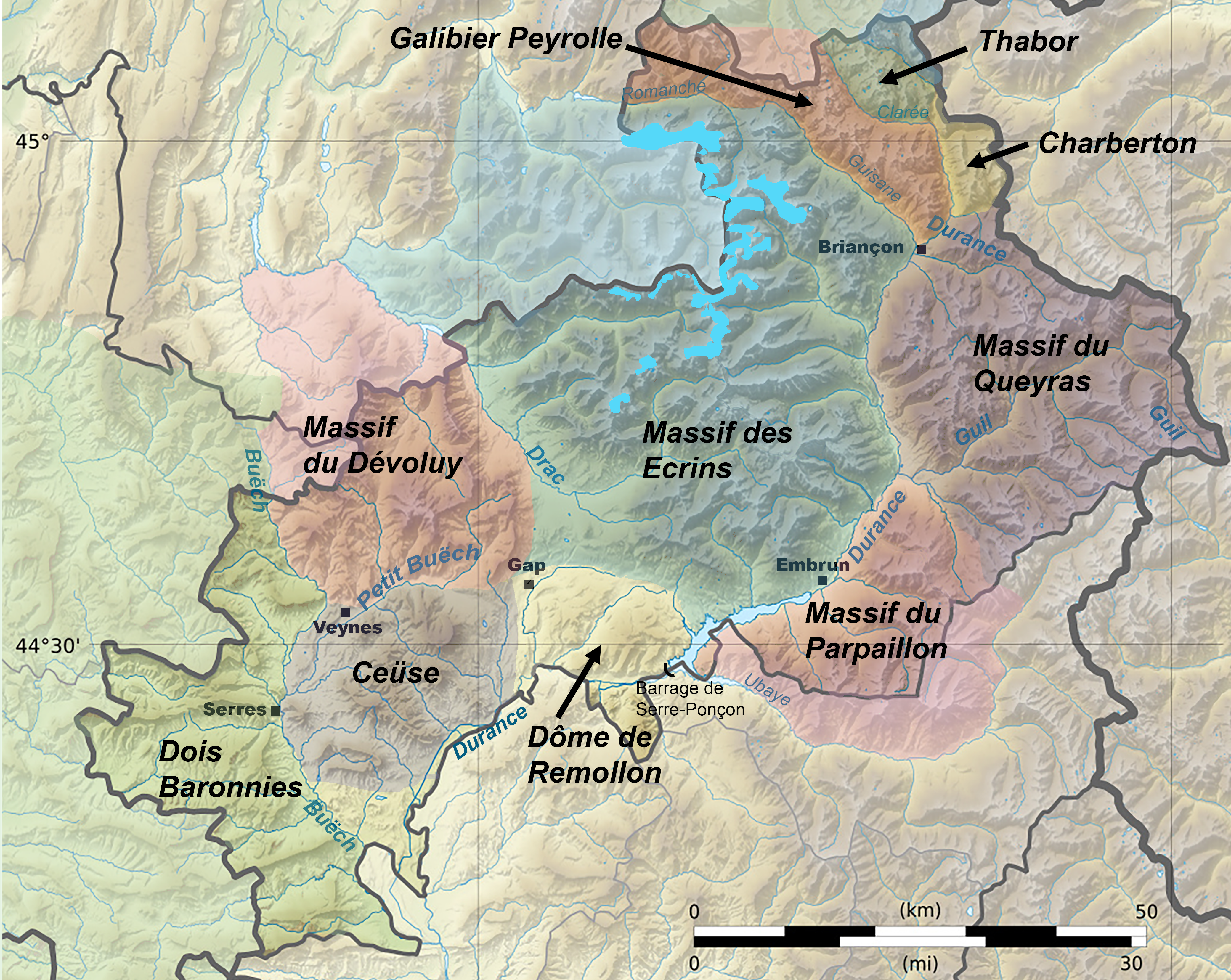
Carte des massifs des Hautes-Alpes.

L'altitude moyenne particulièrement élevée du département est une de ses caractéristiques les plus marquantes. Il existe un fort contraste entre le sud ouest du département (bassin du Buëch) où seul 1 % de la superficie se situe au-dessus de 2 000 mètres et le reste des Hautes-Alpes. Bien que l'altitude moyenne soit plus élevée que dans les Alpes du nord, le relief semble moins accentué. En effet l'érosion a été moins efficace dans les Alpes du sud et les vallées principales (en particulier celle de la Durance) se trouvent à des altitudes plus élevées réduisant le différentiel avec les sommets avoisinants (ainsi Grenoble se trouve à 200 mètres d'altitude alors que Gap est à 740 mètres).
La disposition des reliefs est particulièrement complexe dans les Hautes-Alpes. De manière générale l'altitude va en s'élevant en allant de l'ouest vers l'est. Dans sa partie nord on retrouve l'organisation relativement ordonnée  des reliefs des Alpes du Nord avec successivement les Préalpes  (massif du Dévoluy) , le sillon alpin (Champsaur), un massif central cristallin (Massif des Écrins) et le massif interne cristallin à la frontière avec l'Italie (Massif des Cerces). Au sud l'architecture est complètement différente : les Préalpes prennent une direction est-ouest tandis que le massif cristallin disparait ce qui a permis le creusement de la cluse transversale de l'Embrunais par la Durance dans des nappes de charriage constituées de roches tendres. On trouve successivement le massif des Préalpes de Diois Baronnies (à cheval sur le département de la Drôme), l'ensemble formé par Ceüse et le Dôme de Remollon, le massif du Parpaillon et le massif du Queyras prolongement sud des massifs internes.

#### Massif du Dévoluy

Carte topographique du massif du Dévoluy.

Le massif du Dévoluy situé au nord-ouest du département est délimité au sud par la vallée glaciaire de Gap et la vallée du Petit Buêch, au nord  et à l'est par la vallée du Drac et à l'ouest par la vallée du Buëch. C'est un massif calcaire faisant partie des Préalpes. Il est remarquable par le grand nombre de cavités creusées par l'eau en s'infiltrant dans le calcaire (chouroums) et la taille des champs d'éboulis générés par l'érosion des pentes verticales. Au centre du massif se trouve un haut-plateau formant la région naturelle du Dévoluy, qui n'est accessible que par deux gorges creusées au nord et au sud respectivement par la Souloise et la Béoux. Cette cuvette est cernée de toutes parts par des murailles qui pour les plus hautes culminent à environ 2 700 mètres : Pic de Bure (2 709 m), Obiou (2 780 mètres), Grand Ferrand (2 758 mètres). Sur le plan géologique la structure du massif résulte de deux phases consécutives de plissement contrairement aux autres massifs des Préalpes qui n'en ont connu qu'une seule. Le premier plissement résulte d'une compression dans le sens nord-sud intervenue il y a 90 millions d'années. Après une phase d'érosion puis de dépôt de sédiment une deuxième compression dans le sens est-ouest qui a eu lieu il y a 20 millions d'années a produit un nouveau plissement qui est à l'origine des principaux reliefs (murailles est et ouest formant des crêts). Au sud l'ensemble formé par la Montagne d'Aurouze, le plateau de Bure et la montagne de Barges forme presque un plateau car les strates y sont pratiquement horizontales. Le massif est constitué principalement par trois couches géologiques :
- Une strate de calcaire sénonien (80 millions d'années) de 1 000 mètres d'épaisseur qui constitue la plupart des sommets. La roche de couleur gris clair se présente en petits bacs de 20 à 30 centimètres d'épaisseur contenant parfois des silex. Il se fracture aisément et est à l'origine des immenses champs d'éboulis présents sur les pentes abruptes.
- Une strate de calcaire dit barrémo-bédoulien de faible épaisseur visible sur le versant est de la montagne de Faraut et formant les deux aiguilles encadrant le col des Aiguilles.
- Une strate de calcaire tithonique (140 millions d'années) visible sur les versants extérieurs du massif et formant certains des sommets : pic de Gleize, pic de l'Aiguille, Bonnet de Calvin.

Massif du Dévoluy
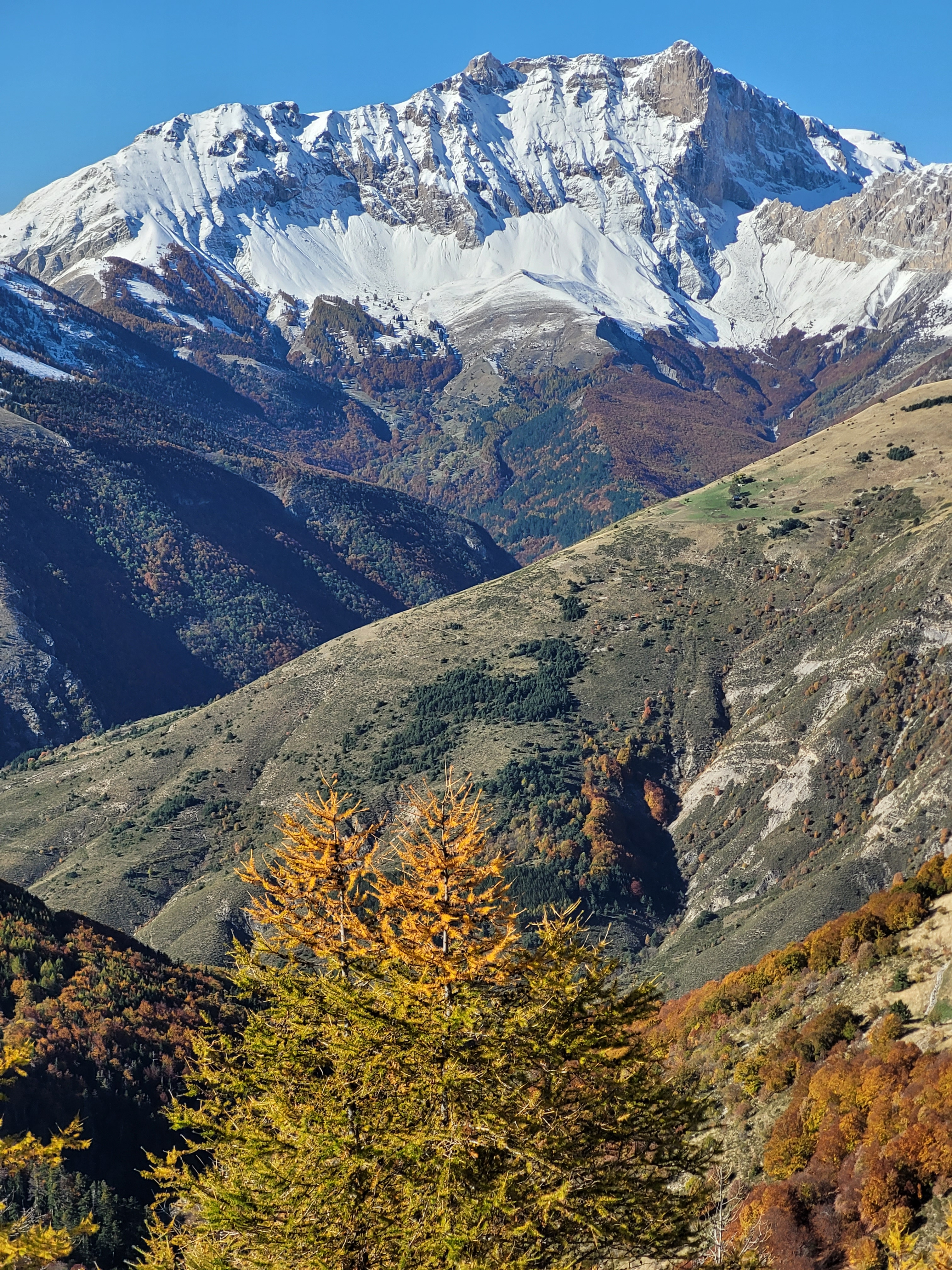
Le pic de Bure vu depuis la montagne de Charance.
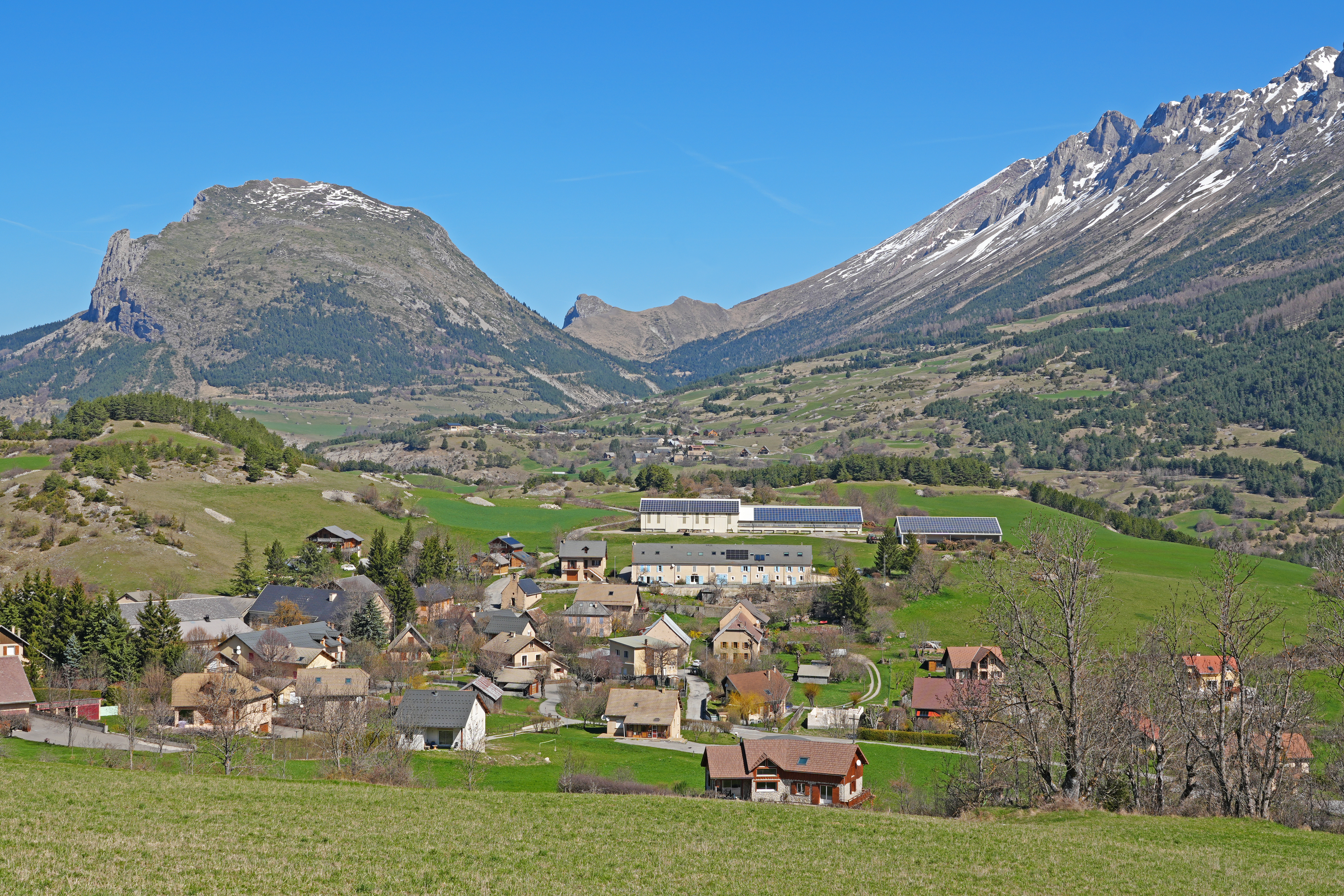
Le Gicon à gauche ("rempart" nord) et l'extrémité nord de la montagne de Faraud à droite dominent les hameaux de Giers et du Courtil.
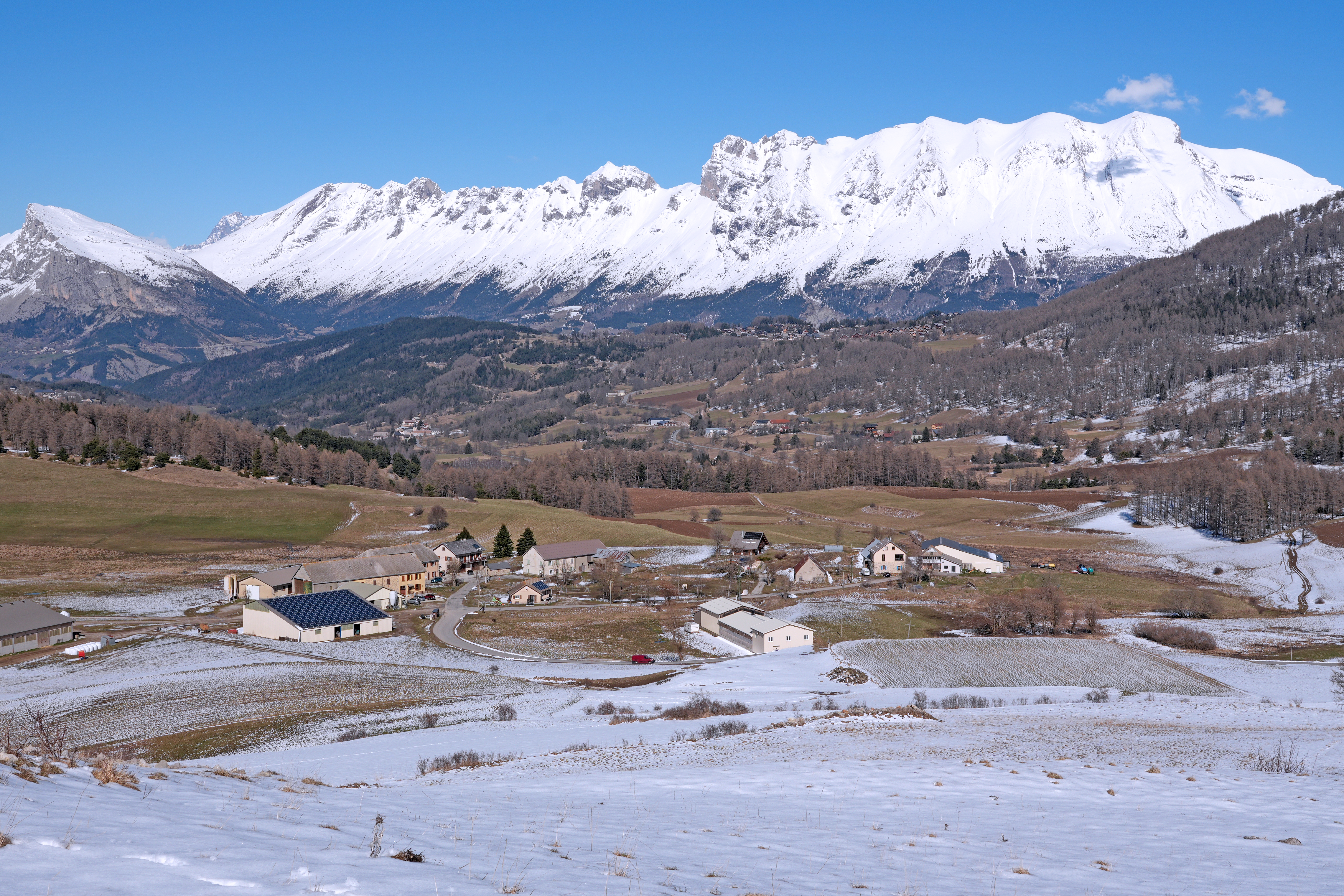
La montagne de Faraud vue depuis le col du Festre.
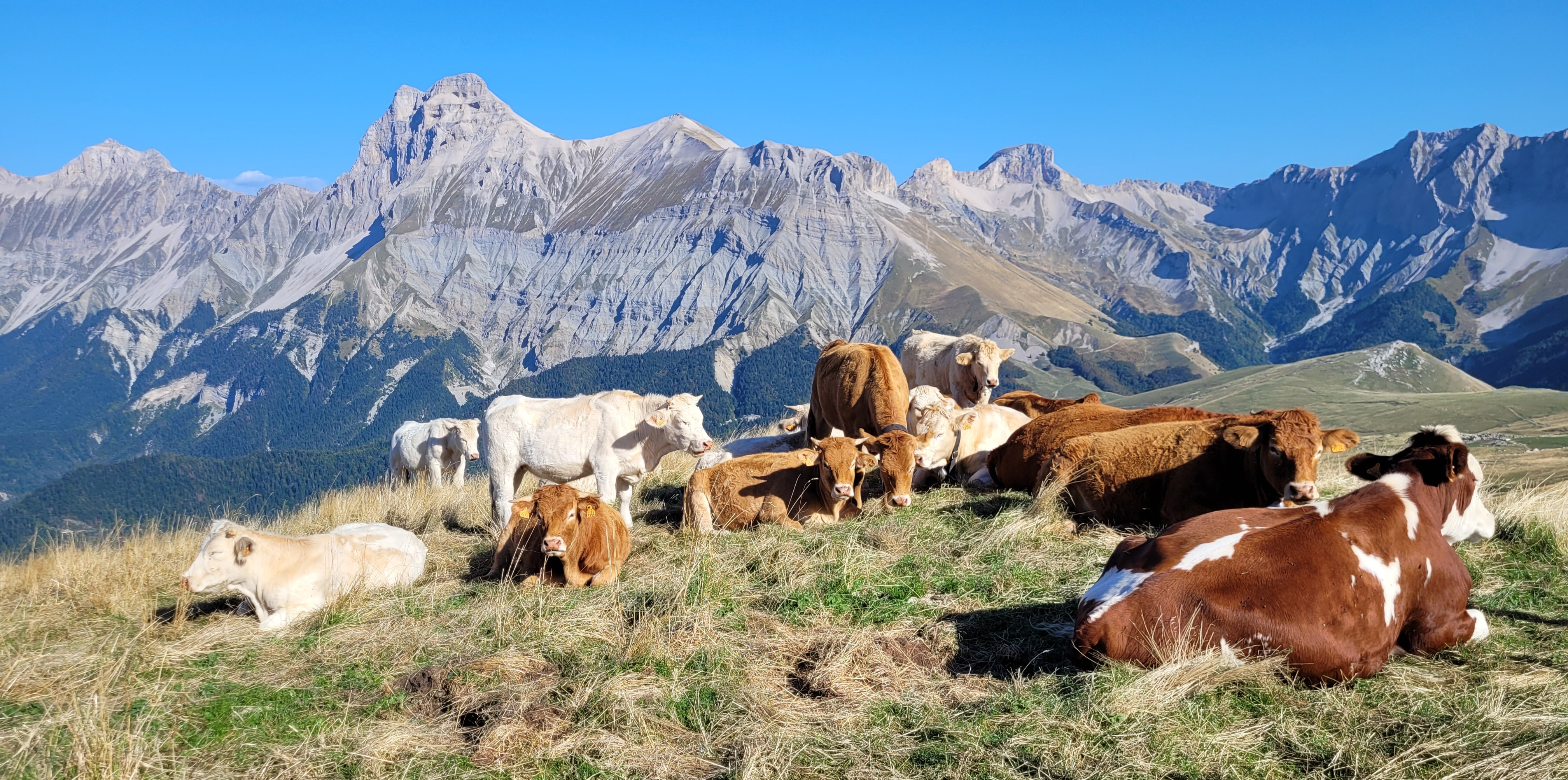
Le sommet du Grand Ferrand (2 758 m‖ depuis la crête de la montagne de France.

#### Massif des Écrins

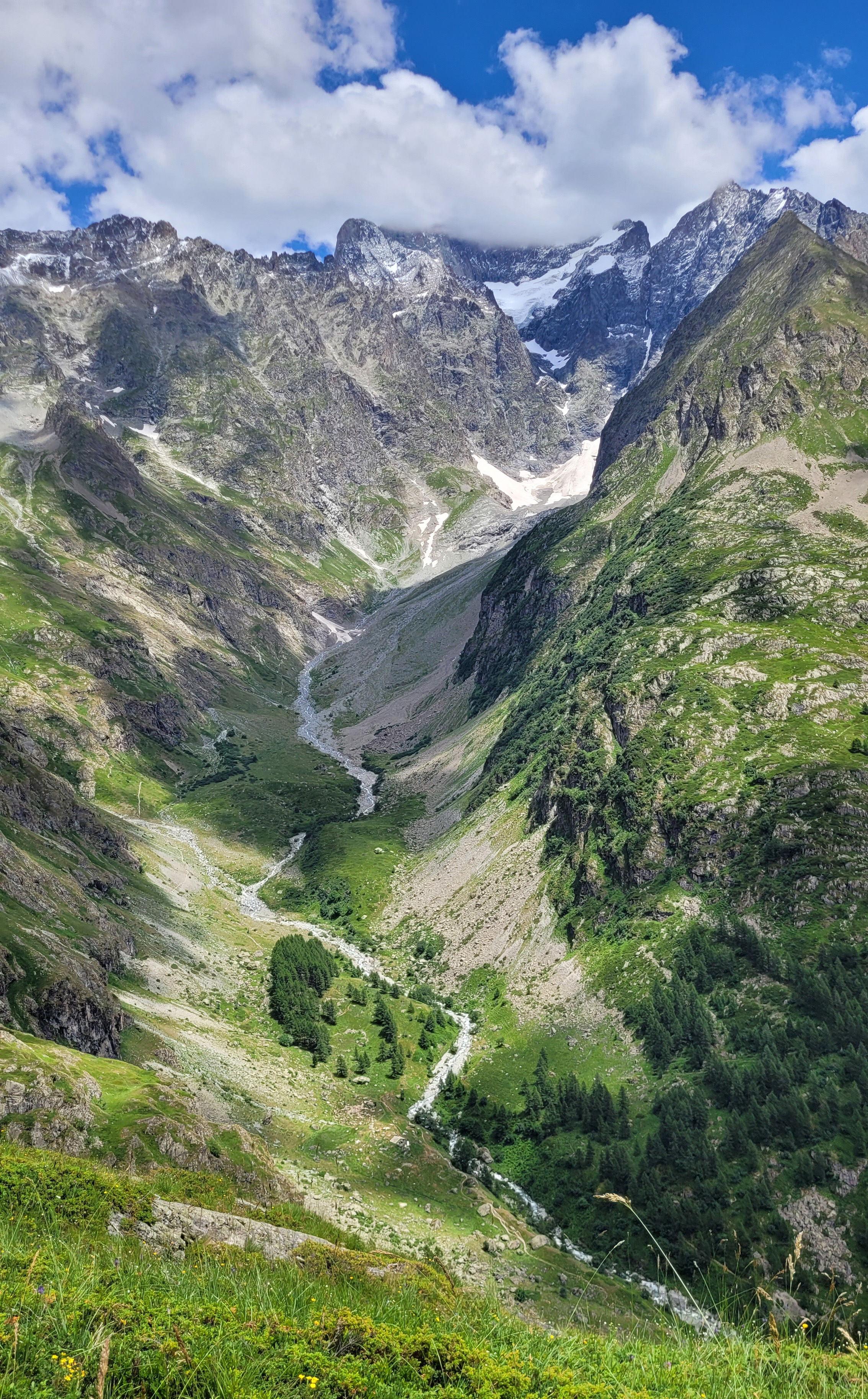
Vallon du Giobernay dans le Massif des Écrins.

Le massif des Écrins situé au nord est du département est délimité au nord par les vallées de la Guisane et de la Romanche, à l'ouest par la vallée du Drac, à l'est par la vallée de la Durance et au sud par la vallée de la Durance et l'ancienne vallée glaciaire occupée par Gap et Chorges. La partie nord-est du massif est située dans le département de l'Isère. Les Écrins font partie des massifs centraux des Alpes caractérisés par leur position mais également par leur altitude élevée et leur composition dominée par les roches cristallines. Il est organisé en une série de crêtes toutes reliées entre elles. Contrairement aux autres massifs cristallins des Alpes, qui sont constitués de lignes de crêtes dont la direction principale est nord-nord-est, le massif des Écrins a une forme circulaire avec des lignes de crête suivant différentes orientations. Celles-ci délimitent des vallées profondes aux versants pentus. Les sept vallées principales sont le Valgaudemar (vallée de la Séveraisse), les vallées du Vénéon et du Drac, le Valjouffrey, la Vallouise et les vallées du Fournel et de la Biaysse. Les roches des sommets de la partie nord sont constitués principalement de gneiss sur un soubassement de granite. Les sommets du sud du massif sont constitués principalement de flyschs qui donne des reliefs moins accentués et moins élevés. Le massif comporte deux sommets de plus de 4 000 mètres - la barre des Écrins (4 101 m) et le Dôme de neige des Écrins (4 009 m) et quatre sommets de plus de 3 900 mètres : la Meije (3 983 m), l'Ailefroide (3 953 m), le Mont Pelvoux (3 943 m) et le Pic Sans Nom (3 913 m). Parmi les autres sommets remarquables figurent Les Bans (3 669 m), l'Olan (3 564 m), Le Sirac (3 441 m), le Vieux Chaillol (3 136 m). Le massif comprend également une vingtaine de glaciers de petite taille en régression rapide du fait du réchauffement en cours depuis plusieurs décennies : Glacier Blanc, Glacier d'Arsine...

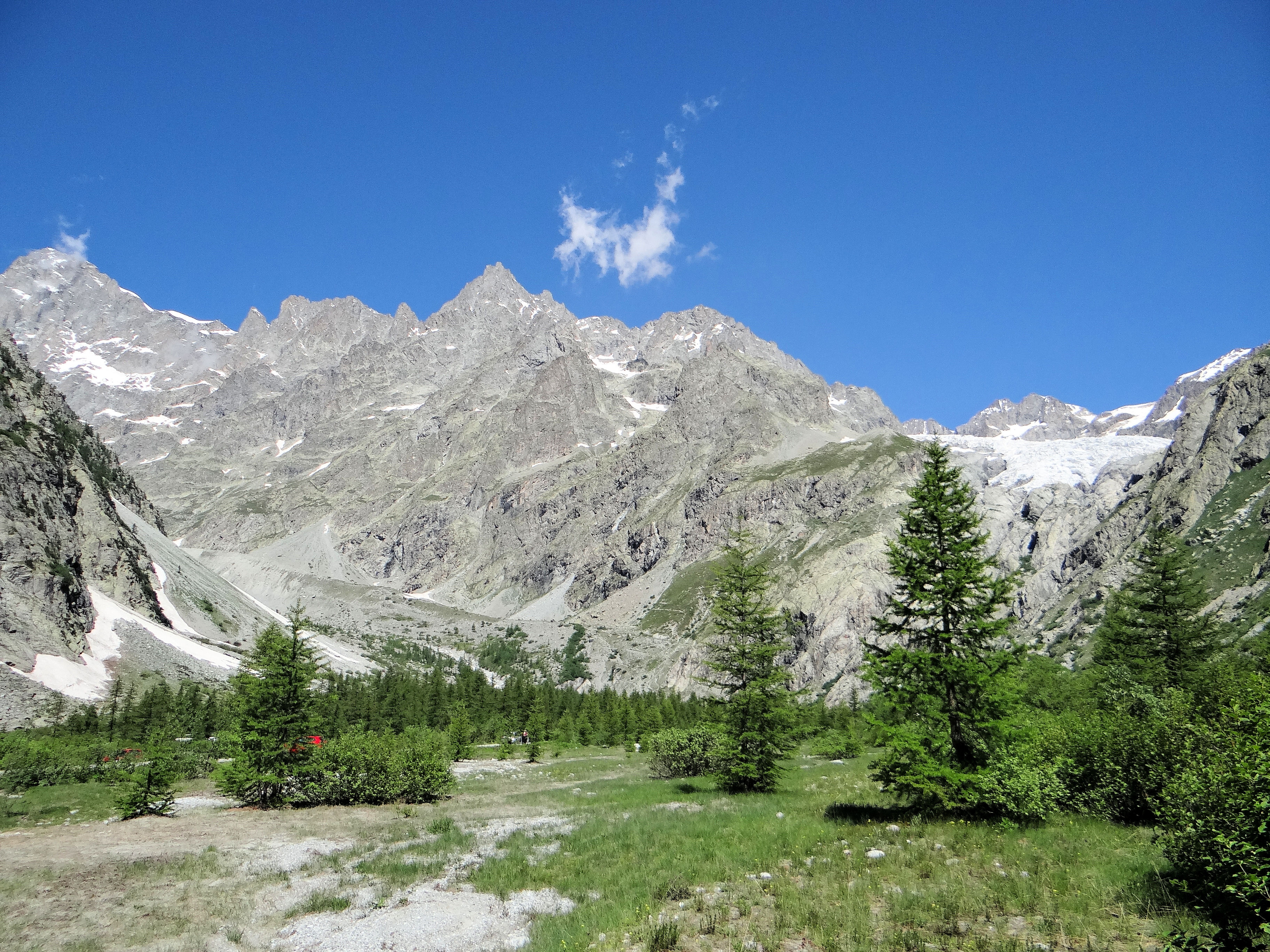
Barre des Écrins vu depuis le pré de Madame Carle.
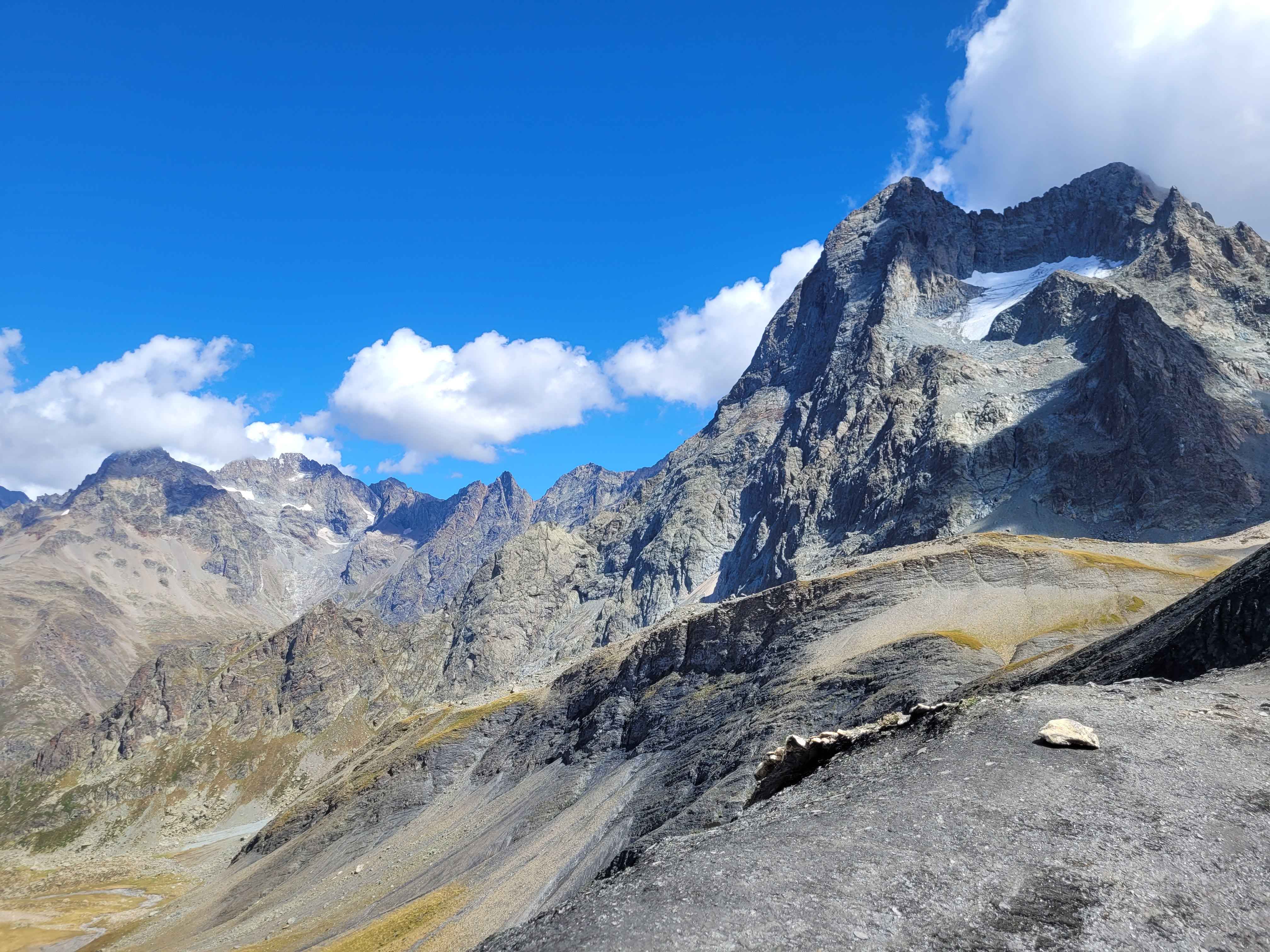
Le Sirac vu depuis le col de Vallonpierre.
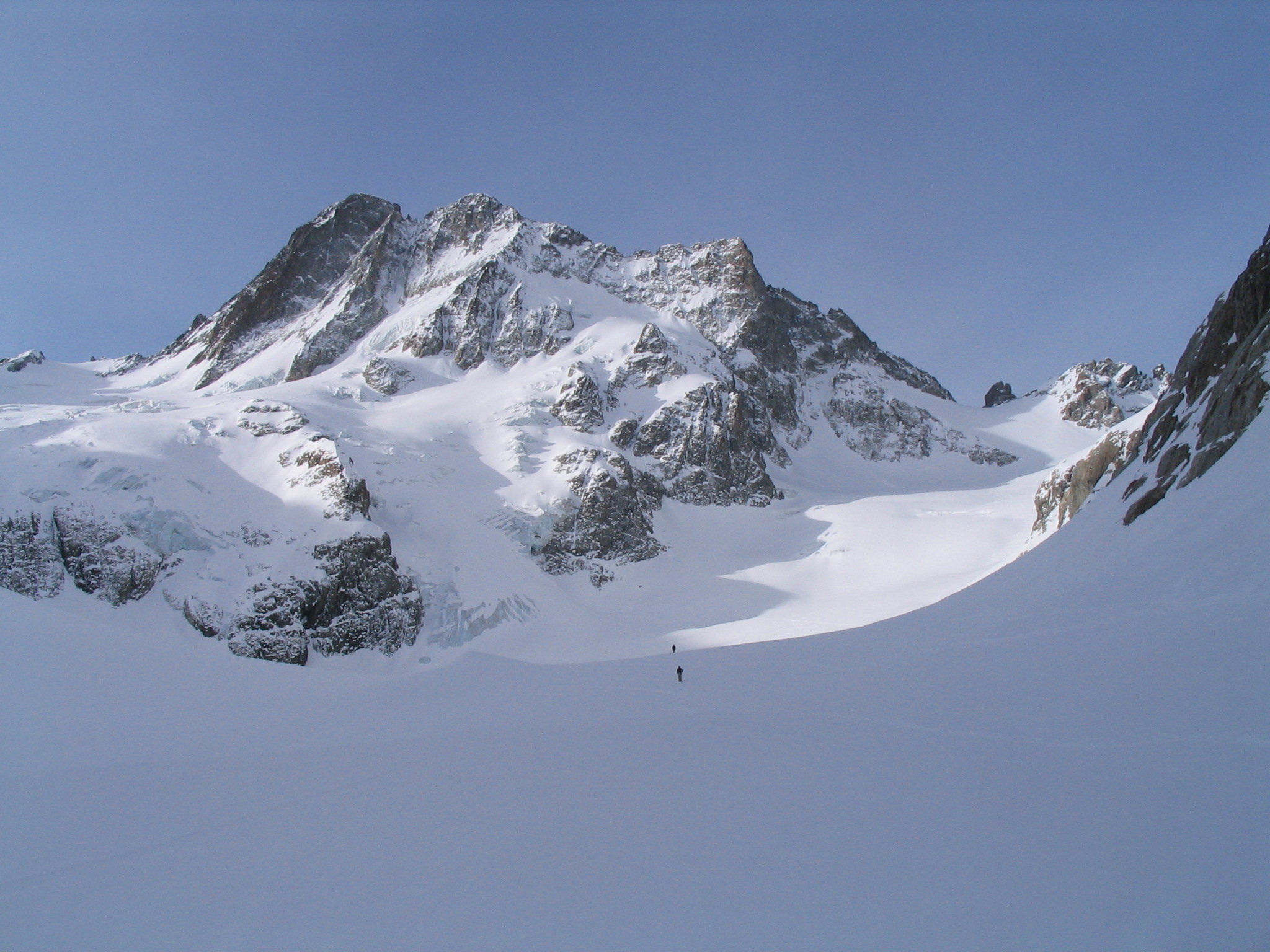
Face nord des Bans

#### Massif des Cerces
Le massif des Cerces fait partie des massifs intérieurs des Alpes, désignés ainsi du fait de leur position géographique, et qui comprennent également le Queyras, le massif de la Vanoise et celui du Mont-Cenis. Seule la partie méridionale du massif des Cercès fait partie du département. Elle se distingue par la présence d'une strate de schistes et de grès. La genèse de cette zone a débuté par une phase de sédimentation qui a créé trois empilements différents de strates produites dans des conditions très variées. La collision des plaques Afrique et Europe a fait passer la largeur de cette zone de 1000 à 100 kilomètres : les strates sédimentaires ont été charriées, déformées et érodées formant le paysage actuel. La partie du massif des Cercès située dans les Hautes-Alpes est délimitée au sud par la vallée de la Durance, à l'ouest par la vallée de la Guisane, à l'est par la frontière avec l'Italie et au nord par la crête passant par le mont Thabor. Le massif est constitué dans les Hautes-Alpes de trois sous-ensembles :
- La chaîne Galibier-Peyrolle, qui comprend les reliefs les plus spectaculaires ainsi que de nombreux lacs, est située entre la vallée de la Guisane et la vallée de la Clarée. On trouve des reliefs composées de roches très diverses : calcaire et dolomie, quartzite, schistes et grès, calcschistes. Le sommet le plus élevé est le Grand Galibier (3 228 mètres).
- Le groupe du Chaberton est situé entre la vallée de la Clarée à l'ouest, la frontière italienne à l'est, la vallée de la Durance au Sud et la Vallée Étroite au nord. Ses sommets sont constitués de rochers de calcaire et de dolomie. Le plus haut sommet est le mont Chaberton (3 131 m).
- Le Thabor est situé entre la vallée de la Clarée à l'ouest, la vallée de l'Arc au nord et la vallée de la Clarée à l'est. Ce massif est caractérisé par ses roches de calcaire et de quartzite et ses nombreux lacs. Le sommet le plus élevé est le Pic du Thabor (3 027 m)

#### Massif de Diois Baronnies

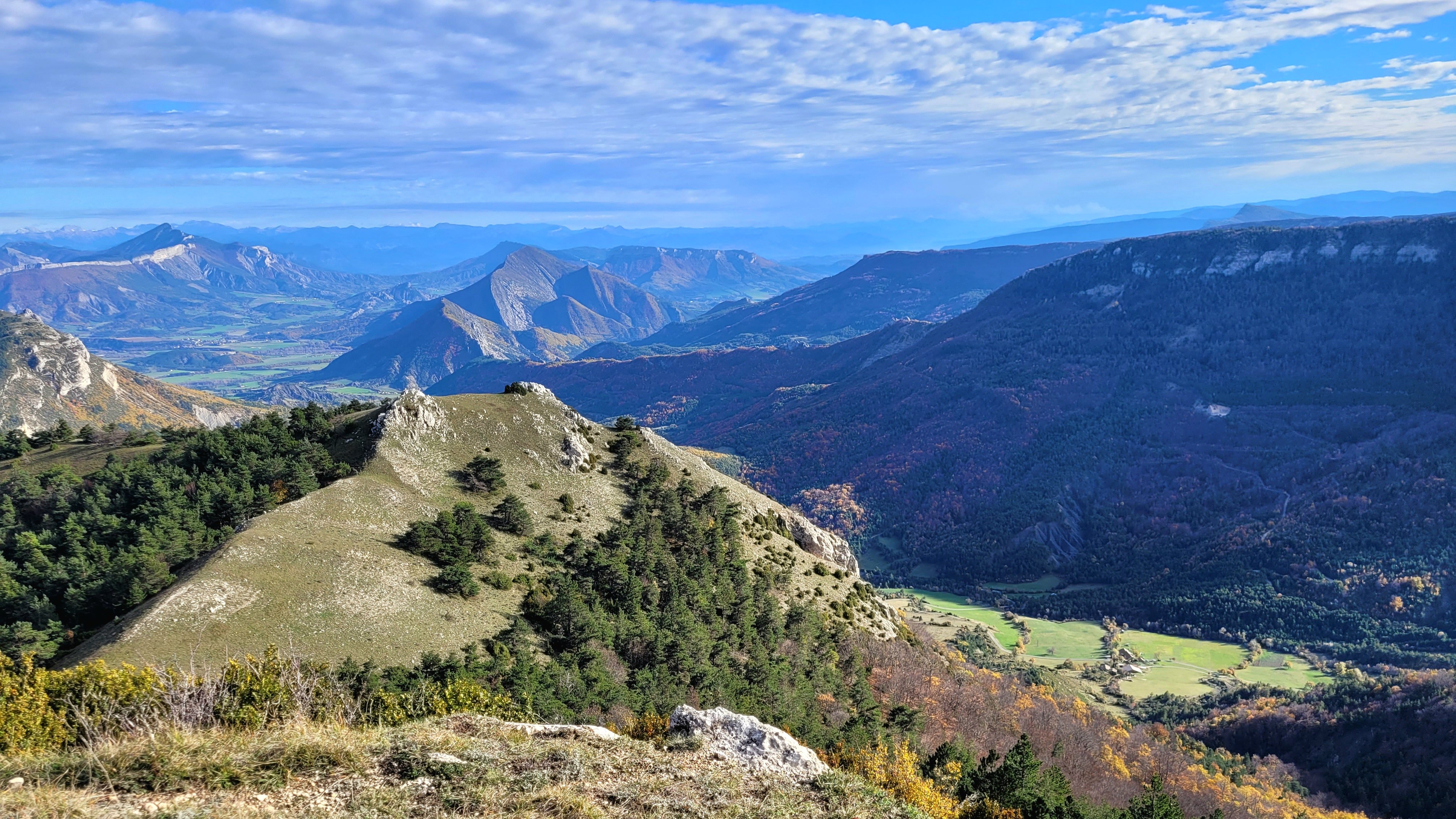
Massif de Diois Baronnies : Vue vers l'est depuis le sommet du Pilon (celui-ci se trouve à la limite du département de le Drôme).

Le massif de Diois Baronnies occupe une surface de 60 × 60 kilomètres dans les Préalpes. Seule sa partie  orientale fait partie des Hautes-Alpes : elle occupe la zone de ce département située à l'est de la rivière Buëch. C'est un massif calcaire constitué de grosses collines dont l'altitude ne dépasse pas 1 600 mètres. Ce massif est le résultat de deux mouvements de compression successifs. Le premier était dans le sens nord-sud. Le second, dans le sens est-ouest, a créé des cassures (failles, décrochements et chevauchements) sur la surface rigidifiée par le premier mouvement. Il en est résulté un relief très désordonné. La plupart des sommets sont des crêts constitués de strates de calcaire formés il y a 140 millions d'années et parfois redressées à la verticale. Le reste du relief est constitué de combes anticlinales formées dans des marnes noirs il y a 150 millions d'années séparées par des vals de marne bleu qui s'est déposée il y a 100 millions d'années. Parmi les sommets les plus élevés figurent le rocher de Beaumont (1 544 mètres) situé non loin de Serres.

#### Massif de Ceüse / Dôme de Remollon

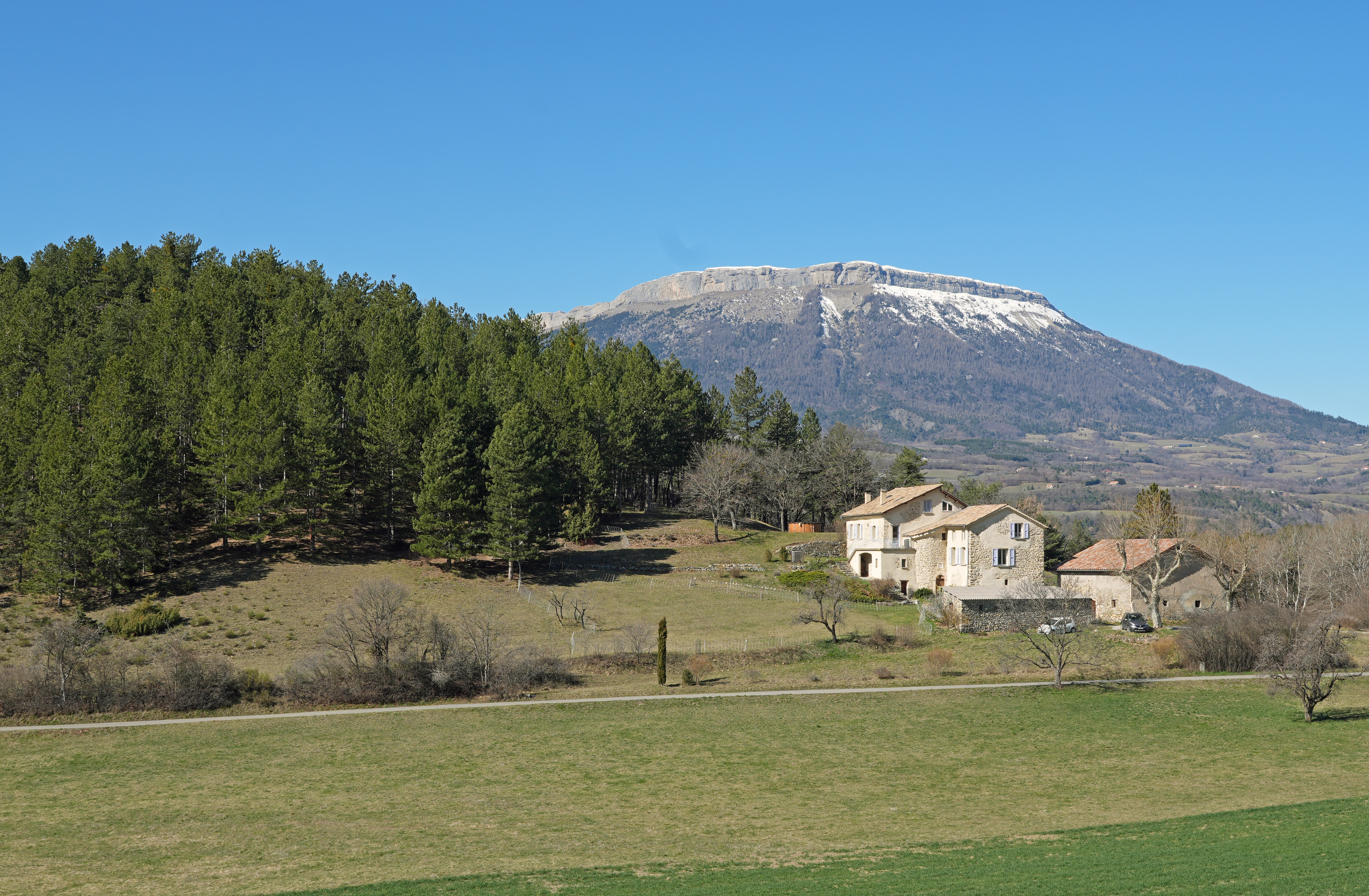
Chateauvieux avec Ceuse en arrière-plan

Le massif de Ceüse  situé à l'est du département est délimité au nord par le Petit Buëch et la vallée reliant Gap à Chorges, au sud par la Durance et à l'ouest par le Buêch. Il est composé de deux ensembles très différents par leur relief et leur géologie :
- La partie ouest est constituée de reliefs isolés entourés de plaines dont les sommets sont constitués de calcaires (formés il y a 140 millions années) reposant sur des strates de calcaire et de marnes (145 millions années) elles-mêmes recouvrant des marnes noires (150 millions années). Cet ensemble se rattache géologiquement au Diois Baronnies. Le plus haut des sommets est le pic de Ceüse qui culmine à 2 016 mètres. Celle-ci est constituée de deux synclinaux entrecroisés donnant sa forme de cuvette.
- La partie orientale, délimitée au sud et à l'est  par la vallée de la Durance et au nord et à l'ouest par la vallée glaciaire de Gap creusée dans des marnes noires déposés il y a 150 millions d'années, est constituée de terrains plus anciens. Le relief principal, le dôme de Remollon, est un vaste anticlinal qui a été érodé jusqu'au socle cristallin et dont le point culminant est le mont Colombis (1 734 mètres). On y trouve une formation géologique spectaculaire, les demoiselles coiffées de Théus : ces colonnes de matériaux morainiques hétérogènes durcis par la remontée d'eaux chargées de sels minéraux sont surmontées d'un bloc plus solide faisant chapeau qui est à l'origine de leur formation (les eaux de ruissellement contournaient le bloc) et qui les a par la suite protégé de l'érosion par les précipitations[22].

Ceüse  et dôme de Remollon
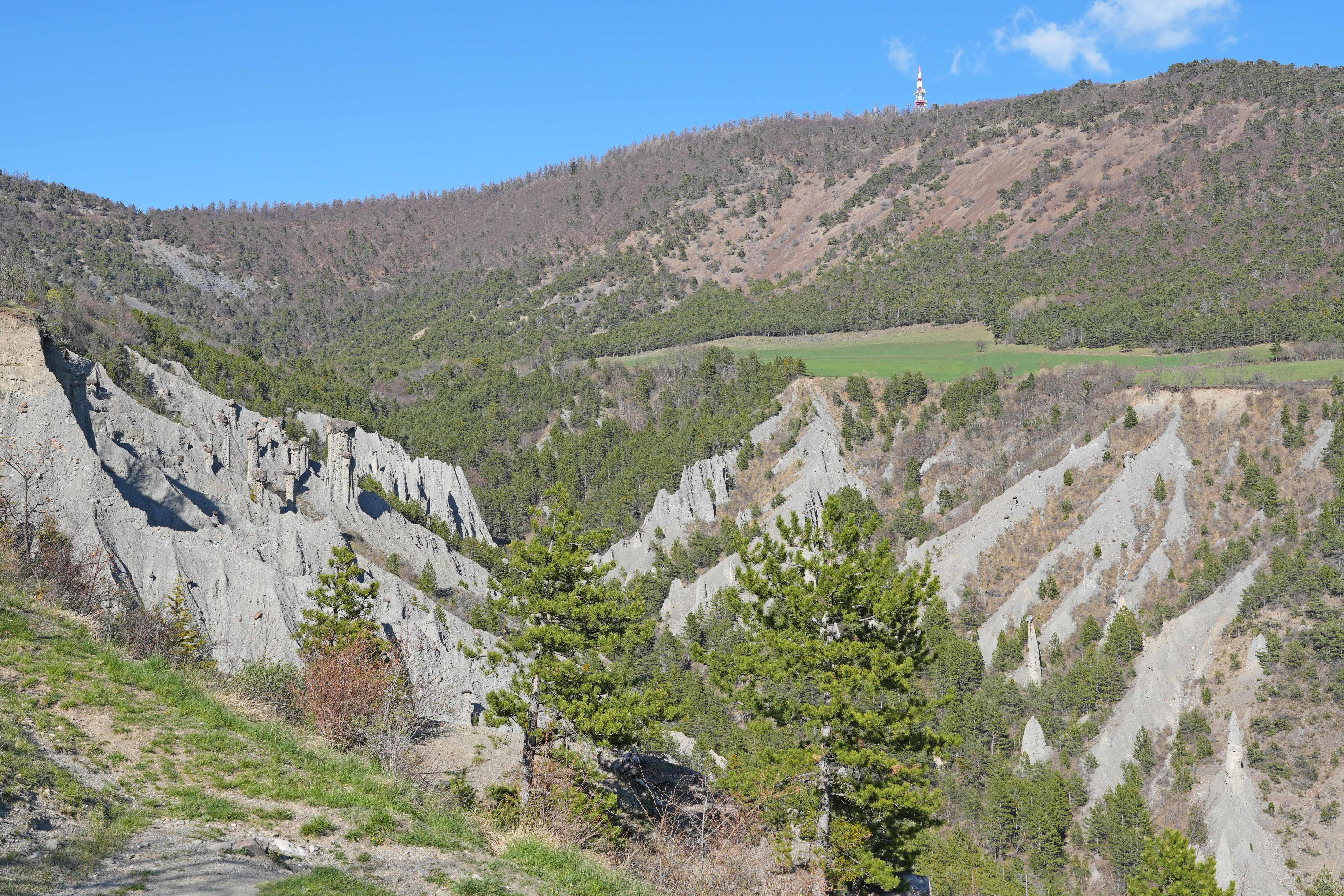
Mont Colombis (1 733 m) et demoiselles coiffées de Théus (Hautes-Alpes, France)
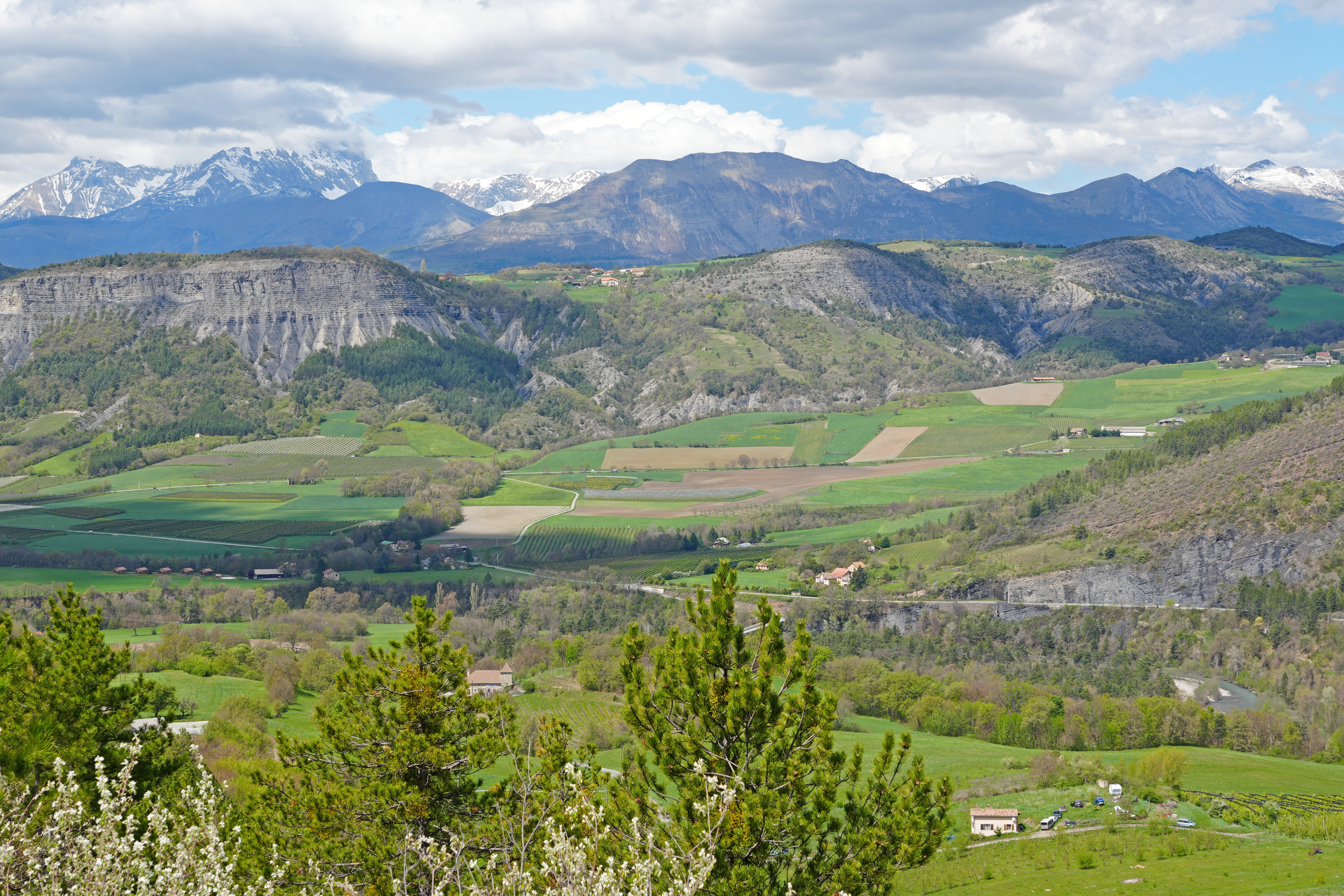
La vallée de l'Avance (au milieu) qui traverse le dome de Remollon rejoint la vallée de la Durance. En arrière plan à gauche le pic de Bure enneigé puis plus à droite la montagne de Charance.
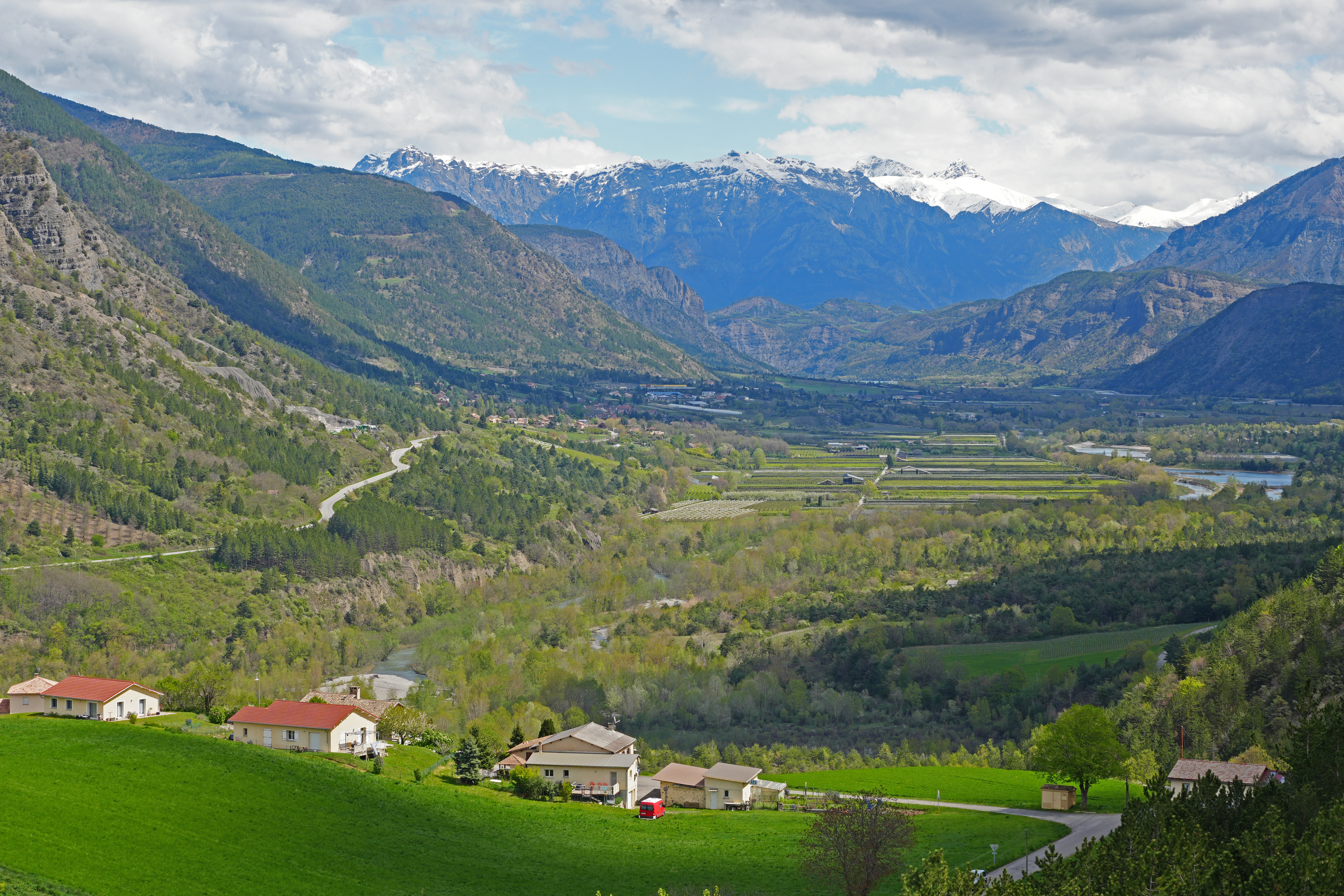
Vallée de la Durance entre Remollon et Espinasses au fond le massif du Parpaillon.

#### Massif du Parpaillon
Le massif du Parpaillon qui culmine au sommet du même nom (3 046 mètres) est de forme vaguement triangulaire et est situé au sud-est du département. Il est délimité au nord par la Durance et le lac de Serre-Ponçon, au sud par l'Ubaye et à l'est par l'Ubaye et une ligne passant par Guillestre, Vars et Saint-Paul-sur-Ubaye. Seule la partie est, le long de la Durance est située sur le territoire des Hautes-Alpes. Son aspect est lourd et monotone à l'exception du pic de Morgon (2 324 m) qui surplombe d'une hauteur de 1 500 mètres le lac de Serre-Ponçon. L'altitude des sommets est généralement comprise entre 2500 et 3 000 mètres. Ce massif est constitué principalement de flysch de l'Embrunais qui a été charrié. Cette strate a une épaisseur d'environ 1 000 mètres mais elle a été plissée et empilée sur elle-même si bien que son épaisseur totale peut atteindre 5000 à 6 000 mètres. Le flysch repose sur une couche de marnes noires visibles au bord du lac de Serre-Ponçon et dans la vallée de l'Ubaye vers Barcelonnette. La partie ouest du massif, du pic de Morgon à la Montagnette se différencie par sa composition (roches calcaires également charriées).

Massif du Parpaillon
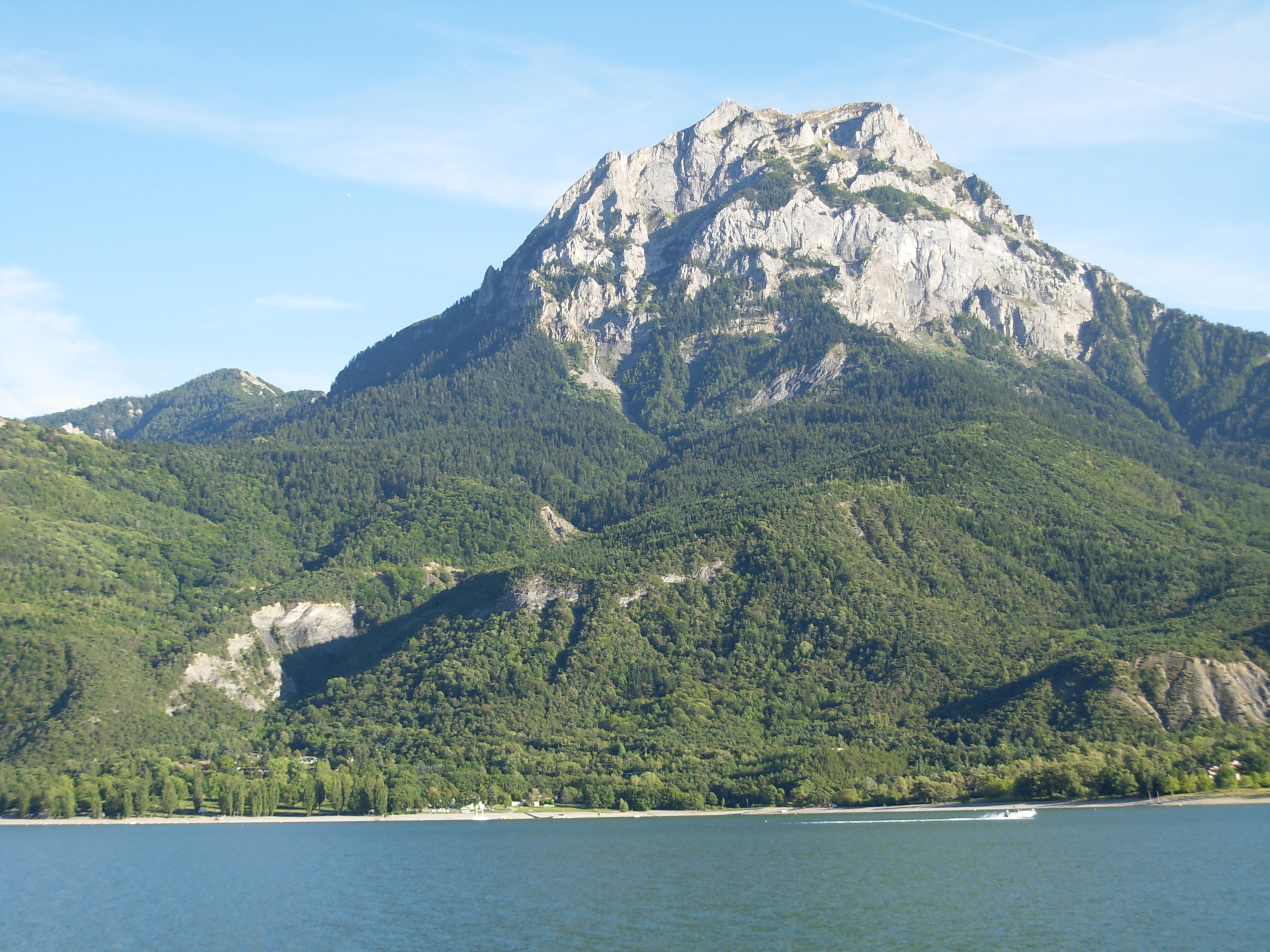
Le grand Morgon domine le lac de Serre-Ponçon.
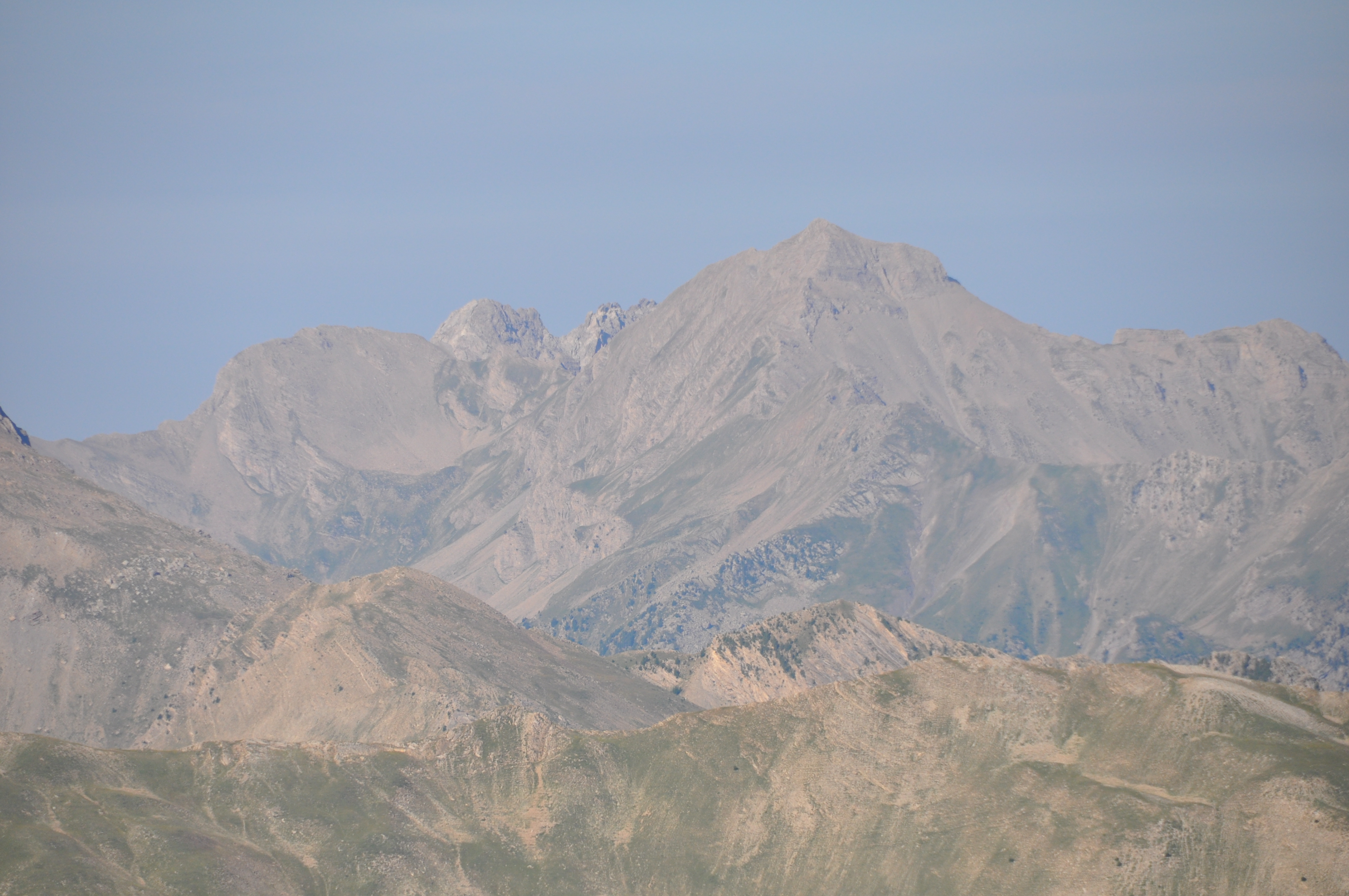
Le mont Pouzenc (2 898 m)

#### Massif du Queyras
Les limites du massif du Queyras sont définies usuellement comme celles du bassin versant du Guil (affluent de la Durance). Il est constitué d'une série de crêtes parallèles et perpendiculaires à la direction de la collision des plaques. Les vallées, qui sont situées à des altitudes particulièrement élevées (1 500 mètres), sont bordées par des crêtes culminant à plus de 3 000 mètres. Sur le plan géologique, le calcaire et la dolomie dominent à l'ouest tandis que le schiste (généralement lustré) domine à l'est. Le Queyras calcaire, qui présente des versants raides dépourvus de végétation, est pauvre en eau et il est pratiquement inhabité (les seules communautés humaines sont le village de Ceillac et l'alpage de Furfande). Dans le Queyras schisteux, les adrets forment d'immenses plans faiblement inclinés favorables à l'habitat comme à Saint-Véran. Par contre les ubacs sont pentus et sauvages. On y trouve des roches vertes (basalte, gabbro, serpentine, prasinite) qui sont des vestiges de la croûte océanique ainsi que du marbre. Les sommets les plus élevés sont les pics de la Font Sancte (3 385 m, point culminant) et le pic de Rochebrune (3 320 m).

Massif du Queyras
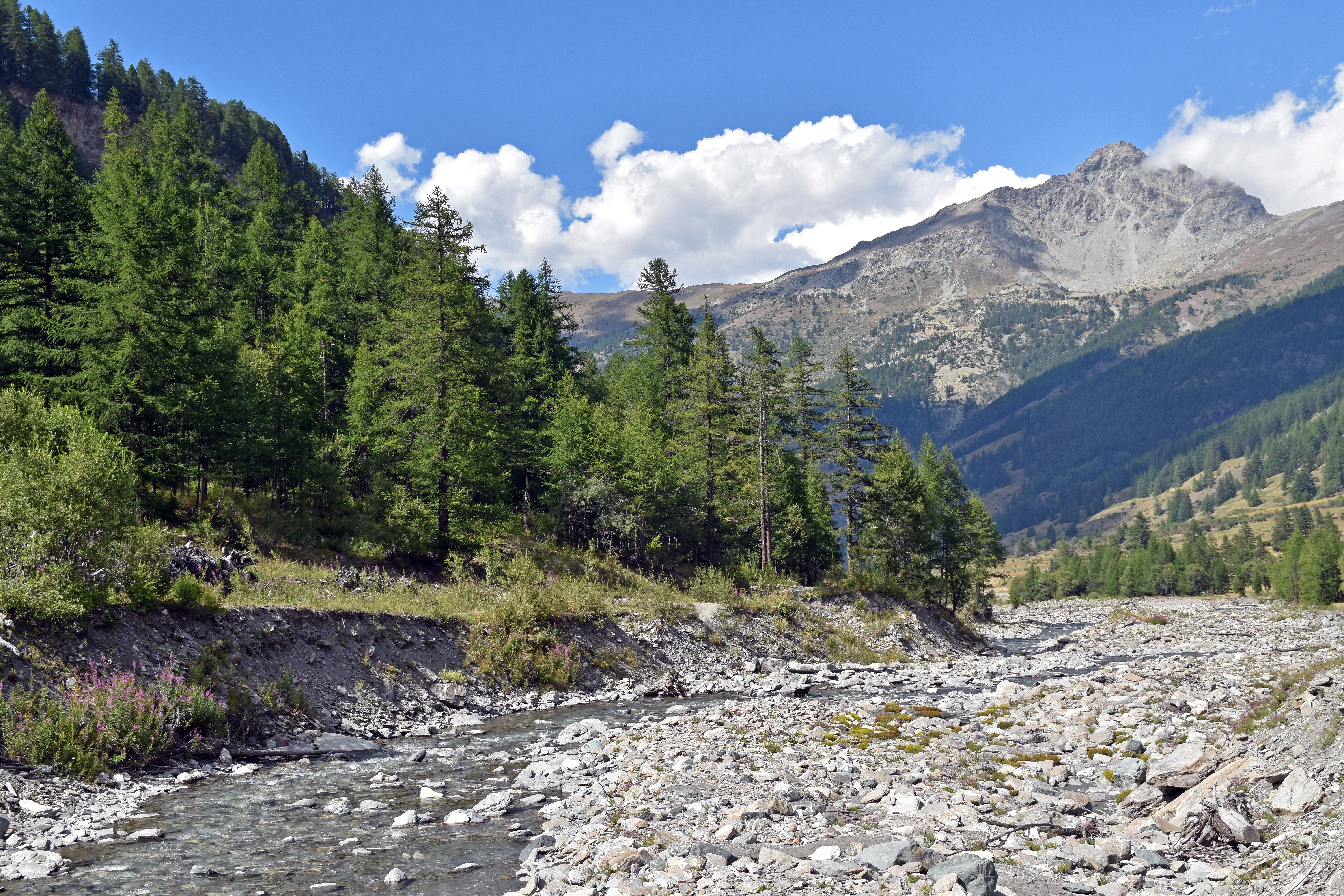
Vallée du Guil près d'Echalp.
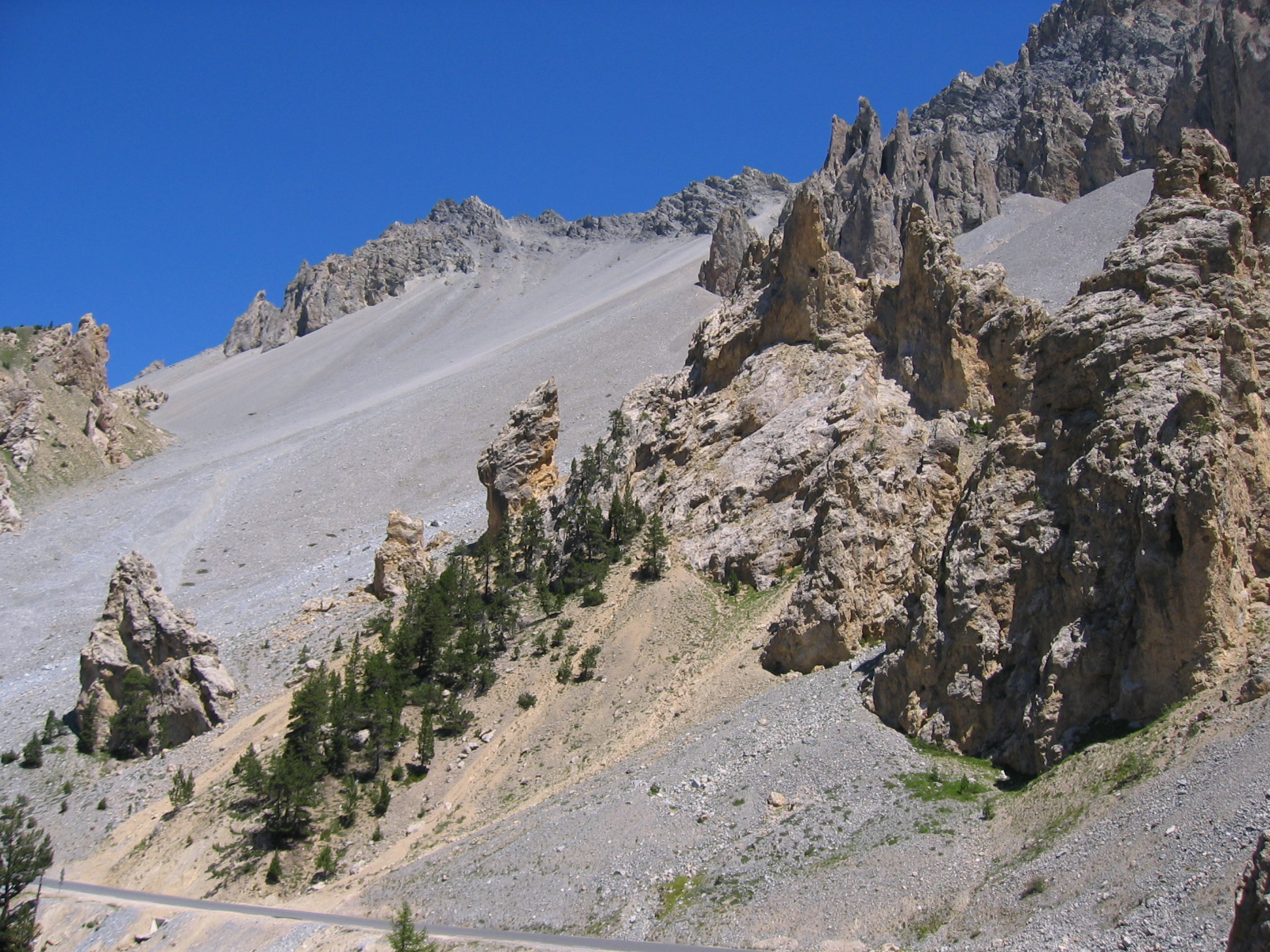
Le site de Casse Déserte.
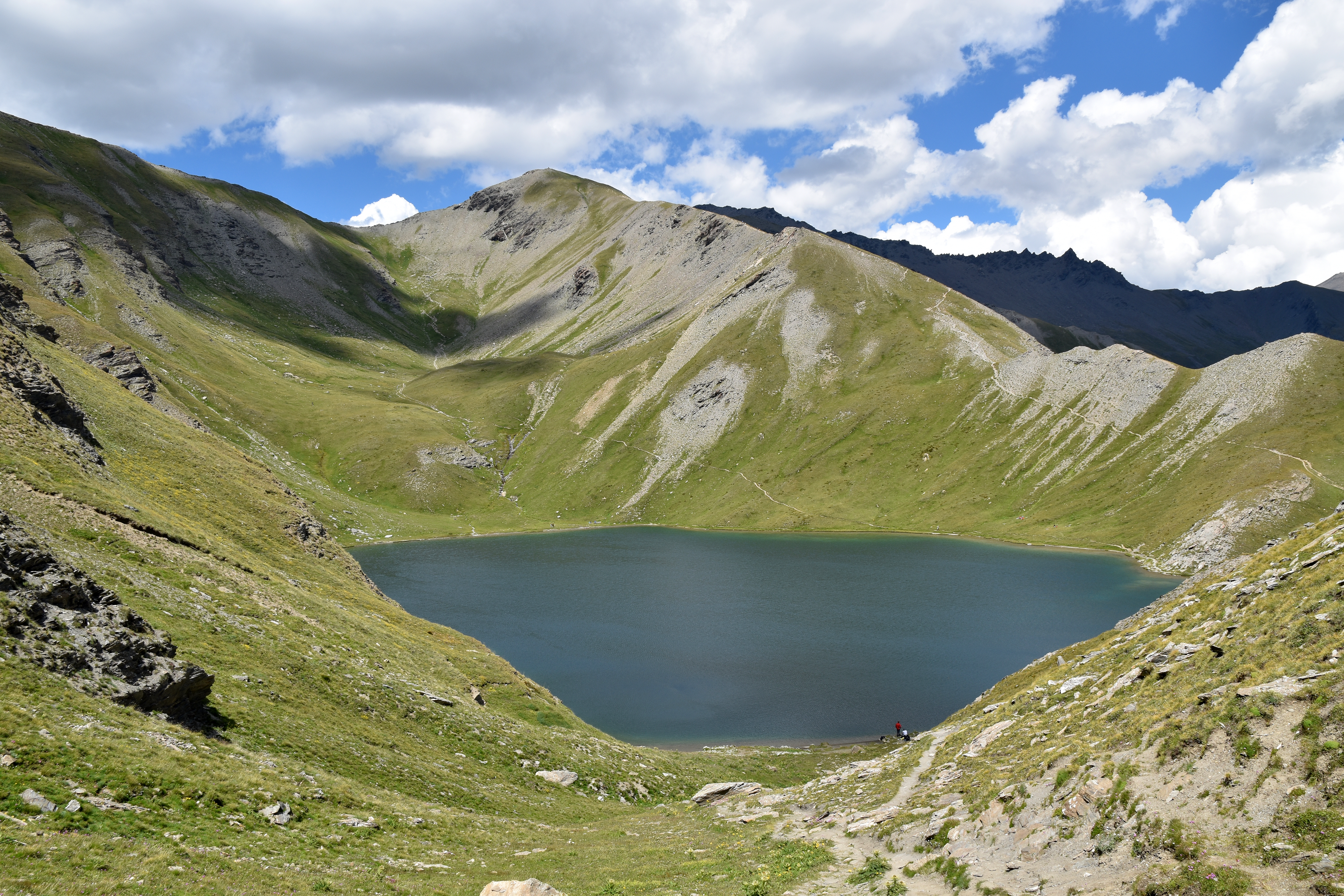
Lac du grand Laus.

### Hydrographie

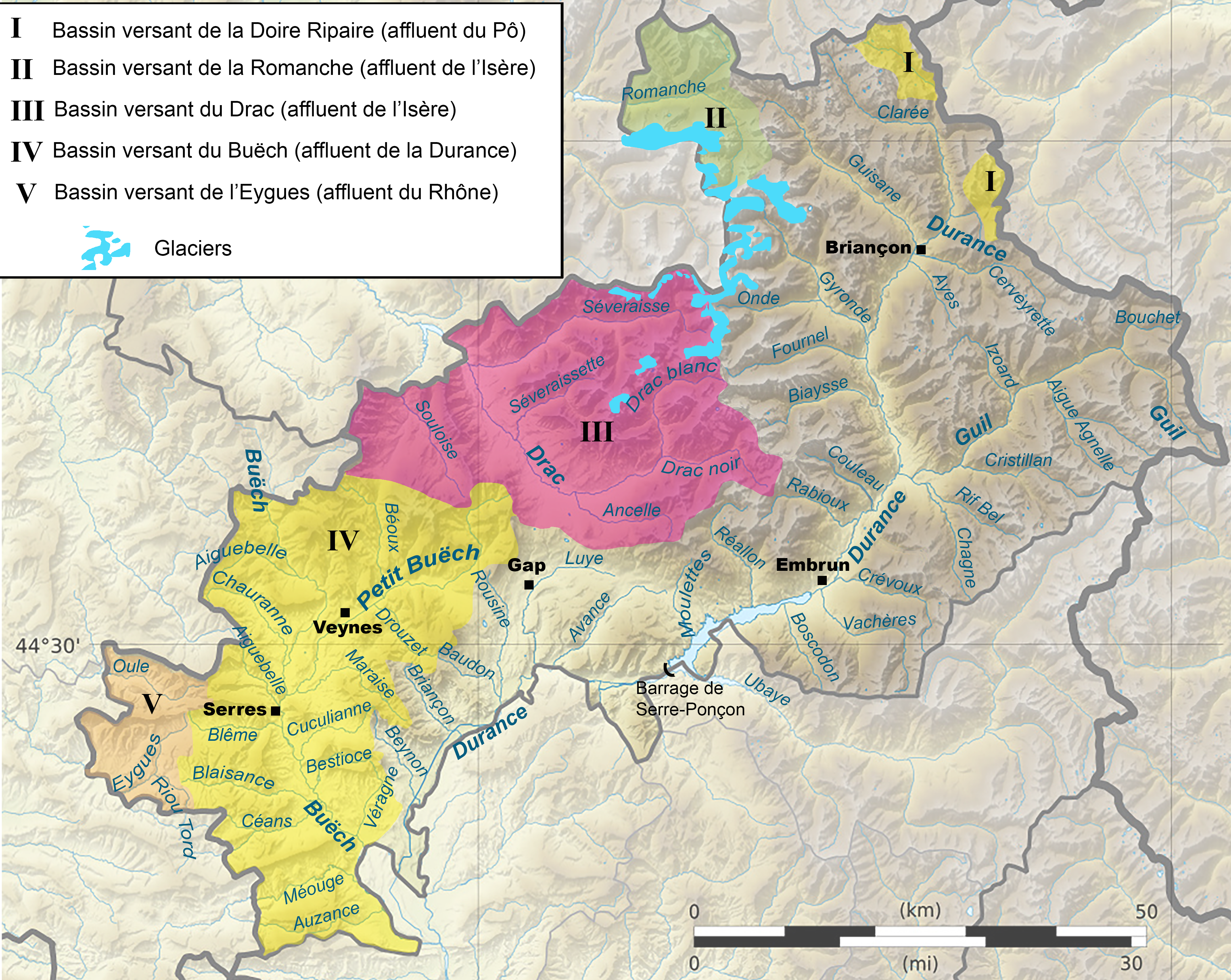
Carte des principaux cours d'eau des Hautes-Alpes.

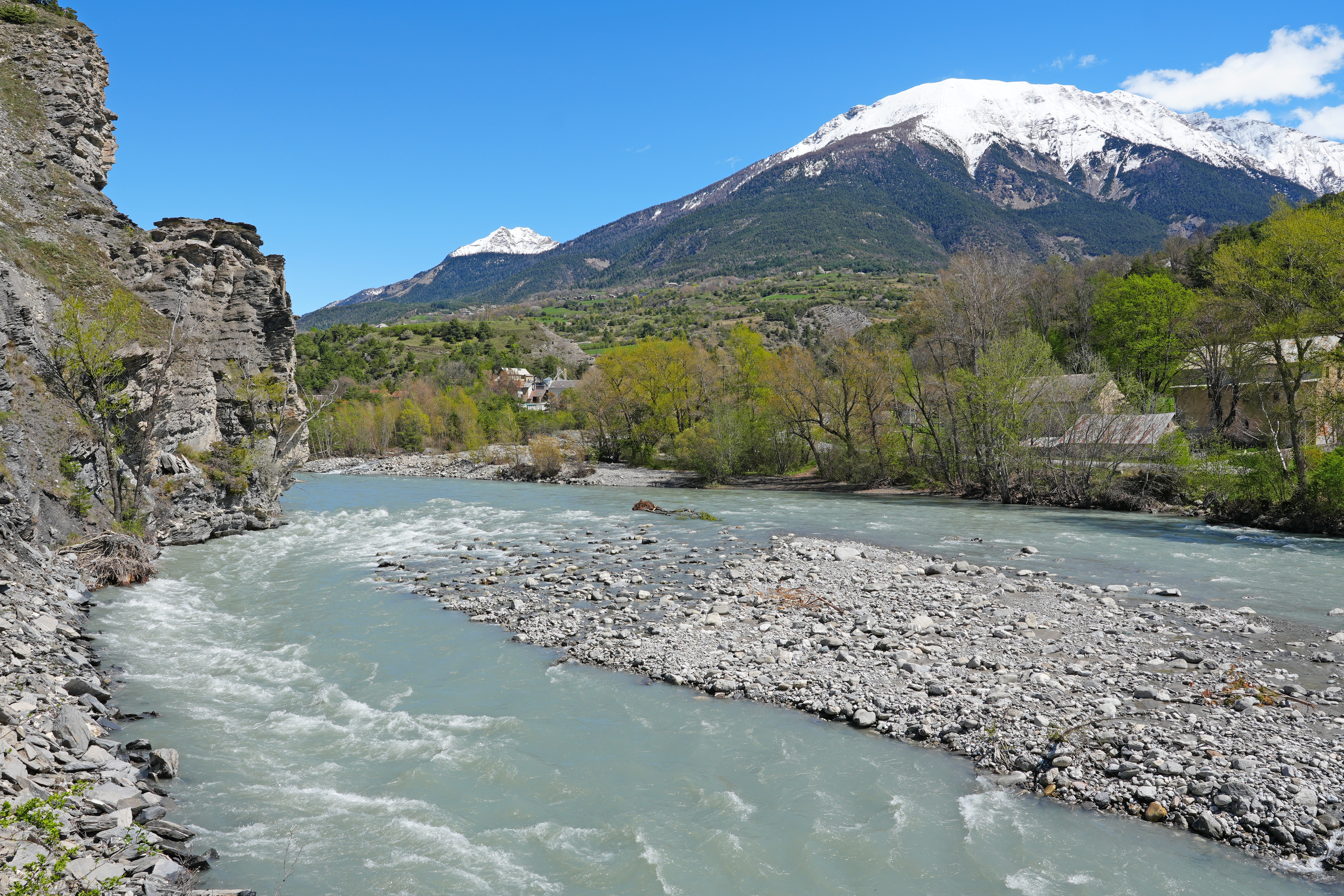
La Durance près d'Embrun.

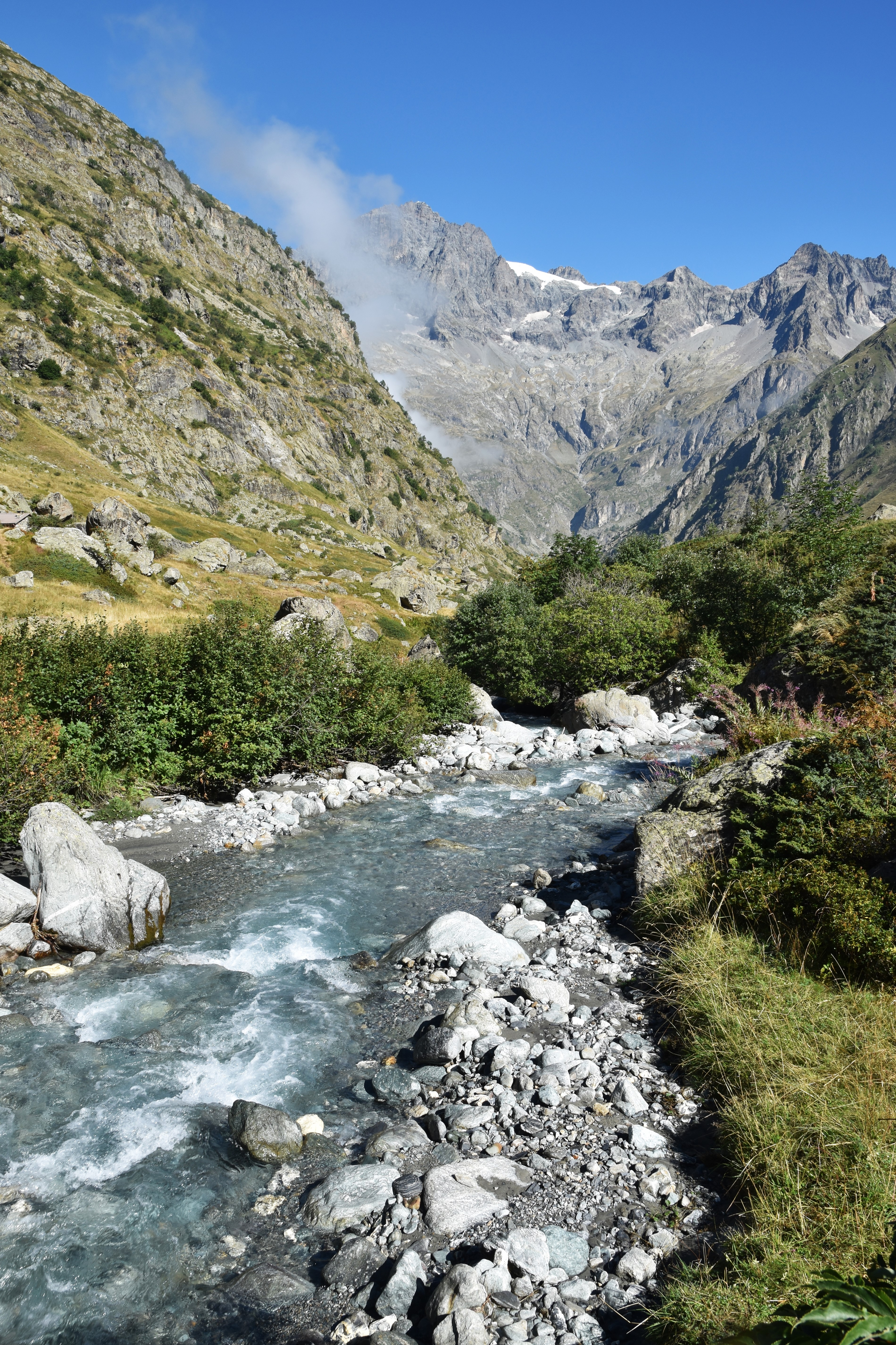
La Séveraisse dans le massif des Écrins.

Le département est partagé principalement entre les bassins de trois cours d'eau tous affluents directs ou indirects du Rhône : 
- Le bassin de la Durance, affluent direct du Rhône, occupe la majeure partie du département. Ce fleuve prend sa source sur le territoire de la commune de Montgenèvre près de la frontière avec l'Italie, traverse toute la moitié nord-est du département sur une longueur d'environ 75 kilomètres, puis à partir du barrage de Serre-Ponçon sert généralement de frontière avec le département des Alpes-de-Haute-Provence sur une longueur d'une centaine de kilomètres jusqu'à son extrémité sud-ouest au nord de Sisteron. Ses principaux affluents dans le département sont dans le Briançonnais la Clarée (débit moyen de 3,43 m3/s), la Guisane (5,19 m3/s), la Gyronde et la Cerveyrette, dans le Haut-Embrunais principalement le Guil (17 m3/s) (confluent à Eygliers) ainsi que le Fournel et la Biaysse, dans l'Embrunais l'Ubaye (20,5 m3/s) ainsi que les torrents du Couleau, du Palps, du Crévoux et du Réallon , dans le Gapençais l'Avance et la Luye (cette dernière arrose la préfecture Gap).
- Le Buëch  (débit moyen de 23 m3/s) est un affluent de la Durance mais qui ne conflue avec elle que hors du département juste avant Sisteron. Il arrose l'ouest du département. Ses principaux affluents sont le Petit Buëch (20,2 m3/s) et la Méouge.
- Le Drac arrose le Champsaur et quitte le département par le Nord. Ses principaux affluents sont la Séveraisse qui arrose le Valgaudemar (5,2 m3/s)  et la Souloise qui arrose le Dévoluy (0,36 m3/s). Le Drac est un affluent de l'Isère avec laquelle il conflue à Grenoble.

Trois petites portions du territoire des Hautes-Alpes ne font pas partie de ces bassins fluviaux :
- Au nord-est du département, le canton de la Grave fait partie du bassin versant supérieur de la Romanche, affluent de l'Isère.
- Le Riou qui coule dans la Vallée étroite (partie de la commune de Névache jouxtant la frontière avec l'Italie) arrose la ville italienne de Bardonnèche, où il se jette dans la Doire ripaire, affluent du Pô. La Doire Ripaire elle-même a sa source sur le territoire de la commune de Montgenèvre.
- Le Lidane et l'Oule arrosent l'ouest du département (Rosans, Saint-André-de-Rosans Montmorin, Bruis et Sainte-Marie et, pour partie, Sorbiers). Ce sont des affluents de l'Eygues qui est lui-même un affluent du Rhône.

La Durance était autrefois très redoutée pour ses crues. Comme le Buëch son régime est pluvio-nival c'est-à-dire que son débit est influencé à la fois par la fonte des neiges et les précipitations. Son débit est le plus élevé d'avril à mai lorsque la fonte de la neige se combine avec les précipitations du printemps. Un deuxième pic moins important se produit à l'automne du fait des seules précipitations. Les basses eaux se produisent durant une courte période en hiver lorsque les précipitations tombent sous forme de neige et en été lorsque les précipitations se font rares. Les variations de son débit sur son cours moyen ont été en partie régulées grâce aux aménagements sur son cours dont le barrage de Serre-Ponçon constitue la pièce maitresse dans les Hautes-Alpes. Toutefois en cas de crues exceptionnelles la retenue a une capacité d'écrêtage limitée (200  à   300 m3/s durant quelques heures). En aval de cet ouvrage le débit moyen du fleuve est de 81 m3/s. Son étiage (débit minimal moyen) est de 18 m3/s et sa crue maximale est de 1 700 m3/s.
Le climat étant nettement plus chaud que dans les Alpes du nord peu de cours d'eau ont un régime glaciaire (alimentation principale par la fonte des glaciers) ou nivo-glaciaire (alimentation principale par la fonte combinée des glaciers et de la neige). Dans la première catégorie se rangent le Gyr et le bassin supérieur de la Romanche. Leur débit est minimal durant l'hiver et il est à son maximum en été. Dans la deuxième catégorie figurent une partie du cours de la Romanche, la Gyronde et le bassin supérieur de la Séveraisse. Pour ces cours d'eau le pic du débit se situe en juin. Le régime nival de transition est caractérisé par un débit maximum en mai avec un creux sensible en été (l'influence de la fonte des neiges l'emporte sur celle des précipitations à l'inverse du régime pluvio-nival). Se rangent dans cette catégorie le cours supérieur du Drac (Drac noir et Drac blanc), le cours moyen de la Séveraisse et les cours d'eau de la zone intra-alpine (Guisane, Clarée, Cerveyrette, cours supérieure de la Durance et Guil.

Cours d'eau des Hautes-Alpes
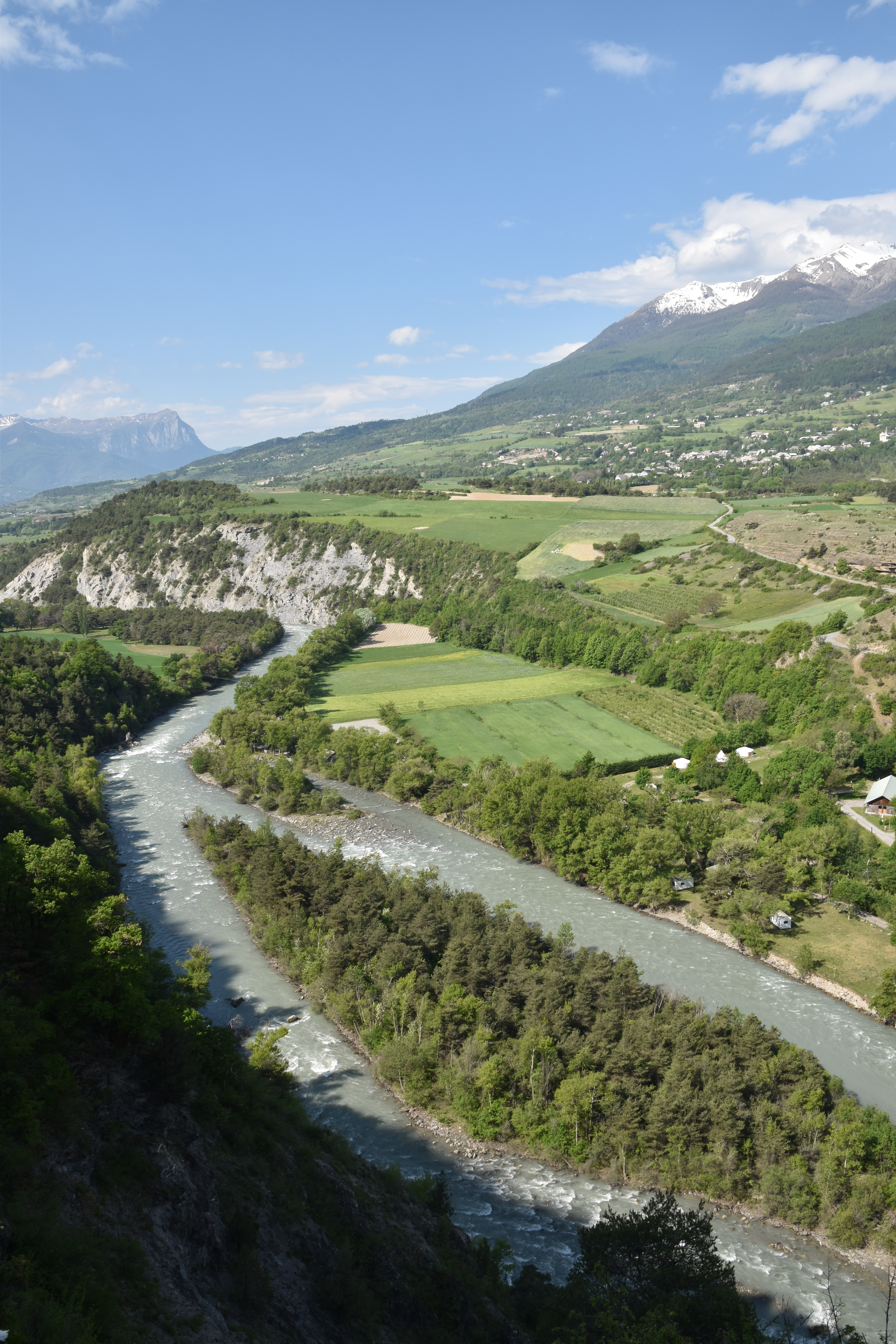
La Durance en amont d'Embrun.
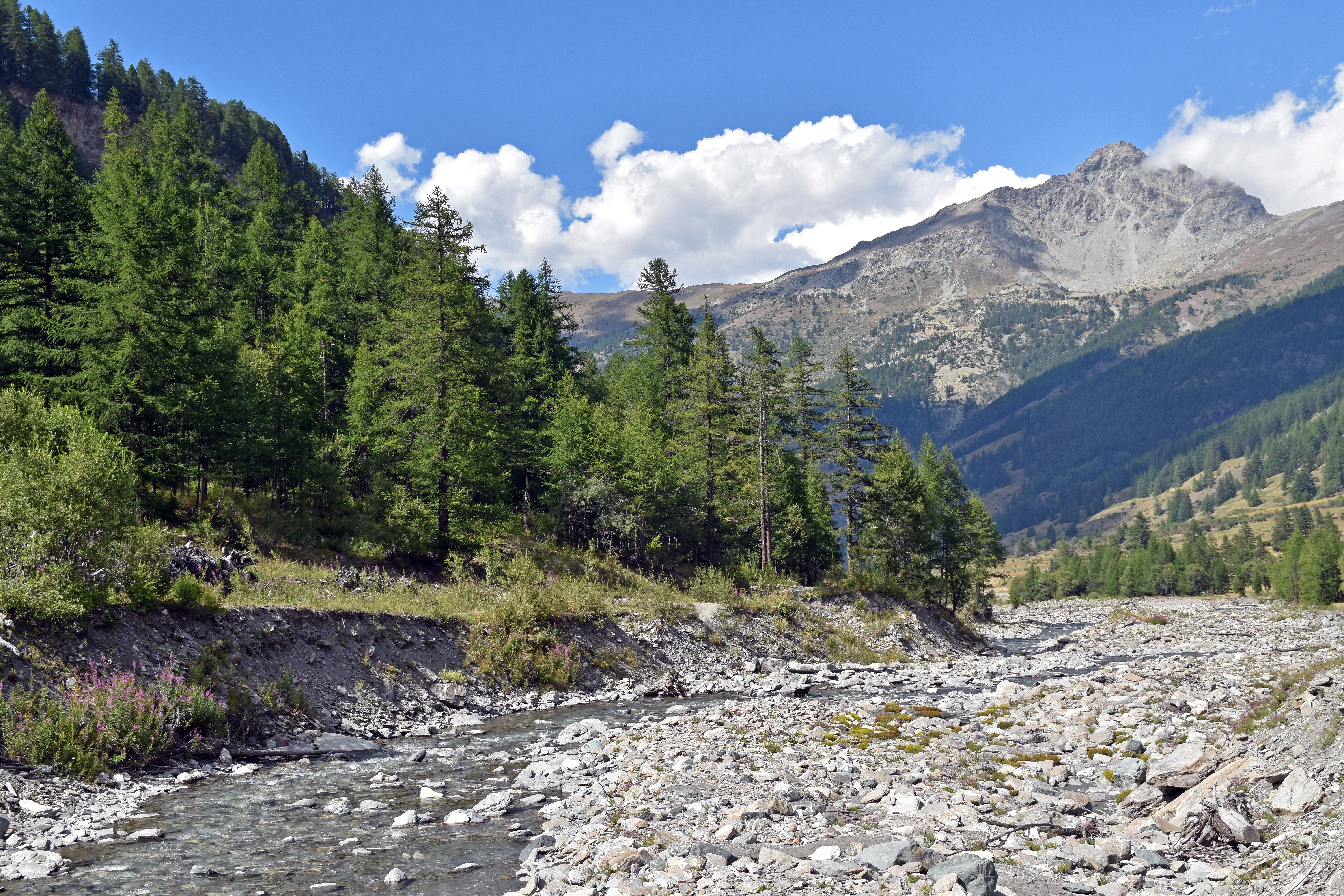
Le Guil près d'Echalp dans le Queyras.
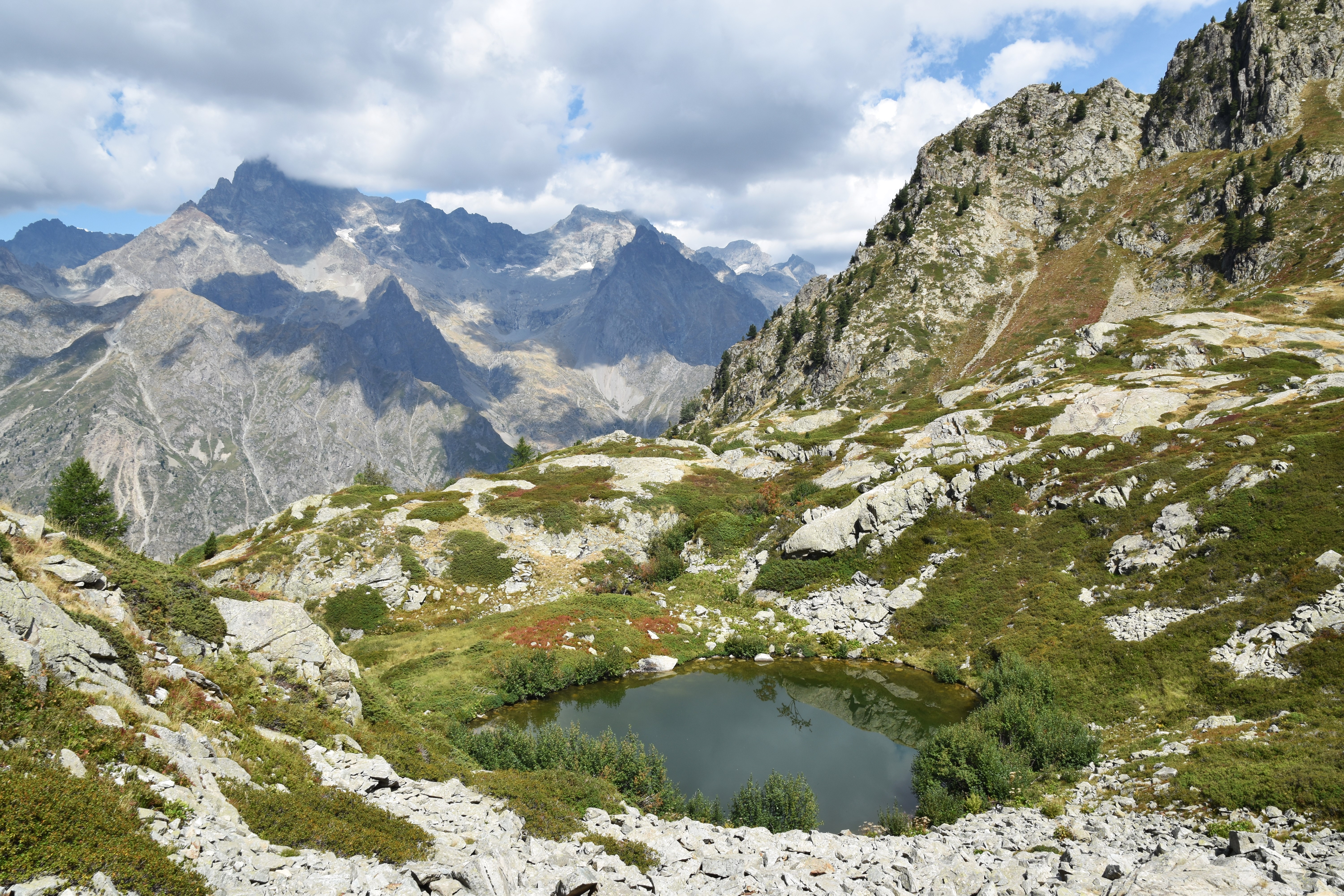
Un des lacs de Pétarel, dans le massif des Écrins.

### Climat
Largement ouvert sur le sud, via les vallées de la Durance et du Buëch, le département des Hautes-Alpes subit des influences méditerranéennes tout en présentant du fait de ses reliefs des traits d'un climat montagnard. Le nord du département, jusqu'à une limite sud passant par le col Bayard et celui du Lautaret, présente des caractéristiques plus proches de celles rencontrées dans les Alpes du nord (température, ensoleillement). L'influence océanique est perceptible dans l'ouest et le nord du département. Enfin le volume des précipitations est influencé par le relief : elles sont plus abondantes au vent des montagnes que sous leur vent.

#### Régions climatiques
La combinaison de ces différents facteurs permet d'identifier cinq régions aux caractéristiques climatiques distinctes :
- Le nord-ouest du département (Champsaur, Valgaudemar, Dévoluy) a un climat proche de celui des Alpes du Nord. C'est la région la plus arrosée (précipitations atteignant 1 300 millimètres dans le Valgaudemar). On y observe des phénomènes comme le brouillard ou la mer de nuages, qui sont quasi absents dans le reste du département. Les températures y sont plus basses du fait d'un ensoleillement plus faible.
- L'ouest et le sud-ouest du département (Gapençais, Pays de Buëch, Serrois - Rosanais, Laragnais) constituent sur le plan climatique la limite nord de la Provence et les influences méditerranéennes sont perceptibles. Les précipitations assez abondantes sont comprises entre 750 et 900 mm mais sont concentrées en octobre-novembre et en mai avec des périodes de sécheresse qui peuvent être prolongées en été. Des orages violents peuvent se produire avec des précipitations pouvant atteindre 200 mm en 24 heures. Le vent du nord (la bise) se fait sentir. Les chaleurs peuvent être  fortes en été tandis que le froid hivernal y est modéré.
- Le Briançonnais (Haute Durance, vallées de la Clarée et de la Guisane, Cervières et Vallouise) et le Guillestrois sont en grande partie à l'abri des perturbations qui viennent de l'Atlantique car celles-ci sont bloquées par les reliefs situés plus à l'ouest. L'ensoleillement est important mais l'amplitude thermique est élevée. Les températures hivernales sont basses : ainsi à Névache dans la vallée de la Clarée, les températures minimales sont en moyenne de −10 °C en janvier et février. Au printemps et en été les brises thermiques ont une influence importante sur le régime des vents. La bordure orientale peut être influencée par les vents d'est mais ceux-ci jouent un rôle moins important que dans le Queyras.
- Le Queyras situé généralement sous le vent des précipitations est moins arrosé (600 à 850 millimètres) soit deux fois moins que le Briançonnais. L'ensoleillement est élevé ce qui permet des installations permanentes à une altitude élevée (Saint-Véran à 2 000 mètres d'altitude). Lorsque le vent souffle de l'est (une ou deux fois par an) il peut tomber jusqu'à 1 mètre de neige dans le Haut-Guil.
- L'Embrunais présente certaines caractéristiques du Briançonnais et du Queyras mais atténuées. Dans les zones habitées, dont l'altitude est généralement comprise entre 800 et 1 100 mètres), le climat est plus doux et les hivers moins longs. Les températures sont comparables à celles du Gapençais mais les précipitations sont proches de celles du Queyras. Le vent est canalisé par la vallée de la Durance et le vent du nord (bise) s'y fait peu sentir.

| Commune                   | Temp moyenne | Maximale moyenne | Minimale moyaenne | Précipitations | Pluies  | Gel      | Ensoleillement | Vent moyen |
| ------------------------- | ------------ | ---------------- | ----------------- | -------------- | ------- | -------- | -------------- | ---------- |
| Gap                       | 11,5 °C      | 17,2 °C          | 5,8 °C            | 863 mm/an      | 84 j/an | 76 j/an  | ?h/an          | ?km/h      |
| Briançon                  | 8,3 °C       | 14,1 °C          | 2,6 °C            | 759 mm/an      | 89 j/an | 139 j/an | 2 232 h/an     | ?km/h      |
| Embrun                    | 11,1 °C      | 17,1 °C          | 5,2 °C            | 733 mm/an      | 84 j/an | 93 j/an  | 2 530 h/an     | 10,1 km/h  |
| Ceillac                   | 6,5 °C       | 12 °C            | 1,1 °C            | 791 mm/an      | 92 j/an | 159 j/an | ?h/an          | ?km/h      |
| Laragne-Monteglin         | 11,8 °C      | 18,7 °C          | 5,2 °C            | 854 mm/an      | 85 j/an | 97 j/an  | ?h/an          | ?km/h      |
| Saint-Bonnet-en-Champsaur | 8,9 °C       | 14,2 °C          | 3,7 °C            | 1 086 mm/an    | 97 j/an | 97 j/an  | ?h/an          | ?km/h      |

#### Vents
Les Hautes-Alpes sont relativement ventées. La bise (vent du nord) est le vent dominant. Il s'agit d'une branche du Mistral et il est déclenché comme ce dernier par la présence de hautes pressions sur le centre de la France et d'un centre dépressionnaire sur les régions méditerranéennes. Il est particulièrement puissant au niveau du col Bayard et de Lus la Crois-Haute ainsi que dans le bassin de Gap et la vallée du Buëch. L'est du département est relativement peu touché. Généralement il nettoie le ciel rendant le ciel très limpide. Lorsqu'il est modéré, il forme parfois une barre de nuages spectaculaire au niveau du col Bayard à la lisière sud du Champsaur. Le marin (appelé localement le Vent) est un vent chaud et humide soufflant depuis le secteur sud qui est souvent à l'origine des précipitations dans la vallée de la Durance. Le Travers ou Traverse, qui souffle du sud-ouest, est provoqué par l'arrivée des dépressions sur la côte Atlantique. Il amène des précipitations principalement dans le Dévoluy et le Champsaur qui s'atténuent dans l'est et le sud du département. Enfin la lombarde est un vent d'est en provenance d'Italie. Généralement il a peu d'effet sur le temps mais lorsqu'une dépression très creuse domine l'ouest de la France, il peut être à l'origine de précipitations catastrophiques dans l'est du département.

#### Évolution du climat
Le changement climatique a des conséquences très visibles dans le département. Dans les Alpes du sud, entre 1971 et 2019, la période d'enneigement a diminué d'un mois en moyenne altitude, l'épaisseur de la couche neigeuse s'est réduite de 20 centimètres et la hauteur maximale d'une cinquantaine de centimètres. Cette évolution de la couverture neigeuse varie en fonction de l'altitude :
- En basse altitude (< 1 000 mètres)  la diminution de la hauteur de neige, qui est de l'ordre de 5 centimètres en début de saison, augmente jusqu'à 20 à 25 centimètres en janvier et février.
- Aux altitudes moyennes (entre 1000 et 2 000 mètres) la diminution est inférieure à 5 centimètres en début de saison puis le déficit atteint 35 centimètres en mars-avril.
- Au-dessus de 2 000 mètres l'épaisseur de neige est supérieure en début de saison (jusqu'à +20 centimètres en décembre) puis décroit jusqu'à atteindre un déficit de 50 centimètres en mai.

Ce déficit d'enneigement combiné à la hausse des températures moyennes a un impact important sur les glaciers des Alpes du Sud. Le massif des Écrins concentre une trentaine de glaciers. Depuis 1973 leur superficie a été divisée par deux. Le plus grand glacier du département, le Glacier Blanc, recule d'environ 24 mètres chaque année. Si la tendance au réchauffement se poursuit, il perdra 90% de sa masse d'ici 2050.

### Régions naturelles
Le département des Hautes-Alpes est traditionnellement subdivisé en plusieurs régions naturelles qui se différencient par leurs caractéristiques géographiques, topographiques, géologiques et/ou climatiques. Elles peuvent être rassemblées dans trois sous-ensembles :
- La partie située au sud-ouest d'une ligne passant par Gap, Veynes et Serres est caractérisée par des montagnes ne dépassant pas 1 800 mètres d'altitude. Le climat y est fortement influencé par des remontées méditerranéennes. Les régions naturelles en faisant partie sont le Serrois - Rosanais et le Laragnais.
- Au nord de cette ligne le climat , comme le relief sont caractéristiques des régions alpines. On retrouve la morphologie classique des Alpes avec successivement d'ouest en est le Haut-Buëch, le Dévoluy, massif préalpin caractérisé par des altitudes particulièrement élevées (jusqu'à 2 700 mètres), la large vallée du Champsaur dans laquelle coule le Drac affluent de l'Isère et qui constitue le prolongement méridional du sillon alpin, les massifs cristallins des Écrins et enfin les montagnes intra-alpines du Briançonnais.
- La vallée de la Durance qui coule du sud-ouest au nord-est sépare de la région précédente les montagnes de l'Embrunais et du Queyras. Ce dernier constitue un massif isolé caractérisé par un climat intra-alpin.

#### Pays du Buëch

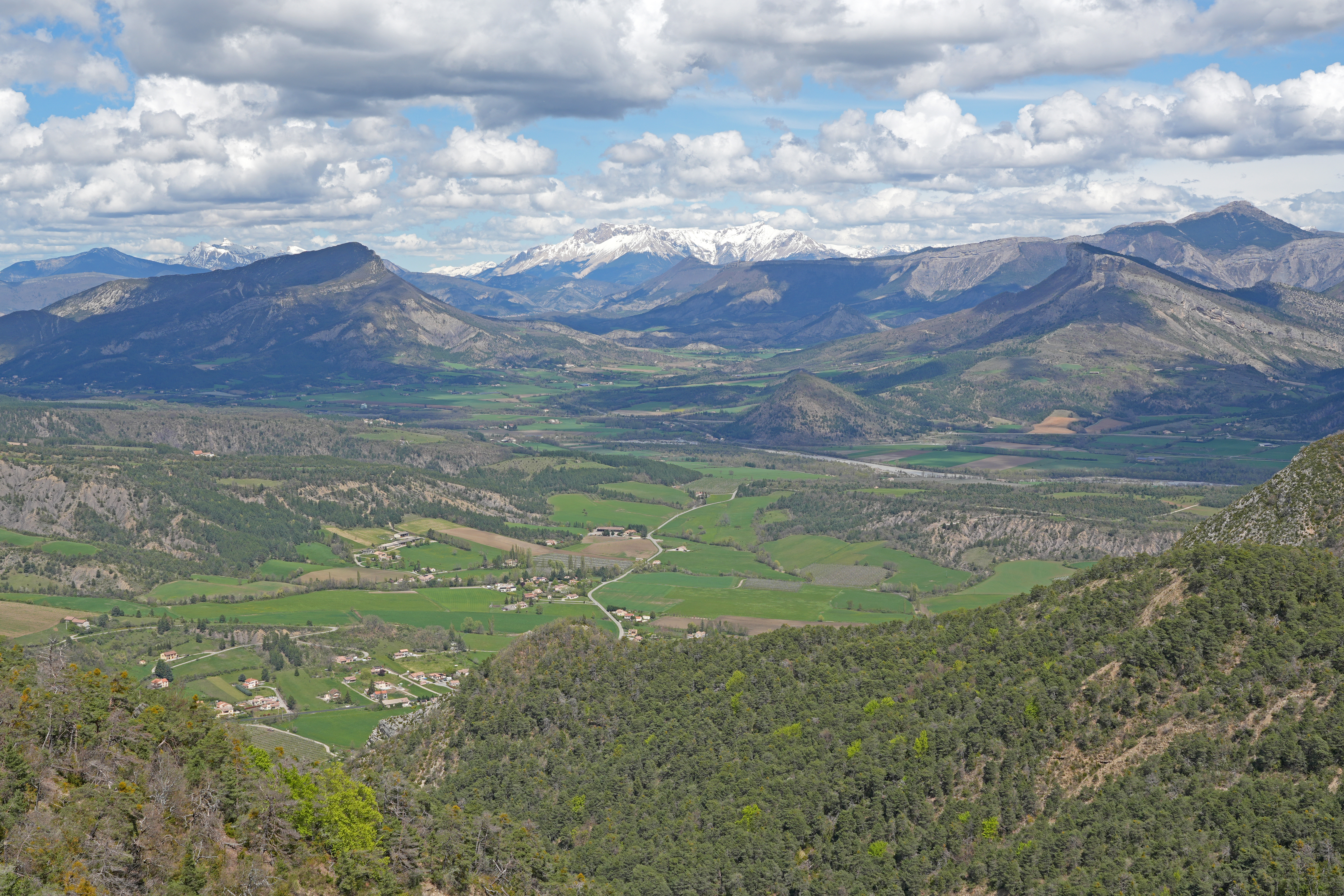
Vallée du Buëch entre Serres et Laragne-Montéglin.

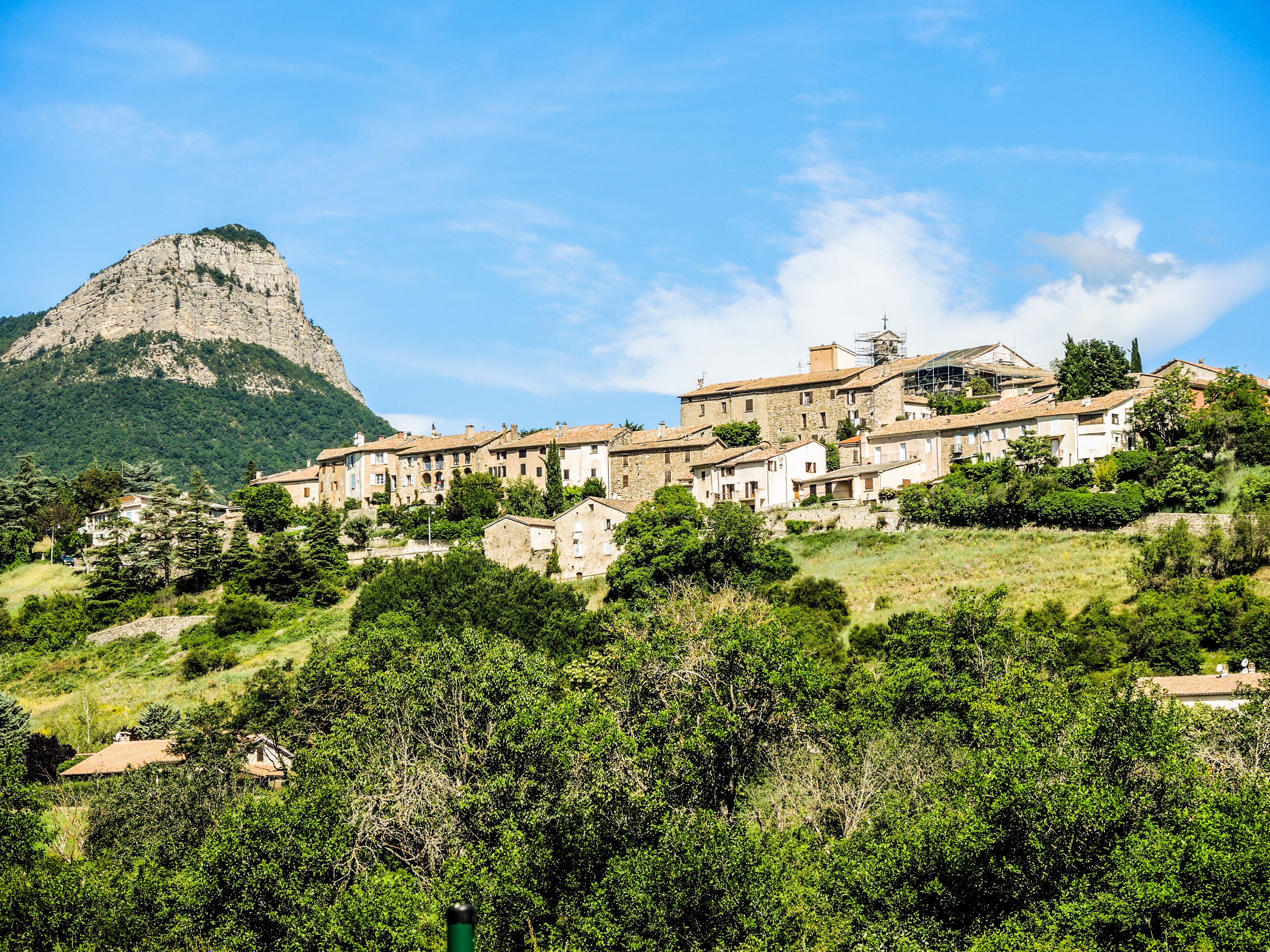
Village de Lagrand dans le pays du Buëch.

Le pays du Buëch correspond au bassin fluvial de cet affluent de la Durance. Il comprend trois régions naturelles : le Haut-Buëch, le Serrois - Rosanais et le Laragnais.

##### Haut-Buëch
Le Haut-Buëch ou Bochaine est situé sur le cours supérieur du Buëch qui prend sa source non loin au Nord dans le département de la Drôme près du col de Lus-la-Croix-Haute. À l'ouest il est relié à ce département par le col de Cabre. C'est une région morcelée et montagneuse dont l'altitude est comprise entre 680 et 2 700 mètres. La pluviométrie est importante et la végétation a un caractère montagnard. La principale agglomération est Veynes,.

##### Serrois Rosanais
Le Serrois - Rosanais s'étend sur le cours moyen du Buëch au nord et au sud de l'agglomération de Serres. Le Rosannais constitue sa partie ouest qui jouxte la Drôme et qui est caractérisé par un sol gréseux et une surface peu boisée. Un verrou barre la vallée du Buëch au niveau de Serres et marque la limite de l'influence méditerranéenne. L'altitude de cette région naturelle est comprise entre 600 et 1 834 mètres (sommet de l'Aujour). Des montagnes calcaires entourent le cours du Buëch comme la montagne Saint-Genis (1 432 mètres) située à l'est et caractérisée par une flore originale,.

##### Laragnais
Le Laragnais est la région naturelle la plus méridionale du département et à ce titre son climat est largement influencé par les remontées méditerranéennes. Elle comprend les cours inférieurs de la Durance et de son affluent le Buëch. Son territoire comprend une zone de plaine principalement sur la rive gauche du Buëch qui fait l'objet d'une culture intensive (production de fruits). Sur la rive droite du Buëch se trouvent les reliefs (calcaires) les plus accentués comme la montagne de Chabre. L'altitude de ce territoire est comprise entre 478 et 1 800 mètres. La principale agglomération est Laragne-Montéglin,.

#### Dévoluy

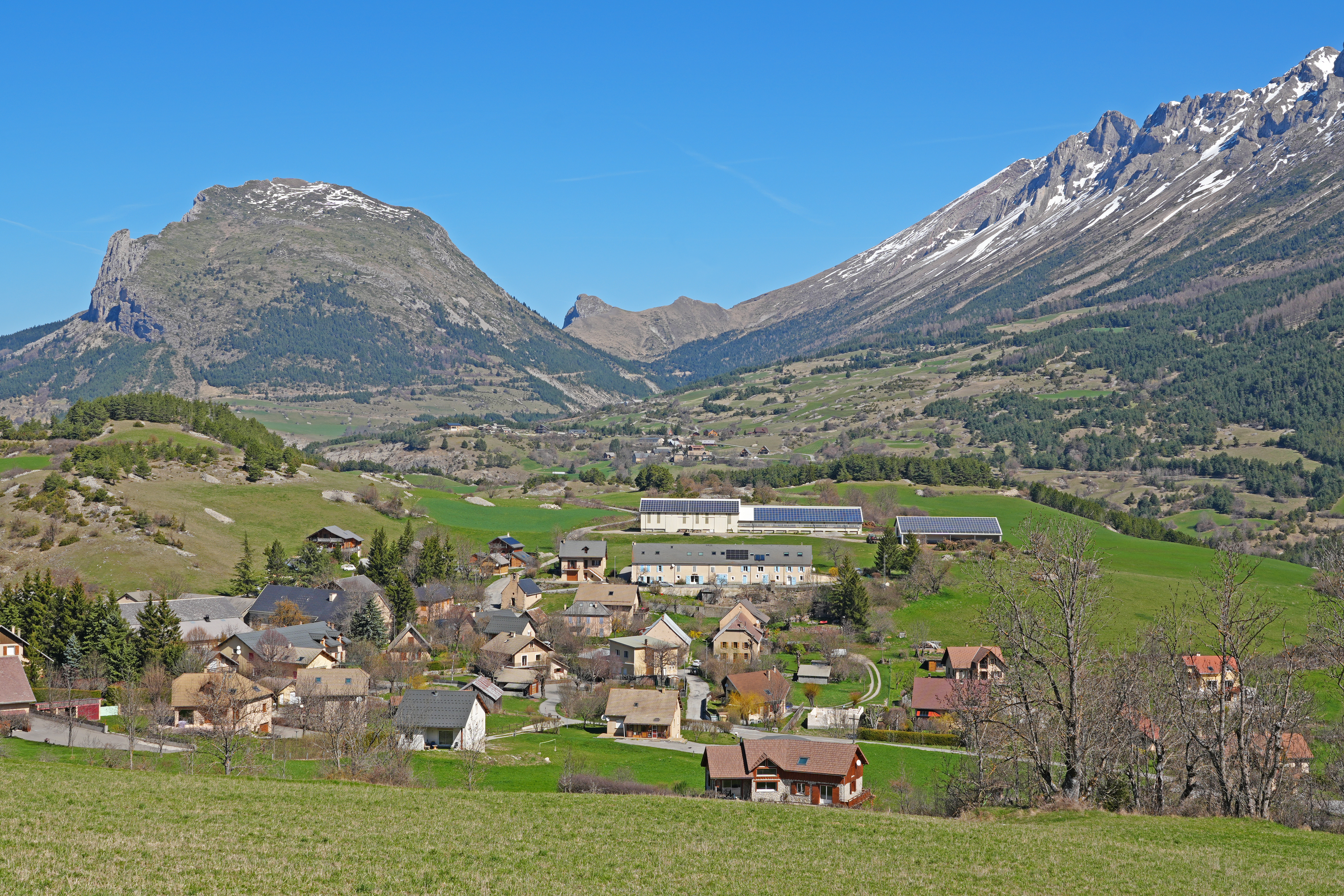
Photo des Hameaux de Giers et Le Courtil dans le Dévoluy

Le Dévoluy est un petit « pays » d'une superficie de 149 km2 situé au nord-est du département dont les limites sont définies par les crêtes du massif du Dévoluy. Ce massif calcaire, le plus haut des Préalpes (la Grande Tête de l'Obiou culmine à (2 789 m), cerne de toutes parts une cuvette, peuplée d'environ un millier d'habitants, dont le point bas se situe vers 1 200 mètres. Le Dévoluy est  cerné à l'ouest par le chaînon du Grand Ferrand, au nord par l'Obiou et le Gicon, à l'est par la montagne de Faraut et au sud par la montagne d'Aurouze culminant au pic de Bure. L'accès se fait depuis le  sud par le col du Festre (1 441 mètres) et au nord par le défilé de la Souloise par lequel s'écoule la rivière éponyme vers le lac artificiel du Sautet et le Drac. Un autre point d'accès, situé à l'est, passe par le col du Noyer qui est fermé en hiver. Le Dévoluy se trouve à la limite des département de l'Isère et de la Drôme,.
Le massif calcaire, qui constitue l'extrémité sud des Préalpes, est caractérisé par des altitudes particulièrement élevées (les plus hauts sommets dépassent 2 700 mètres). Jusqu'à la création d'axes routiers dans la deuxième moitié du 19e siècle les difficultés d'accès vers l'extérieur de ce petit pays (environ 150 km2) ont contraint ses habitants à vivre en autarcie en s'appuyant principalement sur l'élevage des ovins et des bovins. De nos jours l'économie repose toujours en partie sur l'élevage des moutons mais le tourisme a pris une importance considérable depuis la création dans les années 1960-1070 des stations de sport d'hiver de SuperDévoluy et de la Joue du Loup.

#### Gapençais

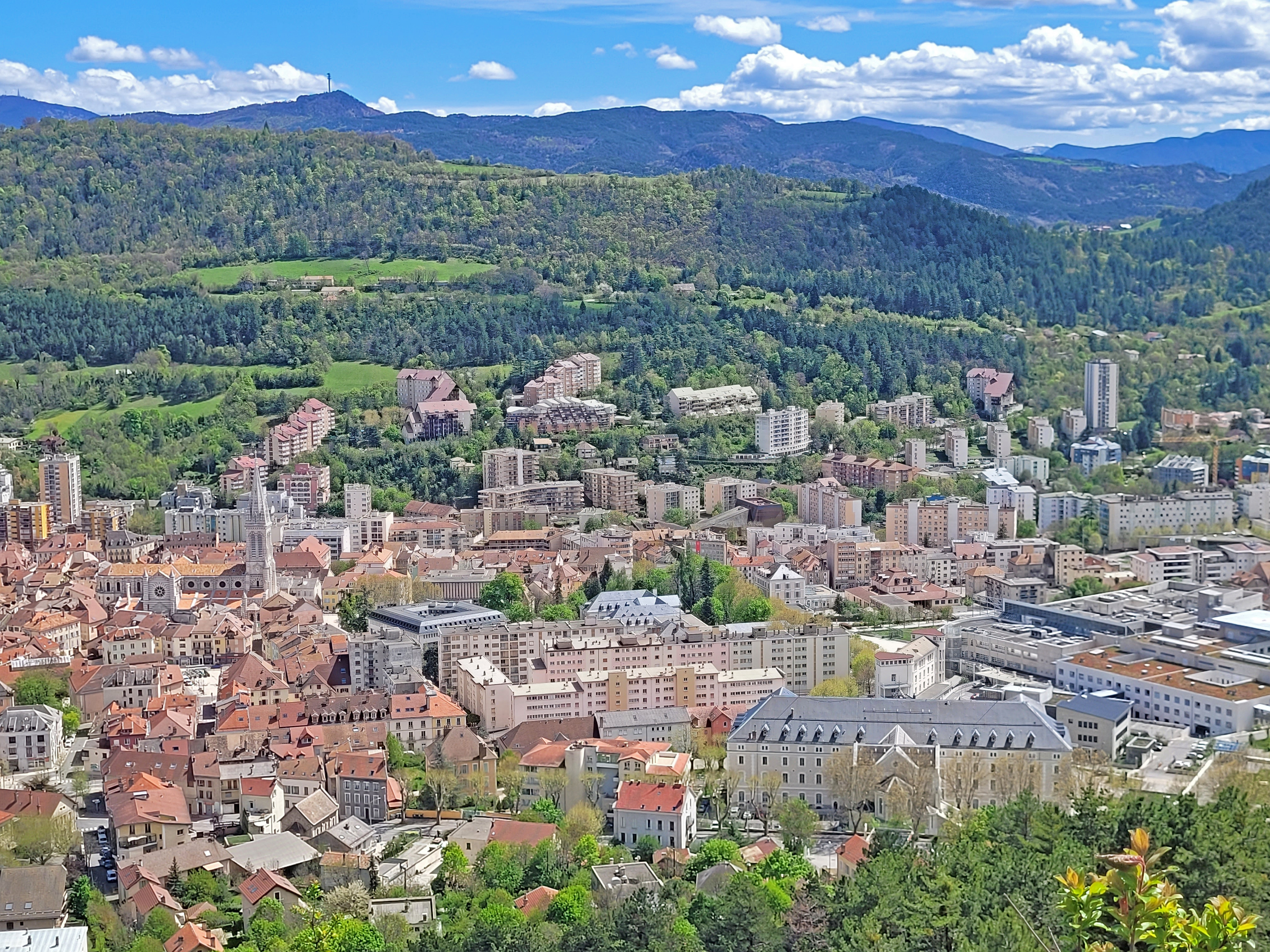
Centre-ville de Gap avec en arrière plan les reliefs faisant partie de la formation géologique du Dôme de Remollon.

Le Gapençais (591 km2) occupe approximativement le centre du département : il est bordé au nord par le Champsaur et le Dévoluy, à l'ouest par le Serrois - Rosanais et le Laragnais, au sud par les Alpes-de-Haute-Provence et à l'est par l'Embrunais. On y trouve la préfecture Gap qui avec ses 40 000 habitants est de loin l'agglomération la plus importante des Hautes-Alpes et qui en fait la région la plus peuplée, la plus riche et la plus dense du département. Le Gapençais constitue un nœud de communications où convergent les principaux axes routiers du département (vers Grenoble, Briançon, Veynes, Aix/Marseille) et la principale liaison ferroviaire. Le Gapençais n'est pas exempt de montagnes (montagne de Ceüse, contreforts du massif du Dévoluy, dôme de Remollon) mais il comprend également de larges dépressions, les principales étant l'ancienne vallée glaciaire occupée par Gap et Chorges ainsi que la moyenne vallée de la Durance entre le barrage de Serre-Ponçon et La Saulce.

#### Champsaur / Valgaudemar

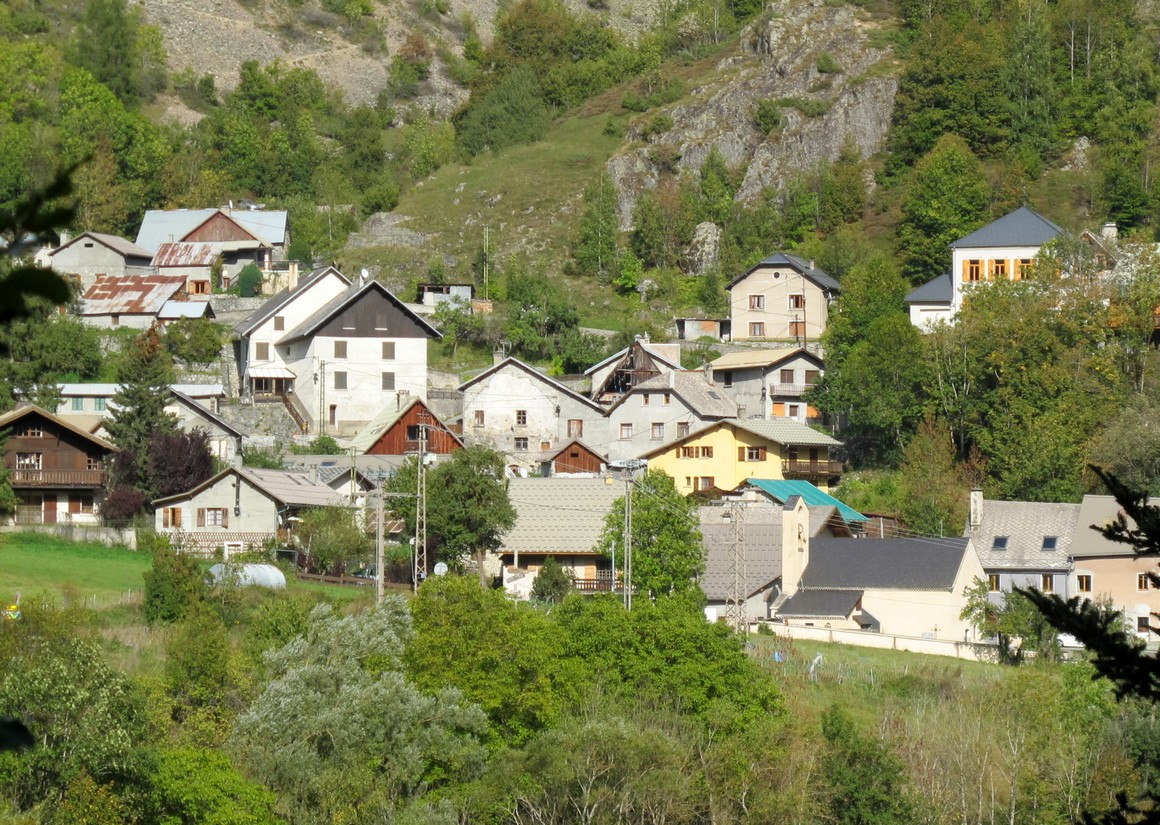
Le village de Villar-Loubière dans le Valgaudemar.

Le Champsaur auquel on associe généralement le Valgaudemar constitue une région naturelle située au nord du département d'une superficie de 748 km2. Son territoire est constitué par la large vallée du Champsaur occupée par le cours supérieur du Drac jusqu'à Aspres-les-Corps ainsi que les vallées occupées par ses affluents : vallées des Drac Noir et Blanc, vallée de Séveraissette et vallée de la Séveraisse (Valgaudemar). Elle est bordée au nord par le département de l'Isère, à l'ouest par la région du Dévoluy, au sud-est par l'Embrunais et à l'est par le Briançonnais. L'altitude est comprise entre 1 100 et 3 669 mètres (Les Bans). Le glacier qui occupait le cours du Drac a creusé une large vallée presque plate (sa largeur atteint 3 kilomètres) dont l'altitude est comprise entre 1 000 et 1 100 mètres. Plus humide mais plus froid que la vallée de Durance et bénéficiant de sols relativement fertiles (dépôts argileux des glaciers), le Champsaur a longtemps nourri une population nombreuse (en 1846 on comptait 132 habitants par km2 de surface agricole utile) malgré un courant migratoire important.

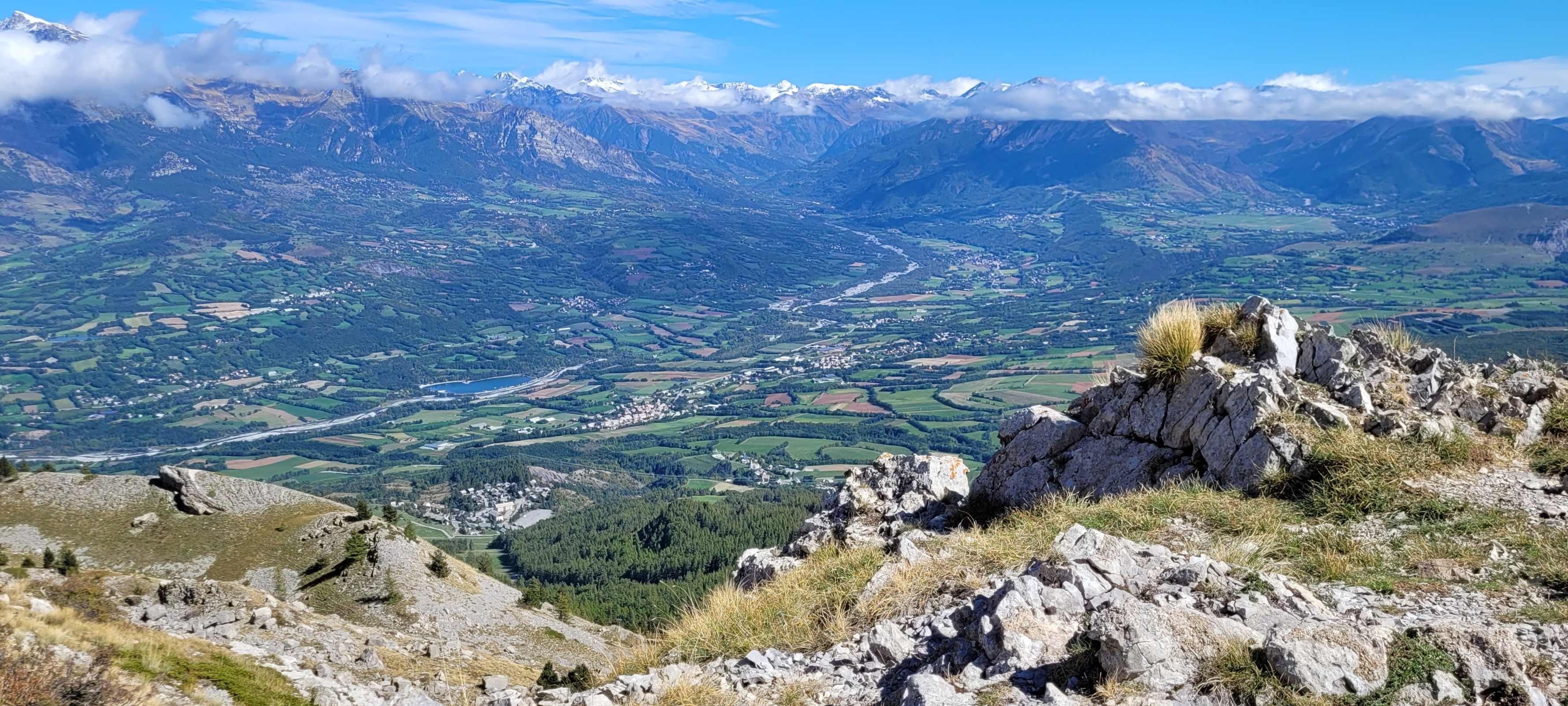
Le paysage bocager du Champsaur vu depuis le pic de Gleize.

#### Embrunais
L'Embrunais est la région centrée sur la moyenne vallée de la Durance et la ville d'Embrun qui est bordée au nord par le Guillestrois et le Champsaur, à l'ouest par le Gapençais et les Alpes-de-Haute-Provence, au sud par ce même département et à l'est par le Guillestrois et le Queyras. Les reliefs font partie du massif du Parpaillon et du massif des Écrins. La principale agglomération est Embrun troisième ville du département avec environ 7000 habitants.

#### Queyras
Le Queyras situé à l'est du département est bordé à l'est par la frontière avec l'Italie et à l'ouest par la région du Briançonnais et par l'Embrunais et au sud par le département des Alpes-de-Haute-Provence. D'une superficie de 633 km2 c'est une région de haute montagne avec une altitude comprise entre 900 mètres et 3 387 mètres. Son territoire se confond à quelques différences près avec le bassin fluvial supérieur du Guil un affluent de la Durance. Région isolée par les montagnes qui l'entourent et sans voie de communication naturelle, sa population a vécu en quasi autarcie jusqu'au milieu du 19e siècle. D'un point de vue historique, la région, qui a service de refuge aux adeptes de courants religieux persécutés (vaudois, protestants) a été fortement marquée par les guerres des religions. Elle a par ailleurs expérimenté une forme de démocratie en avance sur son temps (république des Escartons). La relative pauvreté du pays a été à l'origine durant des siècles d'un fort courant d'émigration vers le reste de la France mais également vers les Amériques. Le tourisme en forte croissance durant ces dernières décennies n'a pas permis de redresser la démographie d'un pays particulièrement touché par l'exode rural.

#### Briançonnais

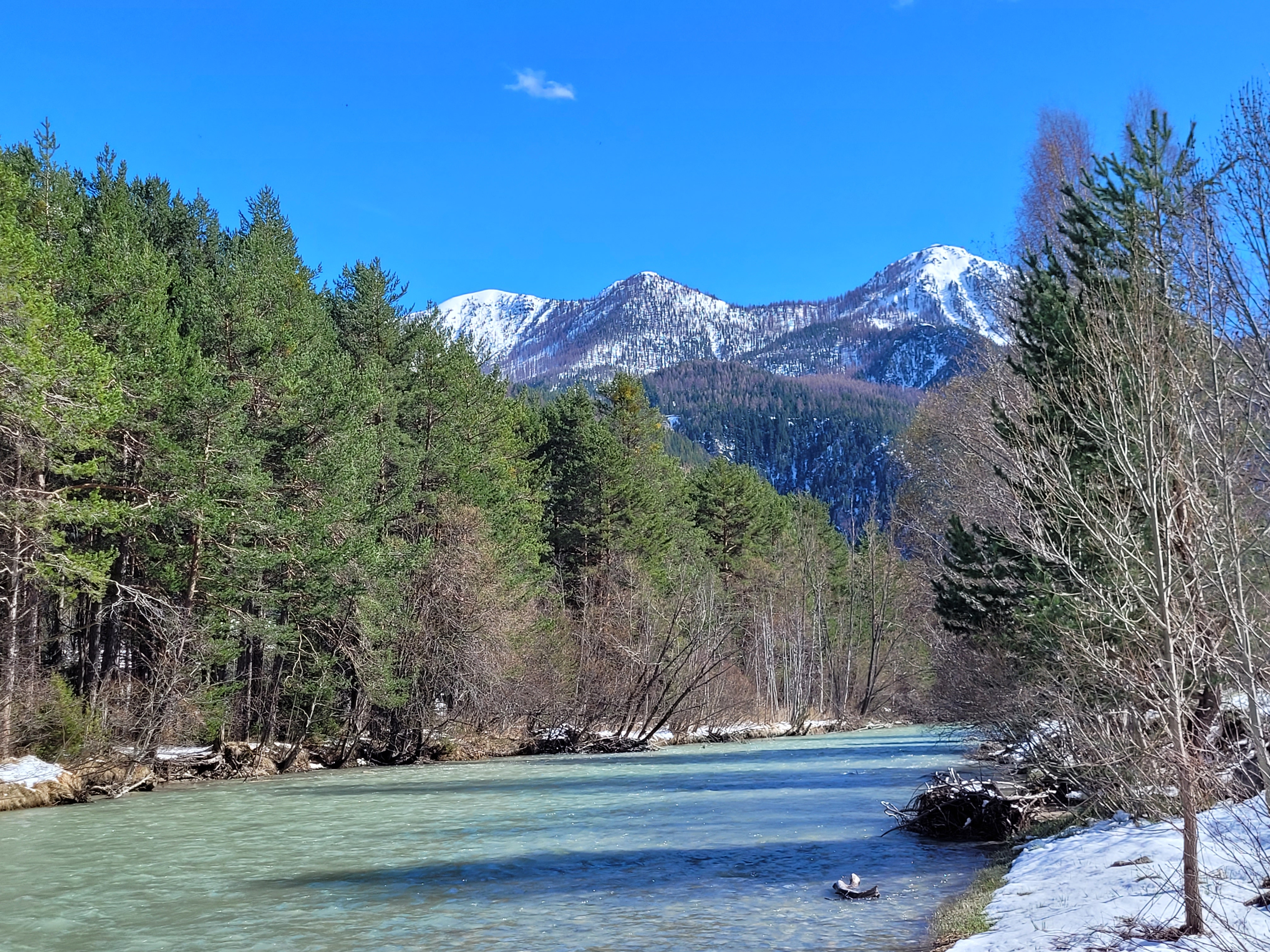
Vallée de la Clarée.

Le Briançonnais est la région naturelle du département la plus étendue (1 094 km2). Elle est bordée au nord par le département de l'Isère, à l'est par la frontière avec l'Italie et la région du Queyras, au sud par l'Embrunais et à l'ouest par le Champsaur. La seule voie de communication naturelle est la vallée de la Durance qui permet de rejoindre Embrun, Gap puis la Provence. Les autres voies de communications passent par des cols parfois élevés : col du Lautaret 2 058 m) qui permet de rejoindre Grenoble au nord-ouest, col de Montgenèvre (1 850 m) et col de l'Échelle (1 765 m) utilisés pour aller en Italie, col du Galibier (2 645 m) qui permet de rejoindre la Savoie au nord  et col d'Izoard (2 360 m) donnant accès au Queyras. Région de haute montagne elle comprend à la fois des massifs élevés (nombreux sommets à plus de 3 000 mètres) et des vallées profondes (altitude la plus basse est de 980 mètres). Briançon, deuxième ville du département par sa population occupe en son centre un  bassin sur lequel débouche cinq vallées dont les rivières déversent leurs eaux dans la Durance aval qui s'écoule vers le sud : ce sont la vallée de la Guisane en provenance du nord-ouest, la vallée de la Clarée et la Vallée Étroite qui toutes deux viennent du nord-est, la vallée amont de la Durance qui prend sa source près de la dépression du col de Montgenèvre également au nord-est et la vallée de la Cerveyrette qui vient de l'est et la vallée beaucoup moins élargie occupée par le torrent des Ayes en provenance du sud-sud-est. Les deux autres vallées indépendantes sont la vallée de la Romanche au nord qui rejoint le bassin du Drac et la Vallouise au sud qui se jette dans la Durance. Cette région comprend plusieurs massifs : au nord le massif des Cerces et le massif des Arves au nord-ouest, massif des Écrins  et à l'ouest le massif d'Escreins.

##### Guillestrois
Le Guillestrois s'articule autour de la commune de Guillestre, et de la vallée du Guil, peu avant son confluent avec la Durance. Située à la porte du Queyras, elle est le point d'accès unique de cette vallée, notamment pendant les mois d'hiver. Guillestre est un carrefour et un point de départ pour le col d'Izoard, le col de Vars, et le col Agnel. Elle est aussi point de passage entre Embrun et Briançon.

### Faune et flore

#### Flore
Du fait de la grande diversité de son climat, des expositions et des altitudes, le département des Hautes-Alpes abrite les deux tiers des 3 097 espèces végétales recensées dans la flore française (2 500 espèces en 2094). Cette riche de la flore s'explique par le gradient important d'altitude, la variété des sols, les contrastes élevés entre versants, la présence de microclimats liés à la topographie et le fait que les différentes parties du département subissent à des degrés très différents les influences méditerranéenne, continentale et océanique. La répartition des espèces en fonction de leur origine géographique (centre de diffusion) est la suivante :
- Les espèces endémiques (dont la répartition géographique est limitée à un territoire restreint) représentant 3,5% des espèces présentes ;
- Les espèces à répartition cosmopolite représentent 9% ;
- Les espèces boréales dont les artico-alpines 13% ;
- Les espèces exclusivement européennes 34,5% ;
- Les espèces eurasiatiques 20% dont un nombre important d'espèces d'affinité sub-steppique ;
- Les espèces méditerranéennes 18% dont 3% strictement méditerranéennes ;
- Les espèces atlantiques 2%.

##### Surfaces forestières
La forêt qui parvient à s'installer jusqu'à une altitude moyenne de 2 200 mètres dans les Hautes-Alpes, couvre 265 000 hectares de la surface du département des Hautes-Alpes (chiffres 2016) soit un taux de boisement de 47 %. Cette surface est en augmentation (3 % de croissance entre 2011 et 2016). La forêt relève du domaine public à hauteur de 64 % (collectivités 51 %, forêts domaniale 18 %), 95 000 hectares appartenant à des propriétaires privés. Les principales essences sont le mélèze d'Europe puis le pin sylvestre.
En 2018, 132 100 m3 de bois ont été récoltés qui ont été utilisés sous forme de bois d’œuvre (51 %), pour la production d'énergie (30 %) et par l'industrie (19 %). 107 chaufferies au bois (dont la moitié publiques) brulent des plaquettes forestières et consomment 17 500 tonnes de bois. La filière bois regroupe 452 entreprises occupant 827 salariés dont 80 entreprises dans le domaine de la sylviculture et de l'exploitation forestière et 235 entreprises dans le domaine de la construction et de la menuiserie (22 entreprises étaient certifiées Bois des Alpes). Le département a importé 4 073 tonnes de bois et exporté 824 tonnes.

#### Faune

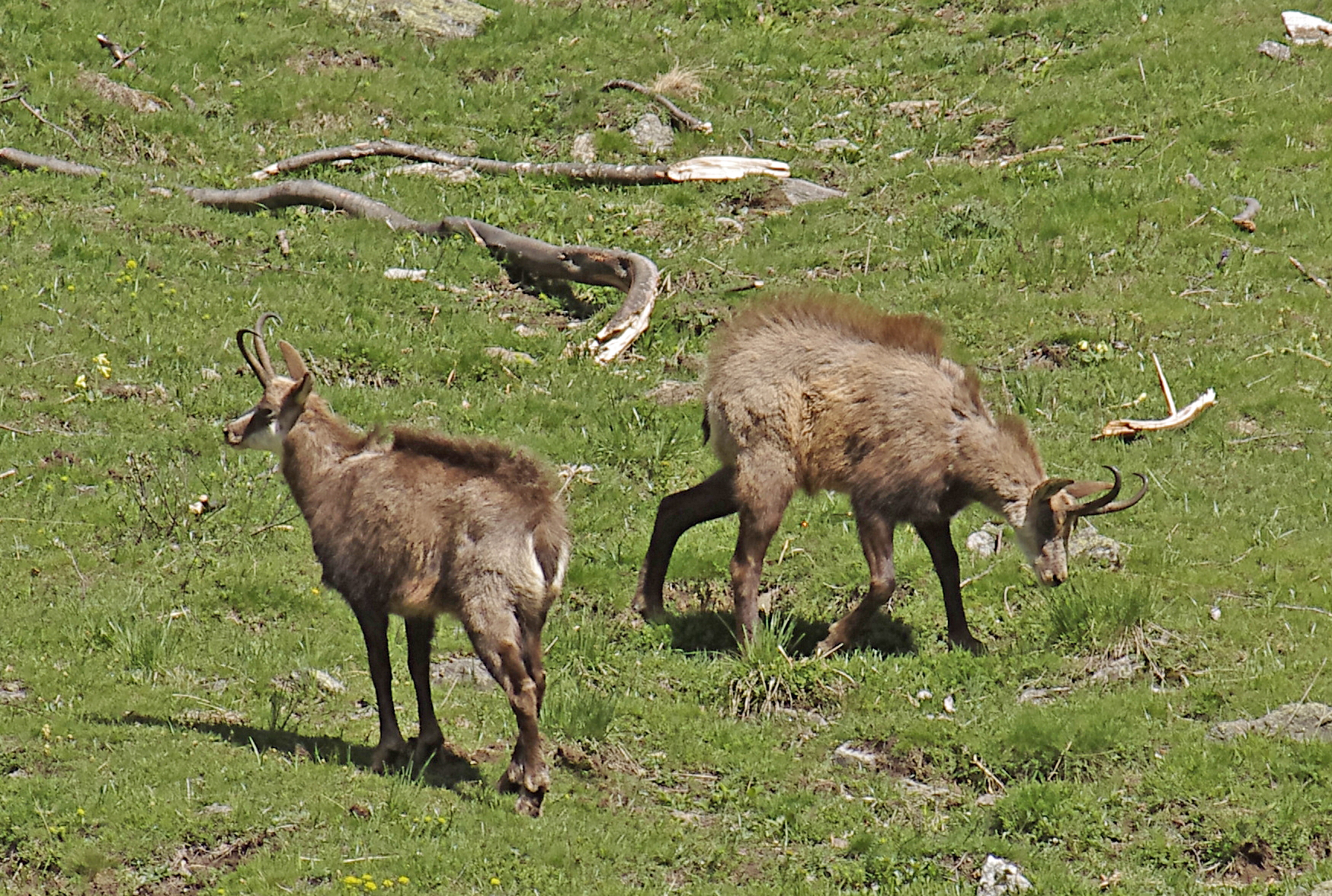
Chamois dans le parc des Écrins.

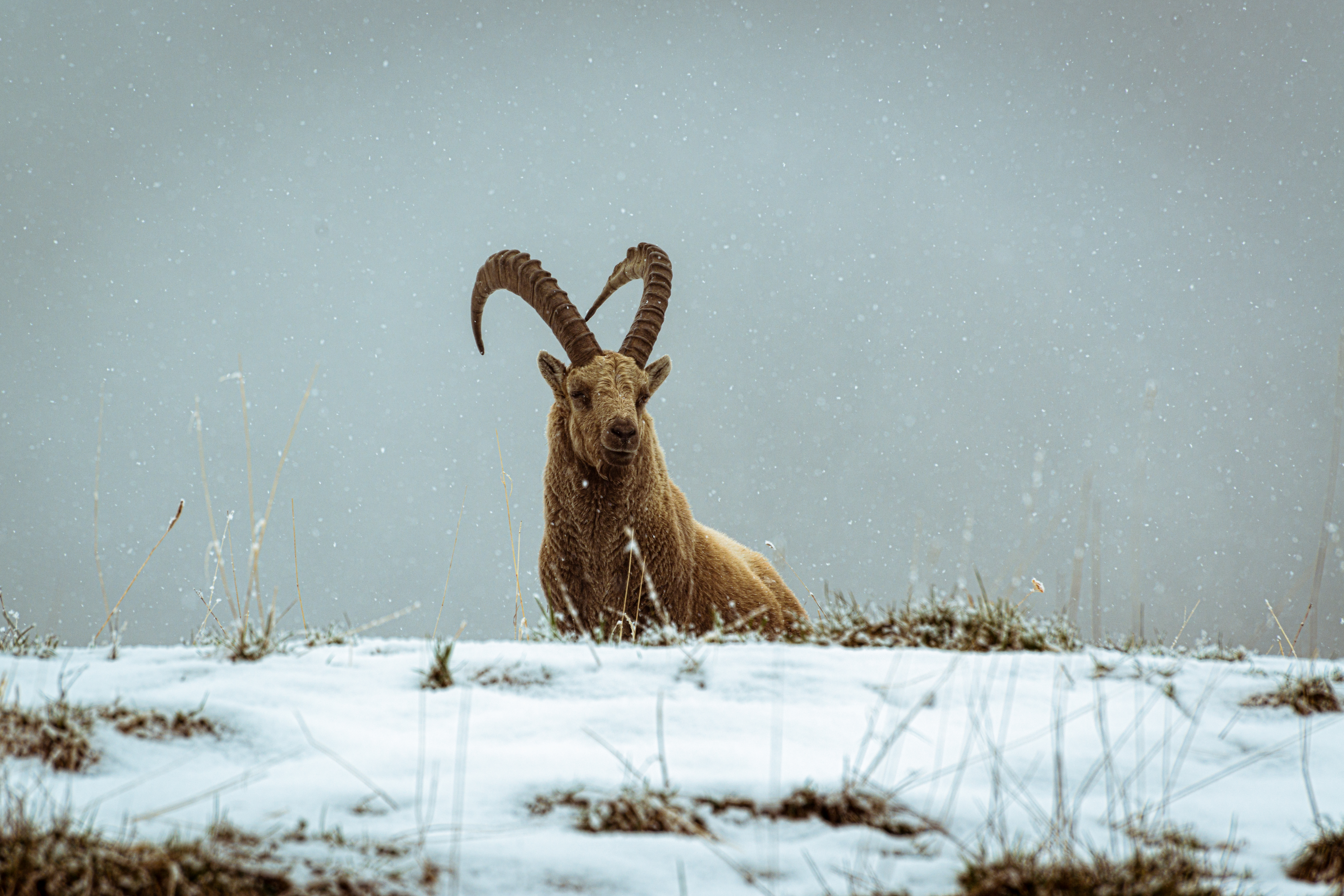
Bouquetin.

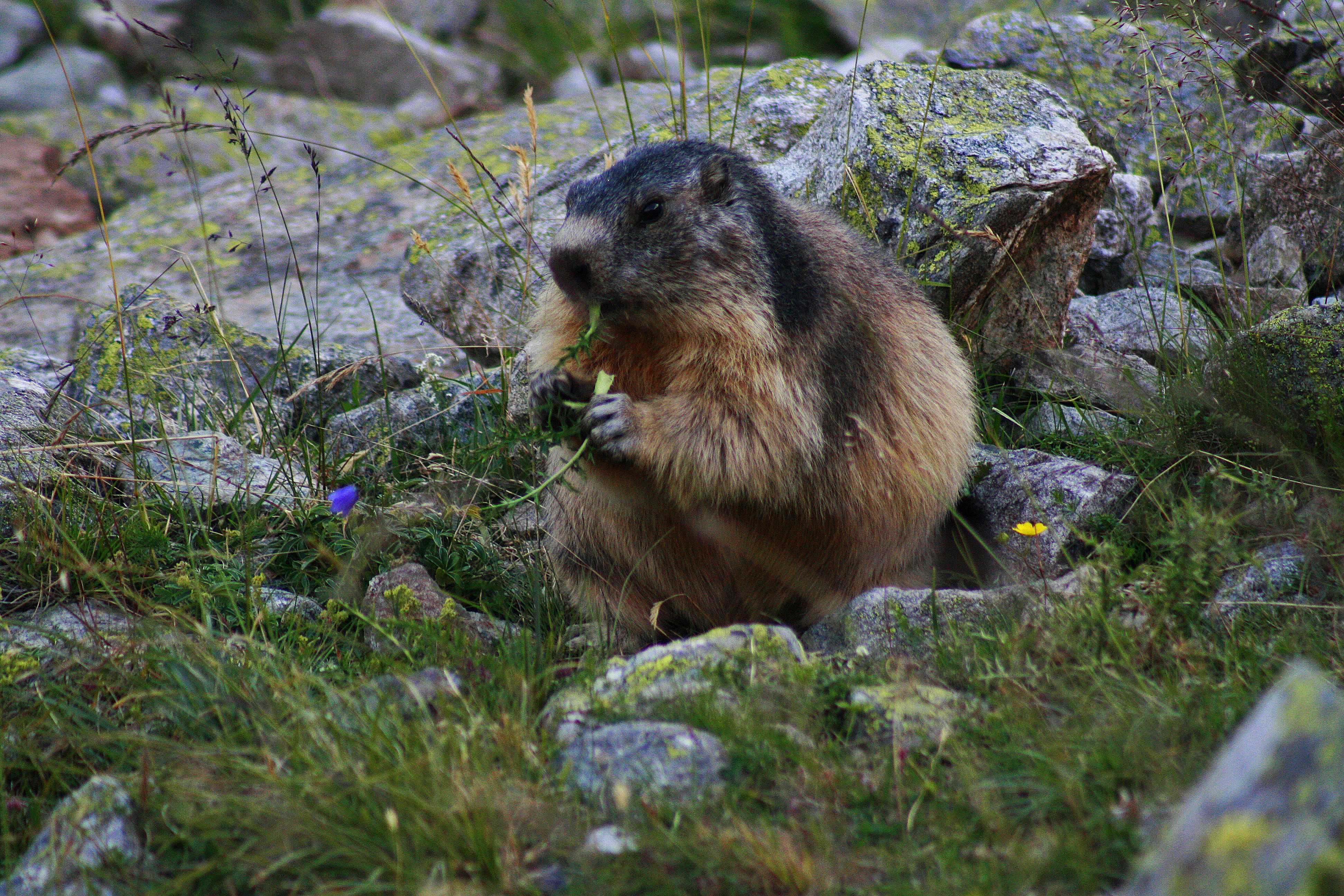
Marmotte dans le parc des Écrins.

Le département des Hautes-Alpes abrite une faune extrêmement variée. On compte par exemple 400 espèces de vertébrés et 225 espèces de papillons.

##### Grands mammifères
Les grands mammifères herbivores présents dans le département sont le bouquetin des Alpes, le cerf élaphe, le chamois , le chevreuil, le sanglier et le mouflon. Les Hautes-Alpes comptent plusieurs milliers de têtes de chamois. Ceux-ci vivent en hiver dans les sous-bois et, à la belle saison, s'installent plutôt dans la haute montagne. Hormis le chamois et le sangliers les autres espèces ont été (ré)introduites récemment: 
- Le bouquetin, qui avait disparu au 19e siècle, a été réintroduit en 1959 et 1960 via le don de six animaux par la Suisse. En 1975 il existait un troupeau d'une cinquantaine de bêtes dans le massif des Cerces. Depuis sa population, qui a bénéficié de deux autres réintroductions dans les années 1990, s'est étendue à d'autres massifs des Hautes-Alpes (Écrins, Queyras) et  colonise progressivement l'ensemble des massifs du département. Dans le parc des Écrins, la population comptait 500 à 600 têtes. Cet animal, plus trapu que le chamois, est moins habile que celui-ci dans la neige mais peut grâce à ses sabots mous descendre des parois pratiquement verticales[52],[53],[54].
- Le  mouflon corse a été introduit pour la première fois dans les Hautes-Alpes dans le cirque de Chaudun (commune de Gap) en 1962 par des fédérations de chasseurs sans étude préalable de l'adaptation de l'espèce aux conditions régnant dans le département. Sa population s'est depuis multipliée et répandue dans les Hautes-Alpes. Mais l'espèce, issue d'une hybridation partielle avec des moutons et originaire d'une région qui n'avait jamais compté de loups (Corse), est mal adaptée aux conditions hivernales sévères de la montagne et à la prédation par les loups dont le nombre a fortement cru dans le département depuis sa réintroduction[52],[55].
- Le  cerf élaphe a été introduit dans les années 1950 dans la forêt de Durbon (commune de Saint-Julien-en-Beauchêne). Depuis, comme dans toutes les zones montagneuses du sud de la France, sa population s'est fortement accrue : plus de 500 têtes étaient ainsi prélevées en 2015 pour contrôler sa population sur le département[52],[56].

L'ours était autrefois commun notamment dans la vallée du Champsaur où certains toponymes en dérivent (Orcières, Montorcier, sentier du pas de l'ours). Le dernier ours du département a été tué en 1895 sur le territoire de la commune d'Orcières.

##### Mammifères carnivores
Les mammifères carnivores sont le blaireau européen, le chat sauvage d'Europe, la fouine, la genette commune, l'hermine  , la martre le putois et le renard roux.
Le loup, autrefois abondant, était chassé par différentes méthodes. Le dernier loup du département a été tué sans doute au milieu du 19e siècle à Ceillac. Il est réapparu en France de manière attestée en 1987. Il est désormais présent dans 16 zones du département (2020) dont la Vallouise, la Guisane, la Clarée, le Champsaur et le Queyras. Sa population en croissance rapide s'est accompagnée d'une prédation croissante des moutons malgré les dispositifs destinés à protéger les troupeaux (multiplication du nombre de chiens dont des patous, filets de protection...). Les Hautes-Alpes sont particulièrement touchés du fait de l'importance de l'élevage des moutons et d'un nombre important de loups. Les compensations financières versées aux éleveurs, victimes de cette prédation, ne suffisent pas à compenser les dégâts commis par les loups et ceux-ci réclament une diminution du nombre de loups en s'opposant à ceux qui estiment que la population de cette espèce n'a pas atteint le seuil garantissant sa viabilité,. En 2024 les communes les plus touchées (plus de trois attaques ayant fait des victimes dans les troupeaux sur l'année) étaient Abriès-Ristolas, Ancelle, Ceillac, Cervières et Dévoluy.
D'un point de vue historique le département a sans doute abrité les derniers représentants du lynx boréal qui était considérée comme une espèce éteinte en France dans les années 1930. Il a été réintroduit dans les Vosges au début des années 1980 et son aire de répartition s'est progressivement étendue aux Alpes. Toutefois seules quelques observations ponctuelles ont été faites jusqu'à présent dans les Hautes-Alpes.

##### Rongeurs
Les rongeurs sont représentés par différentes espèces de campagnol et de  mulot, le lérot, le loir gris et la marmottes des Alpes, animal emblématique des alpages.

#### Rapaces
Les oiseaux rapaces sont l'aigle royal l'autour des palombes, la bondrée apivore, la buse variable, le circaète Jean-le-Blanc, l'épervier d'Europe, le gypaète barbu, le milan noir, le vautour fauve, le faucon crécerelle et le faucon pèlerin.
- En 2010 on comptait environ 60 couples d'aigles royaux sur le département principalement dans le massif des Écrins (45) et le Queyras (6)[64].
- Le gypaète barbu, une espèce de vautour qui avait disparu il y a 100 ans dans le département et qui est un des plus grands rapaces avec son envergure de 3 mètres, est en cours de réintroduction dans le massif des Écrins avec une première naissance sur le territoire du département (dans les Écrins) en 2022[65].
- Le vautour fauve qui avait disparu dans les Alpes françaises au début du 20e siècle a été réintroduit dans les Préalpes à la fin de ce siècle et a commencé à coloniser les régions alpines centrales à compter de 2003[66].

##### Autres oiseaux
Les espèces d'oiseau les plus remarquables  sont la gélinotte des bois, le grand Tétras, le  lagopède alpin, la perdrix bartavelle et le tétras lyre  le jaseur boréal, le bec croisé, le circaète Jean Leblanc, le crave à bec rouge.

##### Reptiles
Les reptiles présents dans les Hautes-Alpes sont la vipère aspic très répandue en altitude autour des pierriers. La plupart des espèces de couleuvre sont présentes dans le département : couleuvre à collier, coronelle lisse, couleuvre vipérine, couleuvre verte et jaune, couleuvre de Montpellier, couleuvre à échelons. Parmi les espèces de lézard présents on peut citer le lézard ocellé au sud-ouest du département jusqu'à 800 mètres d'altitude. Les espèces vivant à des altitudes, qui peuvent être nettement supérieures, sont le lézard vert, le lézard agile ou des souches (présent surtout dans les mélézins) et le lézard vivipare qu'on trouve jusqu'à 3 000 mètres d'altitude. Le lézard le plus fréquent est le lézard des murailles. L'orvet peut également être observé en altitude.

##### Insectes
Dans les alpages deux espèces d'insectes sont particulièrement abondantes : les mouches (mouche commune, mouche piquante, taon) attirées par les troupeaux et les sauterelles dont certaines variétés (decticelle montagnarde) ravagent les pelouses jusqu'à une altitude de 3 000 mètres et peuvent même s'attaquer aux vêtements des promeneurs qui s'allongent dans l'herbe. Le département est par contre pratiquement dépourvu de moustiques faute de surfaces d'eau stagnantes suffisamment chaudes et de pucerons à partir d'une certaine altitude. La profusion des conditions naturelles permet l'existence d'une grande variété de papillons allant d'espèces montagnardes (comme le papillon Gazé) à celles répandues dans les régions méditerranéennes.

## Géographie humaine

### Découpage administratif
Le département des Hautes-Alpes comprend 162 communes regroupées dans 15 cantons. La gestion d'une partie des compétences de ces collectivités locales est déléguée à une communauté de communes (8 sur le département). La ville de Gap forme avec ses communes voisines la seule communauté d'agglomération du département (Communauté d'agglomération Gap-Tallard-Durance). La préfecture est Gap et la sous-préfecture est Briançon. Le département envoie à l'assemblée deux députés et au sénat un sénateur.

#### Intercommunalités

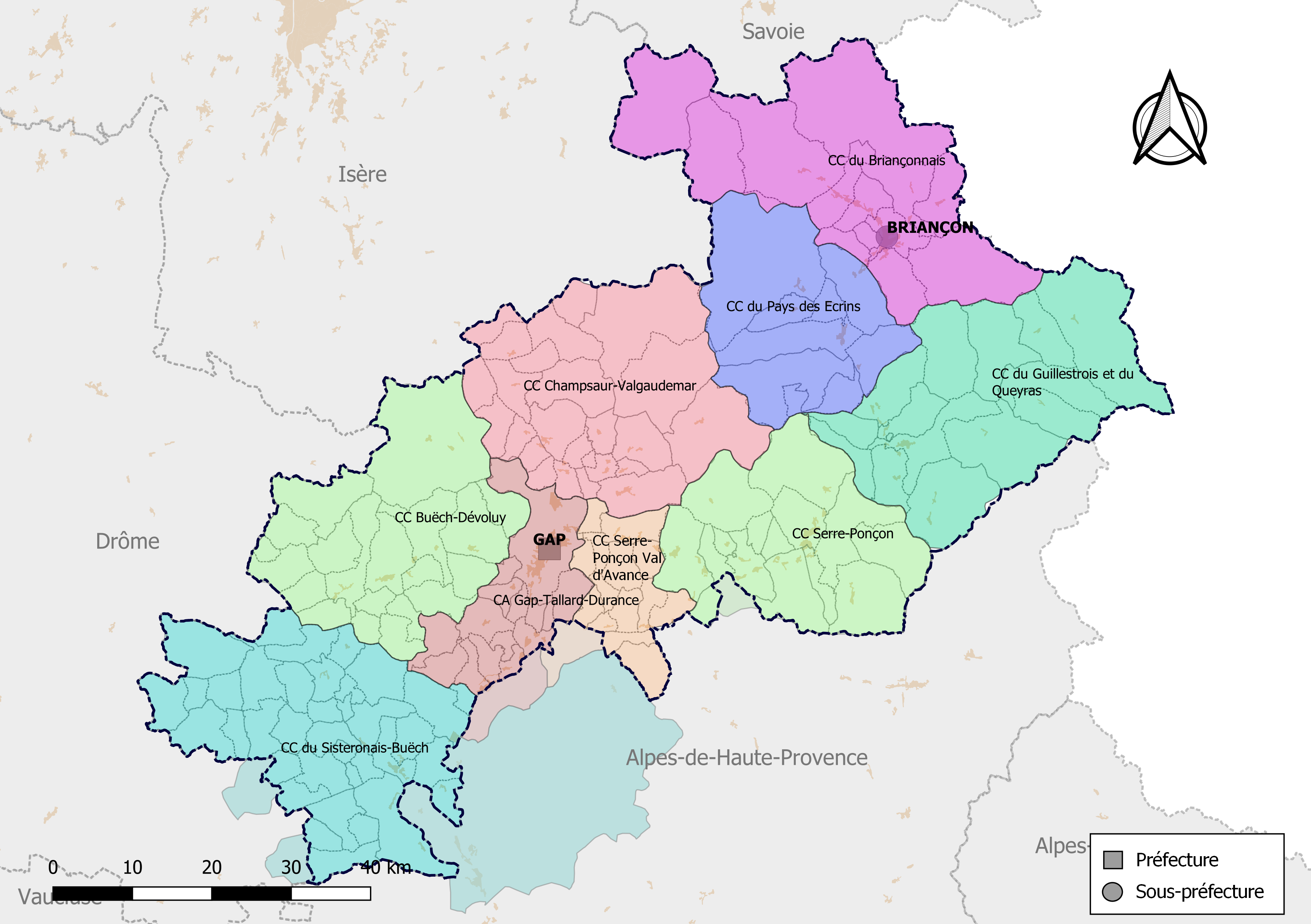
Carte des intercommunalités des Hautes-Alpes.

Les communes des Hautes-Alpes sont regroupées au sein des intercommunalités suivantes : 
- La communauté d'agglomération Gap-Tallard-Durance comprend une partie de l'aire urbaine de la ville de Gap. Cette dernière regroupe à elle seule 80% de la population. Outre les compétences obligatoires (développement économique, aménagement de l'espace, équilibre social, politique de la ville et aire d'accueil des voyages), elle dispose des compétences en matière d'assainissement, de protection de l'environnement et de l'action sociale d'intérêt communautaire, d'amélioration de l'habitat[70].
- La Briançonnais dont le siège est dans la ville de Briançon.
- La Communauté de communes de Serre-Ponçon dont le siège est dans la ville d'Embrun.
- La Communauté de communes Champsaur-Valgaudemar
- La Communauté de communes Buëch Dévoluy
- La Communauté de communes Serre-Ponçon Val d'Avance
- La Communauté de communes du Pays des Écrins
- La Communauté de communes du Guillestrois et du Queyras
- La Communauté de communes Sisteronais-Buëch à cheval sur les départements des Hautes-Alpes et des Alpes de Haute-Provence dont le siège est à Sisteron.

| Communauté d'agglomération                                                                    | Gap-Tallard-Durance       | 26 octobre 2016  | 17 (dont 2 dans le 04)                  | 50 561 (2021) | 351,40   | 144 | Gap                       |
| Communauté de communes                                                                        | Briançonnais              | 28 décembre 1995 | 13                                      | 18 822 (2021) | 843,80   | 22  | Briançon                  |
| Communauté de communes                                                                        | Serre-Ponçon              | 2 novembre 2016  | 17 (dont 1 dans le 04)                  | 16 852 (2021) | 608,80   | 28  | Embrun                    |
| Communauté de communes                                                                        | Champsaur-Valgaudemar     | 7 novembre 2016  | 25                                      | 11 409 (2021) | 766,80   | 15  | Saint-Bonnet-en-Champsaur |
| Communauté de communes                                                                        | Buëch Dévoluy             | 21 octobre 2016  | 20                                      | 9 545 (2021)  | 716,40   | 13  | Veynes                    |
| Communauté de communes                                                                        | Serre-Ponçon Val d'Avance | 28 octobre 2016  | 16 (dont 2 dans le 04)                  | 7 813 (2021)  | 244,60   | 32  | La Bâtie-Neuve            |
| Communauté de communes                                                                        | Pays des Écrins           | 14 décembre 2000 | 8                                       | 6 573 (2021)  | 462,80   | 14  | L'Argentière-la-Bessée    |
| Communauté de communes                                                                        | Guillestrois et Queyras   | 24 octobre 2016  | 15                                      | 7 909 (2021)  | 831,60   | 10  | Guillestre                |
| Intercommunalités dont le siège est situé dans le département des Alpes-de-Haute-Provence (1) |                           |                  |                                         |               |          |     |                           |
| Communauté de communes                                                                        | Sisteronais-Buëch         | 1er janvier 2017 | 60 (dont 21 dans le 04 et 3 dans le 26) | 25 315 (2021) | 1 488,30 | 17  | Sisteron                  |

#### Enclaves et semi-enclaves

Carte des communes des Hautes-Alpes (1999).

Plusieurs communes du département des Hautes-Alpes sont enclavées en totalité ou presque dans un autre département ou dans le sens contraire des communes des Hautes-Alpes entourent complètement une commune d'un autre département : 
1. Le Sauze-du-Lac, commune des Haute-Alpes est séparée du reste du département par le lac de Serre-Ponçon, et est accessible seulement depuis Savines-le-Lac ou le Lauzet-Ubaye, deux communes des Alpes-de-Haute-Provence.
2. Mison, commune des Alpes-de-Haute-Provence est entourée de communes des Hautes-Alpes, sauf au sud-est (Sisteron).
3. Bréziers et Rochebrune, communes des Hautes-Alpes sont entourées sur 3 côtés de communes des Alpes-de-Haute-Provence, et reliées au reste des Hautes-Alpes seulement par le Pont de Rochebrune.
4. Venterol et Piégut, communes des Alpes-de-Haute-Provence accessibles seulement depuis Tallard ou Valserres, communes des Hautes-Alpes.
5. Le haut du Vallon de Rancurel, situé dans les Alpes-de-Haute-Provence, accessible seulement depuis le hameau de Plaugiers, au sud-ouest de Ribiers (Hautes-Alpes).
6. La commune de Lus-la-Croix-Haute, rattachée à la Drôme, alors qu'elle est séparée du reste du département par le col de Grimone, et qu'elle abrite la source du Buech, rivière des Hautes-Alpes.
7. La Grave et Villar-d'Arêne : séparées du reste des Hautes-Alpes par le col du Lautaret (2 057 m), ces communes auraient pu être dans l'Isère, issue également du Dauphiné. Mais elles ont réclamé d'appartenir aux Hautes-Alpes espérant bénéficier du régime fiscal des Escartons du Briançonnais.
8. Vallée Étroite : séparée du reste des Hautes-Alpes par le col de l'Échelle (1 762 m), elle est dirigée vers Bardonnèche (Italie). C'est l'une des rares parties du territoire français qui font partie du bassin-versant du Pô, tributaire de la mer Adriatique. Elle fut attribuée à la France comme réparation des dommages de guerre en 1947.

### Utilisation du sol
La superficie des sols artificialisés représente une très faible part du territoire du département : 2 % de la surface des Hautes-Alpes contre 10 % pour PACA et 18 % pour la France 18 %. Le département est à hauteur de 83 % couvert par des espaces naturels et à 15 % par des terres agricoles.

### Population

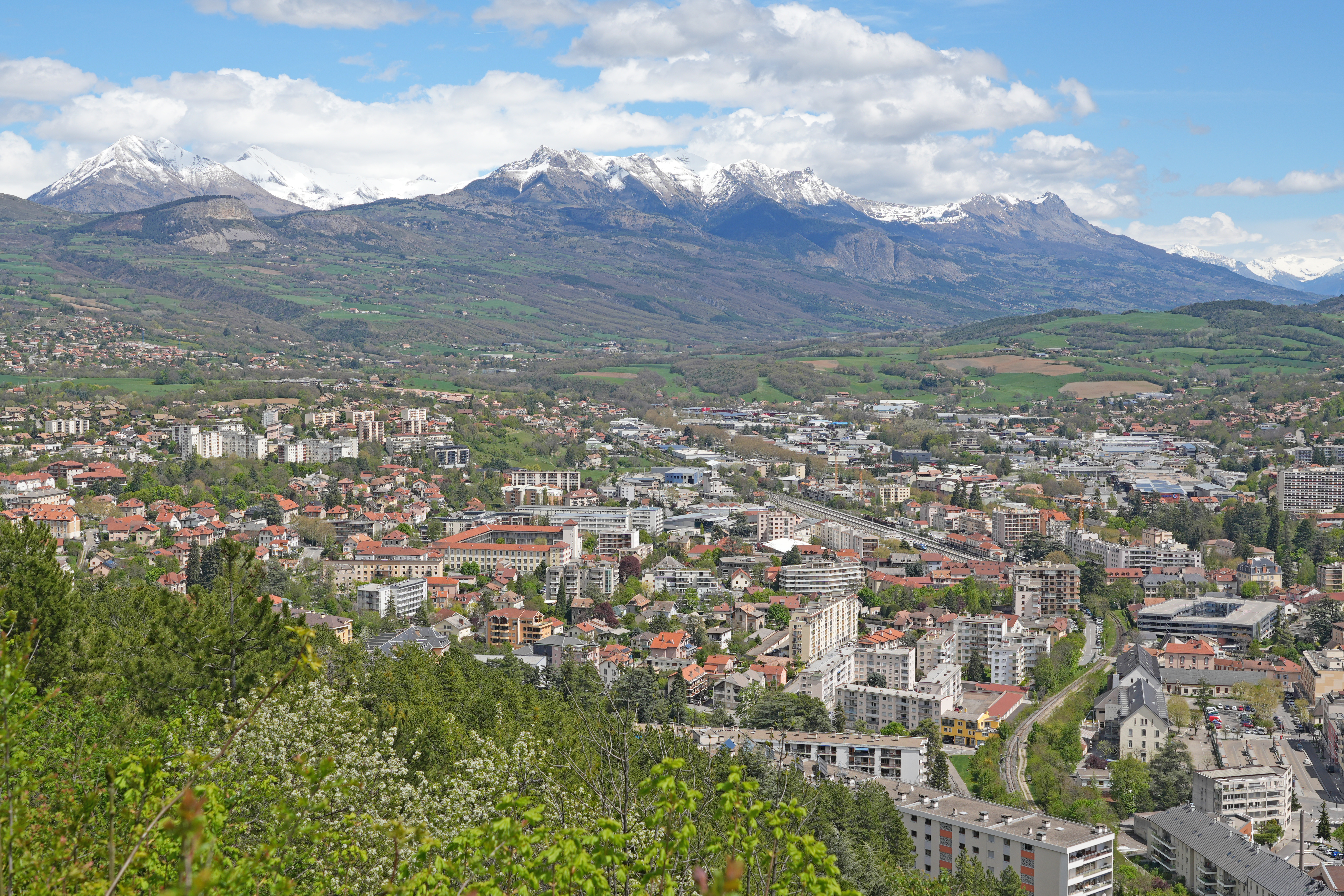
La ville de Gap a bénéficié de la forte croissance de la population du département durant la deuxième moitié du 20.

Le caractère très montagneux des Hautes-Alpes, la faiblesse des voies de communication naturelles internes et vers l'extérieur (hormis la vallée de la Durance), l'absence d'industrie se conjuguent pour faire des Hautes-Alpes un des départements les moins peuplés de France : avec ses (141 677 habitants en 2022) il se classe en troisième position après la Lozère et la Creuse. Par ailleurs il est le cinquième département le moins dense de France avec (25,5 habitants par km2 contre 161 habitants par km2 pour la région PACA et 119 habitants par km2 pour la France métropolitaine) après La Lozère, la Creuse, les Alpes-de-Haute-Provence et le Cantal,.
À sa création en 1791 les Hautes-Alpes comptait environ 120 000 habitants. Sa population a connu un pic au milieu du 19e siècle en dépassant légèrement 130 000 habitants puis a commencé à décroitre en raison d'un important exode rural : elle ne comptait plus que 100 000 habitants à la veille de la Première guerre mondiale. L'hécatombe de jeunes hommes provoqué par cette dernière a accéléré le déclin démographique et le département ne comptait plus que 88 000 habitants dans les années 1930. Après avoir atteint son minimum en 1946 (85 000 habitants), la démographie du département s'est redressée  dans les années 1960 sous l'effet du rebond de la natalité, de la croissance économique générale du pays et de l'expansion de l'activité touristique. Elle a atteint environ 141 000 habitants en 2016. La croissance de la population d'après guerre n'a pas stoppé l'exode rural : elle a profité aux villes et villages situés dans les vallées en particulier à Gap dont la population a plus que doublé. Entre 2016 et 2022 la population du département est restée pratiquement identique (+0,4 %) : on observe une légère décrue à Gap  (-0,4 %). Briançon perd 10 % de sa population et la même tendance est observée dans les communes limitrophes alors que  plusieurs petites villes du département situées plus à l'est voient celle-ci croitre : Embrun (+ 3,5 %), Laragne-Montéglin (+ 2,3 %), Veynes(+ 2,6 %)
La population du département est en moyenne plus âgée que celle de la France avec une proportion de personnes de plus de 60 ans nettement supérieure à la moyenne nationale : 33,2%  contre 26,6 %. Le taux de natalité très bas (8,8 ‰ sur la période 2015 à 2021) est inférieur au taux de mortalité (10,4 ‰ sur la même période). On constate un creux important dans la pyramide des ages entre 20 ans et 45 ans par rapport à la France métropolitaine. En 2021 la catégorie socio-professionnelle la plus représentée est celle des retraités avec 33,8 % des personnes ayant plus de 15 ans, devant les employés (16,4 %), les professions intermédiaires (14,9 %), les ouvriers (9,8 %), les cadres (5,6 %), les artisans, commerçants et chefs d'entreprises (5,6 %) et les agriculteurs (1,6 %). 12,3 % des personnes de plus de 60 ans n'exercent aucune activité professionnelle (taux inférieur de 4,7 % à la moyenne nationale),.
En 2022 le département ne compte que trois agglomérations de plus de 5 000 habitants : la préfecture Gap (40 656 habitants), Briançon (10 748 habitants) et Embrun (6 387 habitants). Hormis Saint-Bonnet-en-Champsaur, Laragne-Montéglin et Veynes toutes les agglomérations de plus de 2 000 habitants se situent dans la vallée de la Durance.

Densité de la population en 1999
variation de la densité entre 1990 et 1999

## Géographie économique
L'économie du département est orientée vers le secteur non marchand et le tourisme avec une présence importante des non-salariés et de travailleurs saisonniers. Le chiffre d'affaires cumulé des entreprises du département était de 4,8 milliards euros en 2023. L'activité du département est concentrée dans le secteur tertiaire (82,6 %). En 2020 les 58 402 emplois étaient situés dans les commerces et les services (43,6 %), l'administration publique (38,9 %), la construction (7,9 %), l'industrie (5,3 %) et l'agriculture (4,2 %). Le taux de chômage est modéré (6,6 % contre 8,2 % pour la région PACA),.

### Agriculture
En 2024 l'activité agricole  emploie dans les Hautes-Alpes 2 900 personnes (équivalents temps plein) dans 1 560 exploitations agricoles et génère un chiffre d'affaires annuel de 186 millions euros. L'activité dominante est l'élevage et plus particulièrement l'élevage des ovins (230 000 têtes) qui devance celui des bovins (31 490 têtes). Mais c'est l'arboriculture qui constitue la première source de richesse du fait de sa forte valeur ajoutée. Le département est le deuxième producteur national de pommes Golden (45 280 tonnes) et le troisième de poires de table (18 230 tonnes). L'agriculture biologique représente une surface de 36 000 hectares soit 40 % des surfaces agricoles ce qui classe le département en deuxième position parmi les départements français. Trois productions ont un label IGP (Indication géographique protégée) (Agneau des Alpes du Sud, pommes des Alpes de Haute-Durance et vin des Hautes-Alpes) et deux étaient en cours de labellisation en 2024 (Tomme du Champsaur et bleu du Queyras). La surface agricole utile représente 17 % de la superficie du département à la quelle il faut ajouter 43 % d'alpages,.

### Tourisme

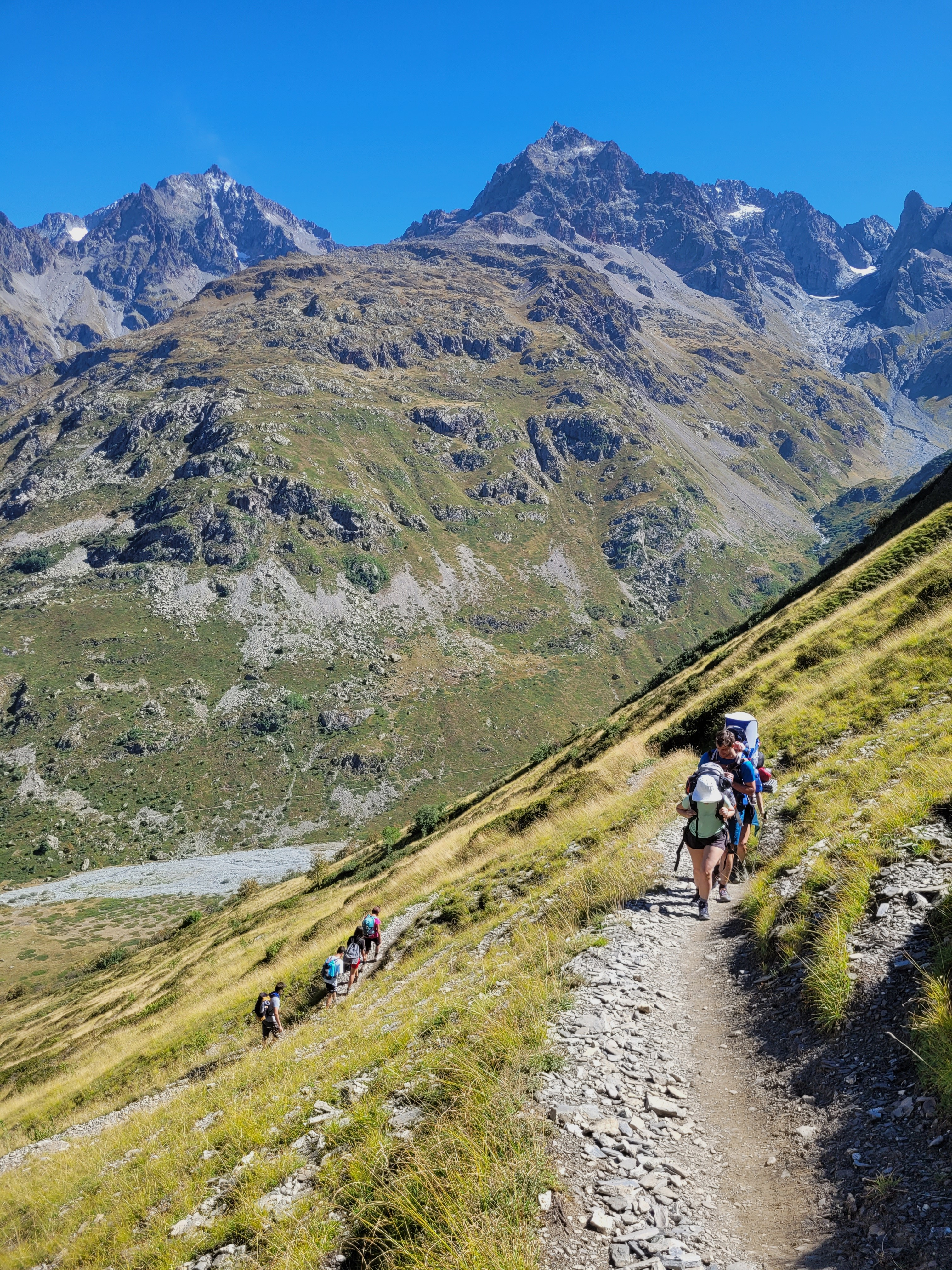
La randonnée en montagne est particulièrement populaire dans le département.

Le tourisme s'est beaucoup développé à compter des années 1960 et est devenu une activité majeure du département avec un chiffre d'affaires de 1,3 milliard euros en 2023 et 15 000 emplois directs. La fréquentation cette année là a été de 18,6 millions nuitées. Le département dispose d'une capacité d'hébergement de 390 000 lits et au pic de la saison touristique la population des Hautes-Alpes est triplée. Le tourisme hivernal s'appuie sur une trentaine de stations de ski. Les plus importantes sont Serre Chevalier, Montgenèvre, Vars, Orcières Merlette et Superdévoluy / La Joue du Loup. Toutefois cette activité est menacée par le réchauffement climatique qui touche de manière plus importante les Alpes du Sud. Pour combattre ce phénomène les stations de ski ont investi lourdement dans les canons à neige au détriment  parfois des ressources en eau qui dans certaines régions sont limitées. Le tourisme estival est une activité plus récente. Il peut s'appuyer sur la grande diversité des paysages naturels et l'existence d'un réseau étendu de chemins de randonnée. Le climat et l'environnement du département ont entrainé un accroissement des résidences secondaires qui représentent dans la plupart des communes rurales plus de 50% du parc immobilier. Sur les 138 751 logements du département 63 329 étaient des résidences secondaires en 2020 (proportion la plus élevée de France),,.

Tourisme d'hiver et d'été dans les Hautes-Alpes
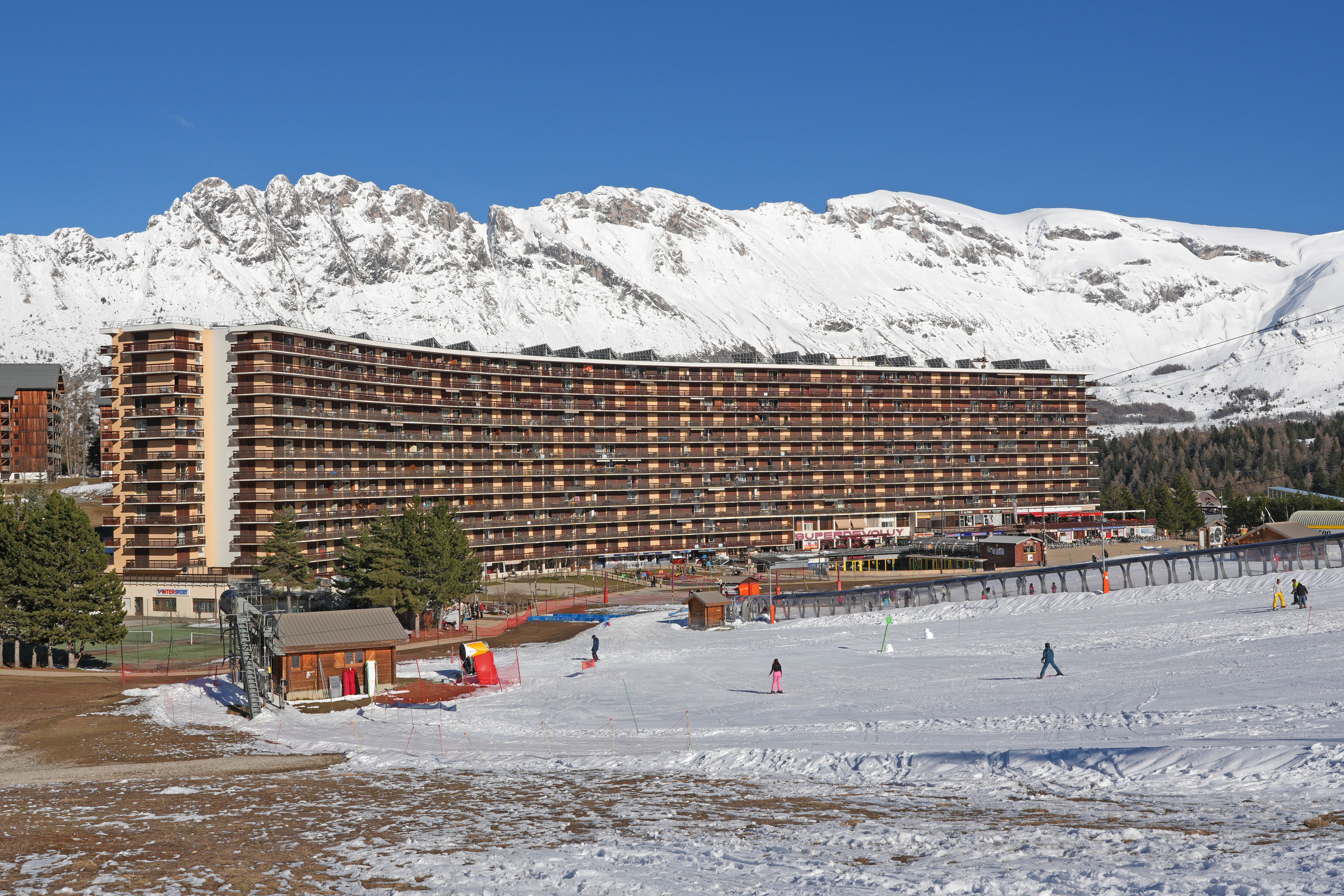
Station de ski de SuperDévoluy.
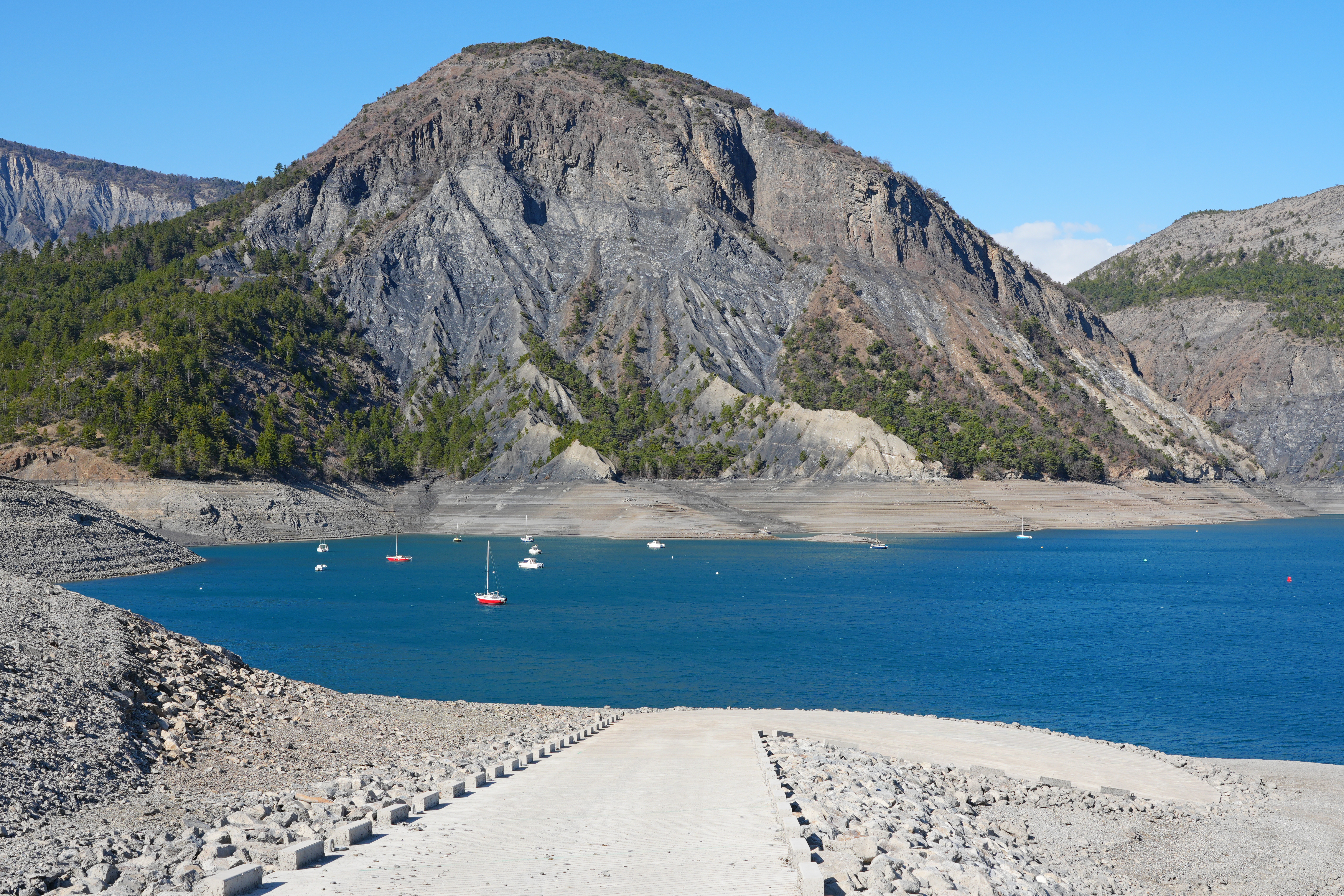
Le nautisme est une des activités pratiquées sur le lac de Serre-Ponçon.

### Production d'énergie
Le département produit plus d'énergie électrique (1 700 GWh en 2018) qu'il n'en consomme (1 100 GWh) mais une grande partie de la production hydroélectrique est consommée à l'extérieur du territoire pour répondre aux appels de puissance durant les pics de consommation. L'énergie électrique est fournie principalement par les barrages hydroélectriques (1 500 GWh en 2020), les centrales photovoltaïques (73 GWh) et le bois (99 GWh). La puissance installée en 2020 pour les barrages est de 500 MW (dont 379 MW pour le barrage de Serre-Ponçon) et à cette date la construction de 36 petites centrales hydroélectriques avaient été autorisées (puissance installée totale de 50 MW). L'énergie totale consommée dans le département est de 3 700 GWh (dont produits pétroliers 2 100 GWh, gaz nature 196 GWh et bois 283 GWh). Les principaux consommateurs sont le transport routier (42 %) et le résidentiel (31 %).

### Transports

Lignes de chemin de fer et principaux axes routiers des Hautes-Alpes.

Les transports dans le département sont caractérisés par le manque d'infrastructures performantes et un relatif isolement. La faible population du département (141 000 habitants en 2018), l'omniprésence du relief (le plus élevé en moyenne en France avec près des trois quart de la superficie située en zone de montagnes), l'étroitesse des vallées, l'absence de pôles urbains ou industriels majeurs (hormis la préfecture Gap peuplée de 40 000 habitants)  ne favorisent pas le développement d'une offre de transport. Par ailleurs le département ne comporte aucun axe de transit majeur, l'itinéraire par la vallée du Rhône étant préféré à celui passant par les Hautes-Alpes pour les trajets terrestres entre d'une part Lyon et les Alpes du Nord et d'autre part la Côte d'Azur. Enfin la volonté de maintenir ou développer l'accessibilité au département se heurte d'une part aux couts de la desserte d'une région montagneuse et peu peuplée (notamment pour les projets d'amélioration des dessertes ferroviaires) et d'autre part aux souhaits de préserver un environnement naturel exceptionnel (échec du projet de l'autoroute A51).
De nos jours le réseau routier est constitué de 26 kilomètres d'autoroute (A51), 152 kilomètres de voies nationales, 1 950 kilomètres de routes départementales et 2 670 kilomètres de voies communales. Le transport ferroviaire repose une ligne principale qui suit en grande partie la vallée de la Durance et relie Briançon à Marseille en passant par Embrun, Gap, Veynes et Serres et deux lignes qui se débranchent de cette ligne principale pour desservir d'une part Valence via la Drôme et d'autre part Grenoble via le col de Lus-la-Croix-Haute. Le transport de fret est réalisé exclusivement par la route tandis que celle-ci dispose également d'un quasi monopole pour le transport des voyageurs du fait de la faiblesse (fréquence et vitesse commerciale) de la desserte ferroviaire par ailleurs concurrencée par un réseau de bus régionaux.

## Zones classées

Contours du parc national des Écrins et du parc naturel régional du Queyras.

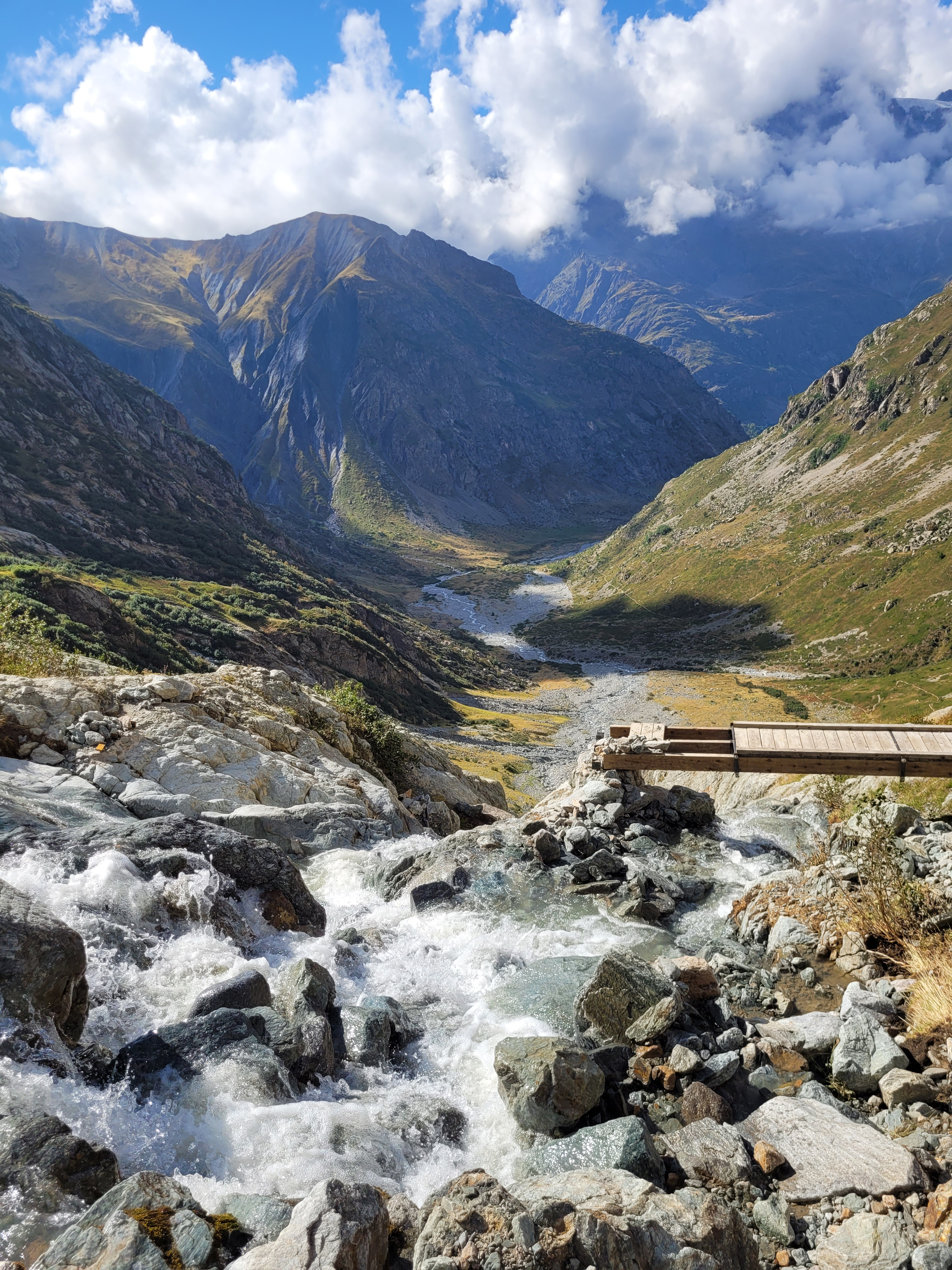
Torrent du Sirac dans le Parc des Écrins

Compte tenu de la richesse de la flore et de la faune, 55 % de la surface du département est couvert par des espaces naturels protégés : parcs naturels nationaux, régionaux et espaces Natura 2000.

### Parc national des Écrins
Le parc national des Écrins est créé en 1973 mais son emprise a fait l'objet d'une forme de protection avant cette date avec la création en 1913 du parc national de la Bérarde devenu en 1923 parc national du Pelvoux. Il s'étend sur une grande partie du massif des Écrins. Le cœur du parc a une superficie 830 km2 et une partie de son territoire est située dans le département de l'Isère. Il s'étend sur le territoire de 53 communes. Son territoire très montagneux s'étage entre 800 et 4 102 mètres, comprend une centaine de sommets situés au-dessus de 3 000 mètres et une quarantaine de glaciers.

### Parcs régionaux
Le département compte deux parcs naturels régionaux : 
- Le parc naturel régional du Queyras est créé en 1967. D'une superficie de 610 km2 il s'étend sur le territoire de 10 communes (dont Abriès-Ristolas, Aiguilles, Arvieux, Guillestre, Saint-Véran et Vars) situées dans la région du Queyras. l'altitude moyenne est de 2 300 mètres[89].
- le parc naturel régional des Baronnies provençales est situé à cheval sur la Drome et les Hautes-Alpes. Il a une superficie de 1 818 km2 et s'étend sur le territoire de 104 communes. Caractérisé par des paysages uniques, le parc protège un patrimoine bâti (terrasses en pierres sèches, villages perchés) et agricole emblématique (vergers, oliveraies, tilleul, lavande, thym, romarin...) ainsi qu'une géologie et une biodiversité remarquables[90].

### Sites Natura 2000
Les sites Natura 2000 sont des sites naturels faisant l'objet de mesures de protection car ils hébergent des espèces animales ou végétales rares ou fragiles. Le département des Hautes-Alpes comprend un grand nombre de ces sites du fait de la diversité de ses milieux naturels (forêts, pelouses alpines, prairies naturelles, landes, rivières et zones humides, éboulis, falaises, glaciers...) et de sa position au carrefour des Alpes et des influences méditerranéennes. La protection porte à la fois sur des habitats et sur les espèces. Il existe 23 sites Natura 2000 sur le département qui  couvrent ensemble 200 000 hectares soit 43 % de la superficie totale. Ils sont présents dans les deux tiers des communes. Les sites regroupés par sous-ensembles sont  Rochebrune/Izoard/ Vallée de la Cervereytte, Steppique Durancien et Queyrassin, Haut-Guil/Mont-Viso/Val Preveyre, Dévoluy/Durbon/Charance/Champsaur, Montagne de Céüse/montagne d’Aujour/pic de Crigne/montagne de Sain, Bois de Morgon/forêt de Boscodon/Bragousse, plateau d'Emparis/Goléon, Piolit/pic de Chabrières, montagne de Seymult/crête de la Scie, le bec de Crigne, le Valgaudemar, la Clarée et les gorges de la Méouge.

Parc des Écrins
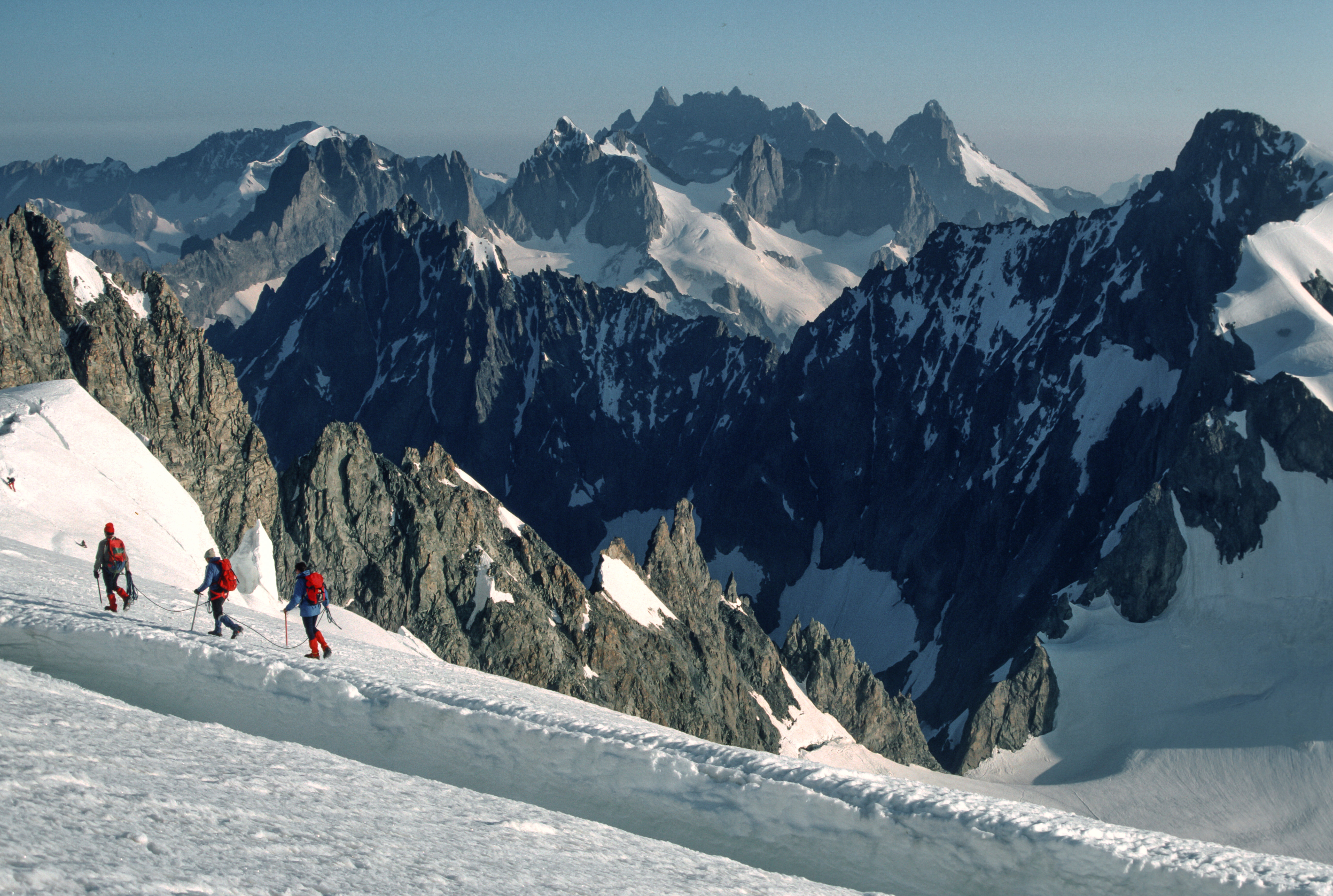
Ascension de la face Nord de la barre des Écrins, le plus haut sommet du massif (4 103 m).
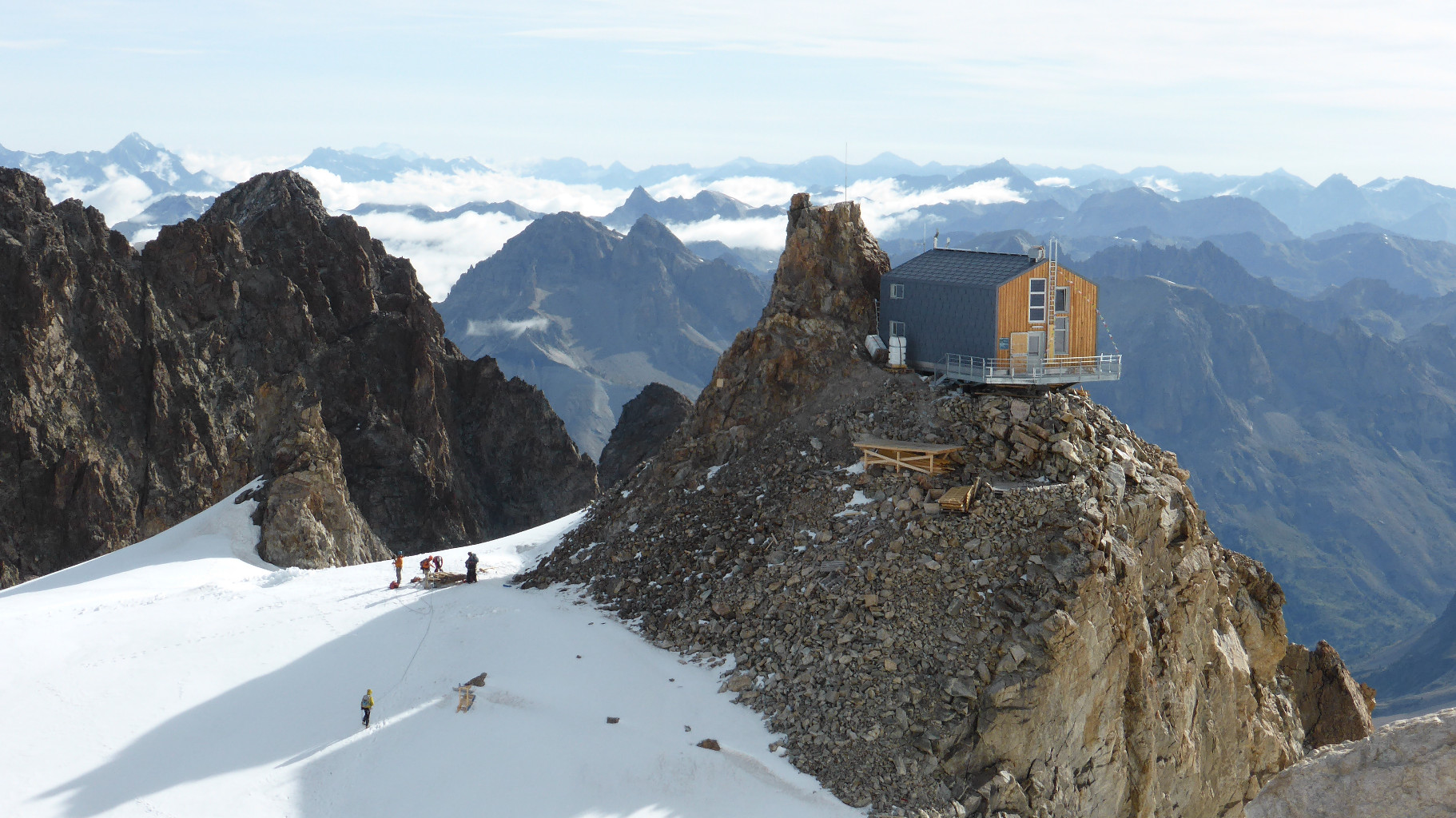
Refuge de l'Aigle